# Brasilien
Brasilien (portugiesisch Brasil, gemäß Lautung des brasilianischen Portugiesisch [bɾaˈziu̯] Ausspracheⓘ), amtlich die Föderative Republik Brasilien, ist der Fläche nach der fünftgrößte und mit rund 203 Millionen Einwohnern der Bevölkerung nach der siebtgrößte Staat der Erde und der größte Staat der Südhemisphäre. Nach Fläche und Bevölkerung ist es auch das größte Land Südamerikas, von dessen Fläche es 47,3 Prozent einnimmt. Bis auf die Länder Chile und Ecuador hat Brasilien mit jedem anderen südamerikanischen Staat eine gemeinsame Grenze. Der Name Brasilien geht auf den portugiesischen Namen pau-brasil des Brasilholz-Baumes (Paubrasilia echinata) zurück.
Gemäß einem „Sensationsfund“ sollen die Spuren menschlicher Besiedlung ca. 30.000 Jahre zurückreichen, nach der bislang geltenden Auffassung der Wissenschaft jedoch maximal 15.000 Jahre. Nach der europäischen Entdeckung Amerikas und der Aufteilung des südamerikanischen Kontinents durch den Vertrag von Tordesillas wurde Brasilien eine portugiesische Kolonie. Diese mehr als drei Jahrhunderte andauernde Kolonialzeit, in der Einwanderer verschiedenster Herkunft (freiwillig oder gezwungenermaßen) nach Brasilien kamen, trug erheblich zur heutigen ethnischen Vielfalt Brasiliens bei. Nach der im Jahre 1822 erlangten staatlichen Unabhängigkeit, auf die eine Zeit der konstitutionellen Monarchie folgte, wurde das Land 1889 als Vereinigte Staaten von Brasilien zu einer Republik. Nach der Zeit der Militärdiktatur ab 1964 kehrte das Land 1985 zur Demokratie mit einem präsidentiellen Regierungssystem zurück.

## Landesname
Der Name Brasilien geht auf den portugiesischen Namen pau-brasil des Brasilholz-Baumes (Caesalpinia echinata) zurück, der zur Zeit der frühen Kolonisation ein wichtiges Ausfuhrprodukt aus den Wäldern der Atlantikküste war. Brasa bedeutet im Portugiesischen „Glut“ und „glühende Kohlen“; das Adjektiv brasil („glutartig“) bezieht sich auf die Farbe des Holzes, das, wenn geschnitten, rot leuchtet (Brasilin) und in Europa zum Färben von Stoffen benutzt wurde.
Seit 1325 findet sich auf Karten eine westlich von Irland gelegene Phantominsel namens Brasil. Laut dem Brief eines englischen Agenten an Christoph Kolumbus aus dem Jahr 1498 soll sie etwa 1480 von Seeleuten aus Bristol entdeckt worden sein. Der Verfasser des Briefes identifiziert sie mit dem von dem venezianischen Seefahrer Giovanni Caboto 1497 entdeckten Land, das heißt mit Neufundland.

## Geographie

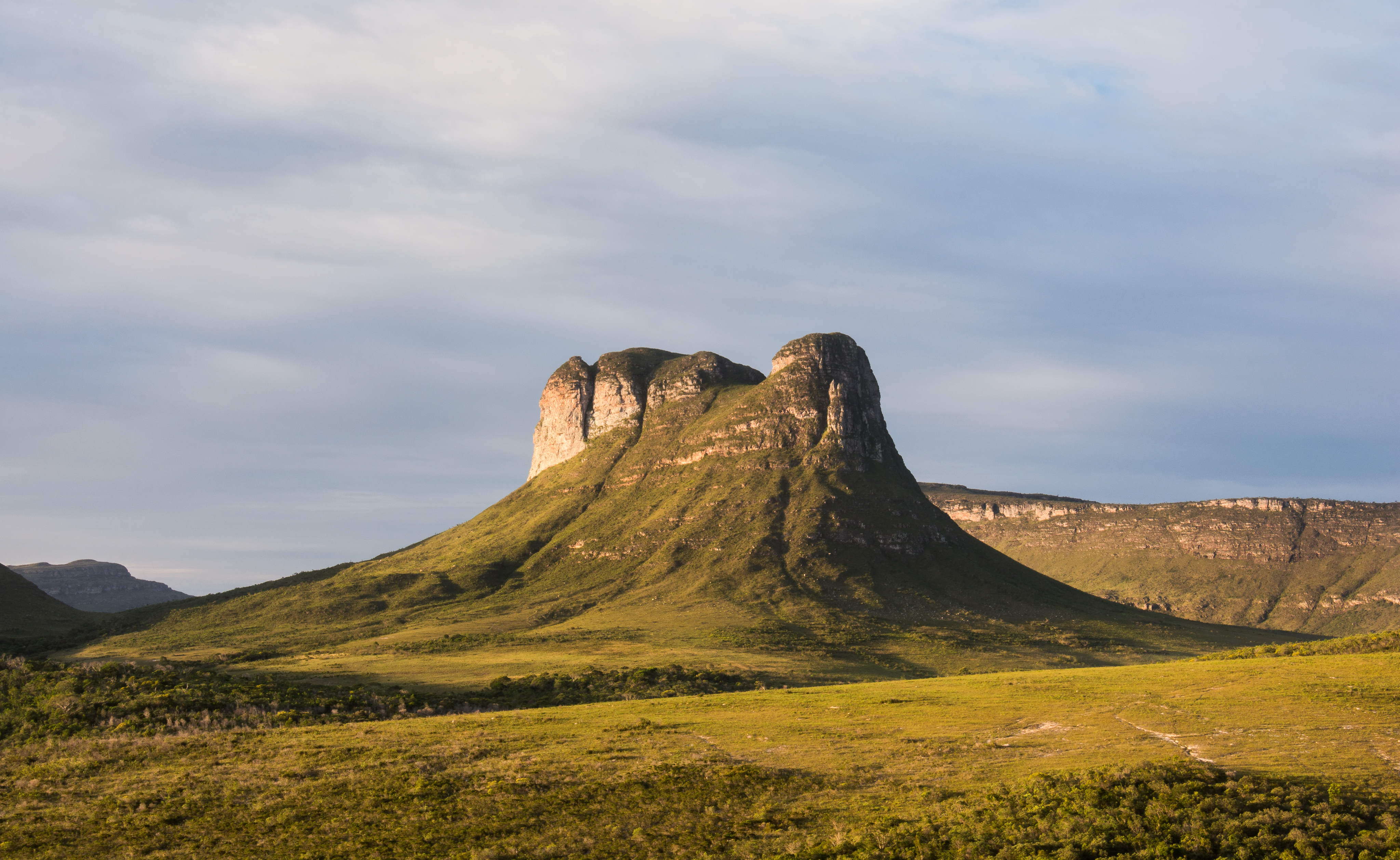
Der Berg Morrão im Nationalpark von Chapada Diamantina

Brasiliens Landschaft ist von ausgedehnten tropischen Regenwäldern des Amazonas-Tieflands im Norden und Hochebenen, Hügeln und Gebirgen im Süden geprägt. Während die landwirtschaftliche Basis des Landes im Süden und in den Savannengebieten des Mittelwestens (Cerrado) liegt, lebt der Großteil der Bevölkerung in der Nähe der Atlantikküste, wo sich auch fast alle Großstädte befinden. Die Küste hat eine Länge von 7491 km, der Großteil davon sind Sandstrände.
Brasilien hat zehn Nachbarstaaten. Es grenzt – mit Ausnahme von Chile und Ecuador – an alle südamerikanischen Staaten (von Nordosten gegen den Uhrzeigersinn gesehen mit den Grenzlängen): an Frankreich (Französisch-Guayana) mit 730 km, Suriname mit 593 km, Guyana mit 1298 km, Venezuela mit 1819 km, Kolumbien mit 1645 km, Peru mit 2995 km, Bolivien mit 3400 km, Paraguay mit 1290 km, Argentinien mit 1132 km und Uruguay mit 985 km. Die gesamte Grenzlänge beträgt 15.887 km. Brasilien hat damit nach China und Russland die drittlängste Landgrenze der Erde.
Der kontinentale Teil Brasiliens liegt in zwei Zeitzonen, einige vorgelagerte Inseln gehören zu einer dritten. Siehe hierzu: Zeitzonen in Brasilien.

### Höchste Berge
Der höchste Gipfel ist der 2994 m hohe Pico da Neblina (Aussprache: ˈpiku dɐ neˈblĩnɐ), der im gleichnamigen Nationalpark nahe der Grenze zu Venezuela und Guayana liegt. Der zweithöchste Berg ist der Pico 31 de Março (2973 m) (Aussprache: ˈpiku ˈtɾĩtɐ jũ dʒi ˈmaʁsu). Der dritthöchste Berg – und der höchste im brasilianischen Bergland – ist der Pico da Bandeira (2891 m) (Aussprache: ˈpiku dɐ bɐ̃ˈdejɾɐ). Berühmter allerdings sind der 710 m hohe Corcovado mit der 30 m hohen Erlöser-Statue wegen seines Blickes über Rio de Janeiro sowie der seiner konischen Form wegen berühmte 395 m hohe Zuckerhut.

### Gewässer

#### Flüsse

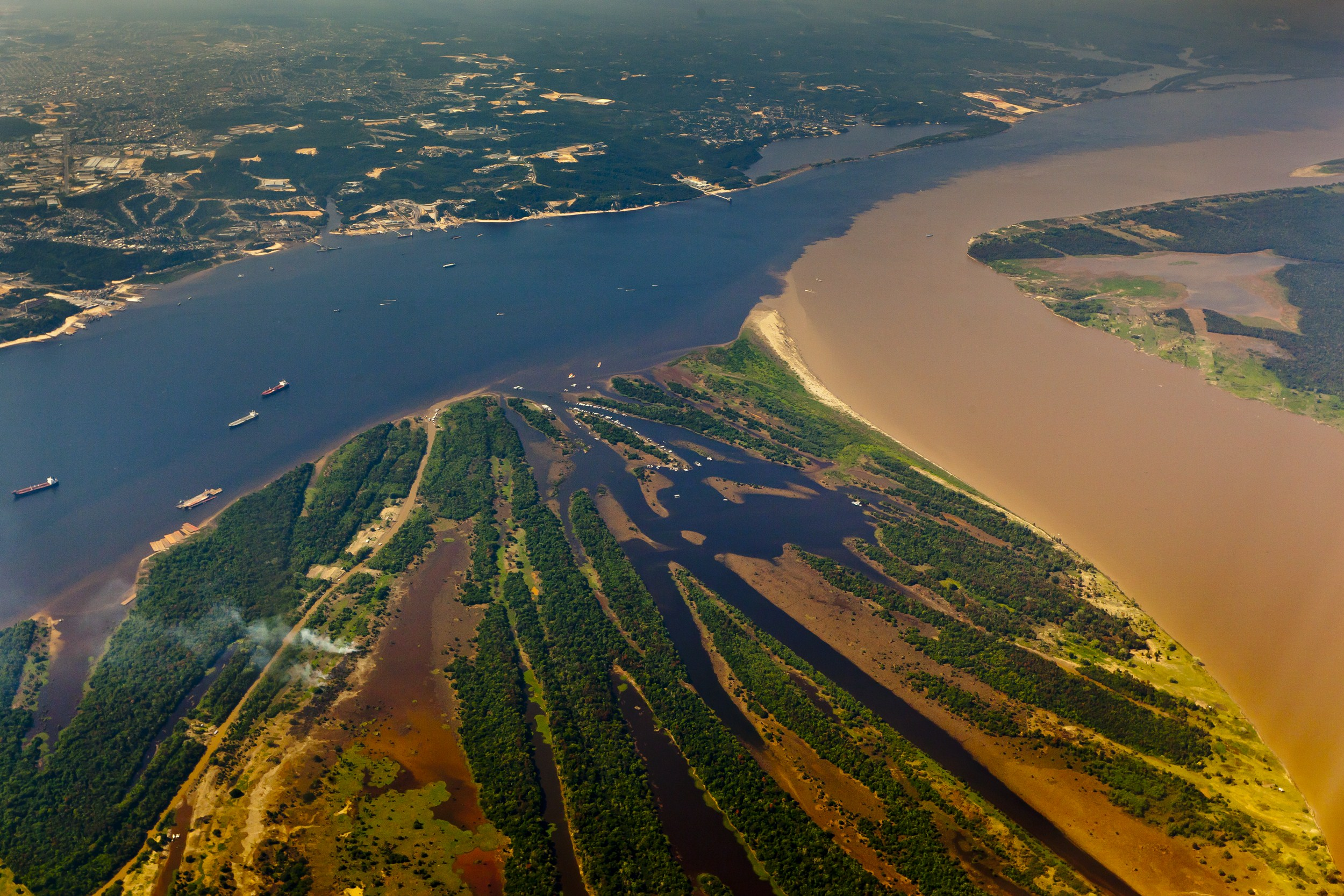
Zusammenfluss von Rio Negro und Amazonas (Schwarzwasserfluss und Weißwasserfluss) bei Manaus, Amazonas.

Der Amazonas ist mit einer Wasserführung von 209.000 m³/s der wasserreichste Fluss der Erde, größer auch als die weltweit sieben nächstkleineren Flüsse zusammengenommen. Der ganze Fließweg des Amazonas misst 6448 km; in dieser Hinsicht wird er nur noch vom wesentlich wasserärmeren Nil in Afrika übertroffen. Die bedeutendsten Nebenflüsse, der Rio Madeira und der Rio Negro, sind bereits mit den größten Strömen anderer Kontinente vergleichbar. Weitere Flüsse ähnlicher Größenordnung sind der Rio Icá und der Rio Tapajós.

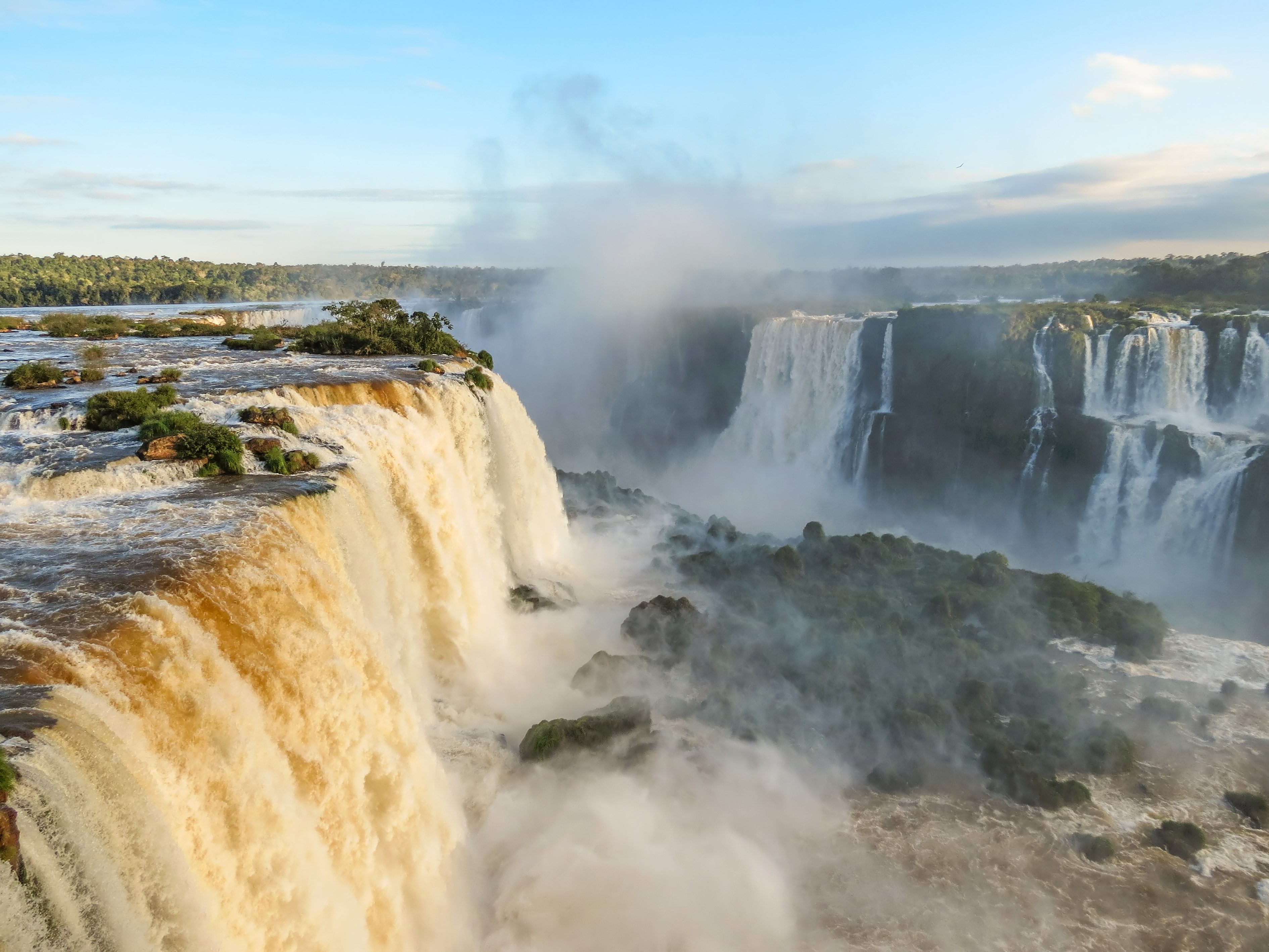
Iguazú-Wasserfälle am Dreiländereck Argentinien/Brasilien/Paraguay

Der Süden Brasiliens gehört bis auf einen schmalen Küstenstreifen zum Einzugsgebiet der Flüsse Uruguay (1790 km) und Paraná (3998 km). Der Paraná ist fast durchgehend aufgestaut; in Itaipú liegt das zweitgrößte Wasserkraftwerk der Welt. Einer seiner Nebenflüsse hat dem Staat Paraguay seinen Namen gegeben; ein anderer ist durch die Iguazú-Wasserfälle bekannt.

#### Seen
Die Lagoa dos Patos bei Porto Alegre ist mit über 10.000 km² die größte Lagune Brasiliens und die zweitgrößte Südamerikas. Danach kommt die weniger als halb so große Laguna Merín, südlich der Stadt Rio Grande.

### Inseln
Zum brasilianischen Hoheitsgebiet gehören auch einige Inseln im Atlantik, z. B. die etwa 800 km vor der Küste gelegenen Sankt-Peter-und-Sankt-Pauls-Felsen, die nur mit einem Leuchtturm bebaut sind, und die ehemalige Sträflingskolonie Fernando de Noronha, die nicht weit von der Felsgruppe entfernt ist. Beide liegen auf dem mittelatlantischen Rücken. Vulkanischen Ursprungs sind die Inseln Trindade und Martim Vaz, die zum Bundesstaat Espírito Santo gehören. Das ovale Rocas-Atoll erstreckt sich über mehrere Kilometer und wurde aufgrund der außergewöhnlichen Tier- und Pflanzenwelt als Weltnaturerbe aufgenommen.
Die größte Insel aber ist Marajó zwischen den Mündungen des Amazonas und des Rio Pará, der zum Mündungsgebiet des Rio Tocantins gehört. Sie ist mit einer Fläche von etwa 48.000 km² größer als beispielsweise die Schweiz. Da aber große Teile in der Regenzeit überschwemmt sind, ist die Insel nur an einigen Orten besiedelt. Da das Nordufer von Marajó eine Meeresküste ist, gilt die etwas kleinere Ilha do Bananal im Rio Araguaia mit ihrer Fläche von 20.000 km² als größte Flussinsel der Welt. Sie liegt in einem Nationalpark im Bundesstaat Tocantins und ist größer als beispielsweise Jamaika.

### Klima
Das Klima Brasiliens, das zwischen 5° nördlicher Breite und 34° südlicher Breite liegt, ist überwiegend tropisch mit geringen jahreszeitlichen Schwankungen der Temperaturen. Nur im subtropischen Süden herrscht ein gemäßigteres Klima.
Besonders im Amazonasbecken gibt es reichhaltige Niederschläge, man findet jedoch auch relativ trockene Landstriche mit teilweise lang anhaltenden Dürrezeiten, besonders im Nordosten des Landes. In den höheren Lagen im Süden des Landes fällt im Winter der Niederschlag gelegentlich als Schnee.
Im Süden befindet sich an der Grenze zu Bolivien und Paraguay ein ausgedehntes Feuchtgebiet, das Pantanal.

Porto Alegre
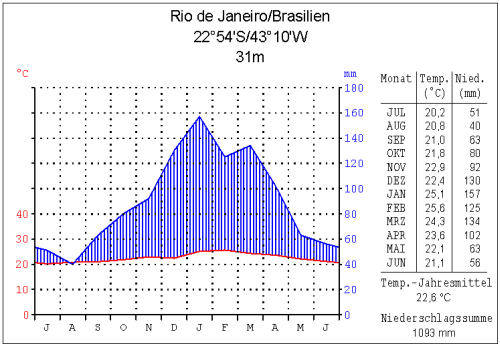
Rio de Janeiro
Brasília
Recife
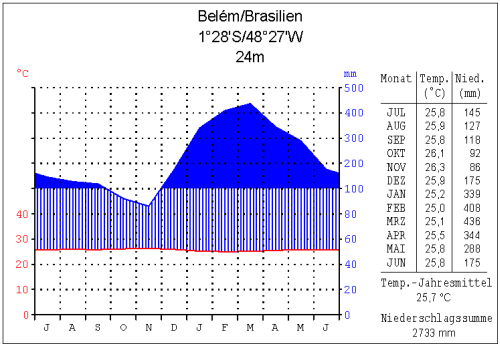
Belém
Manaus

### Flora und Fauna

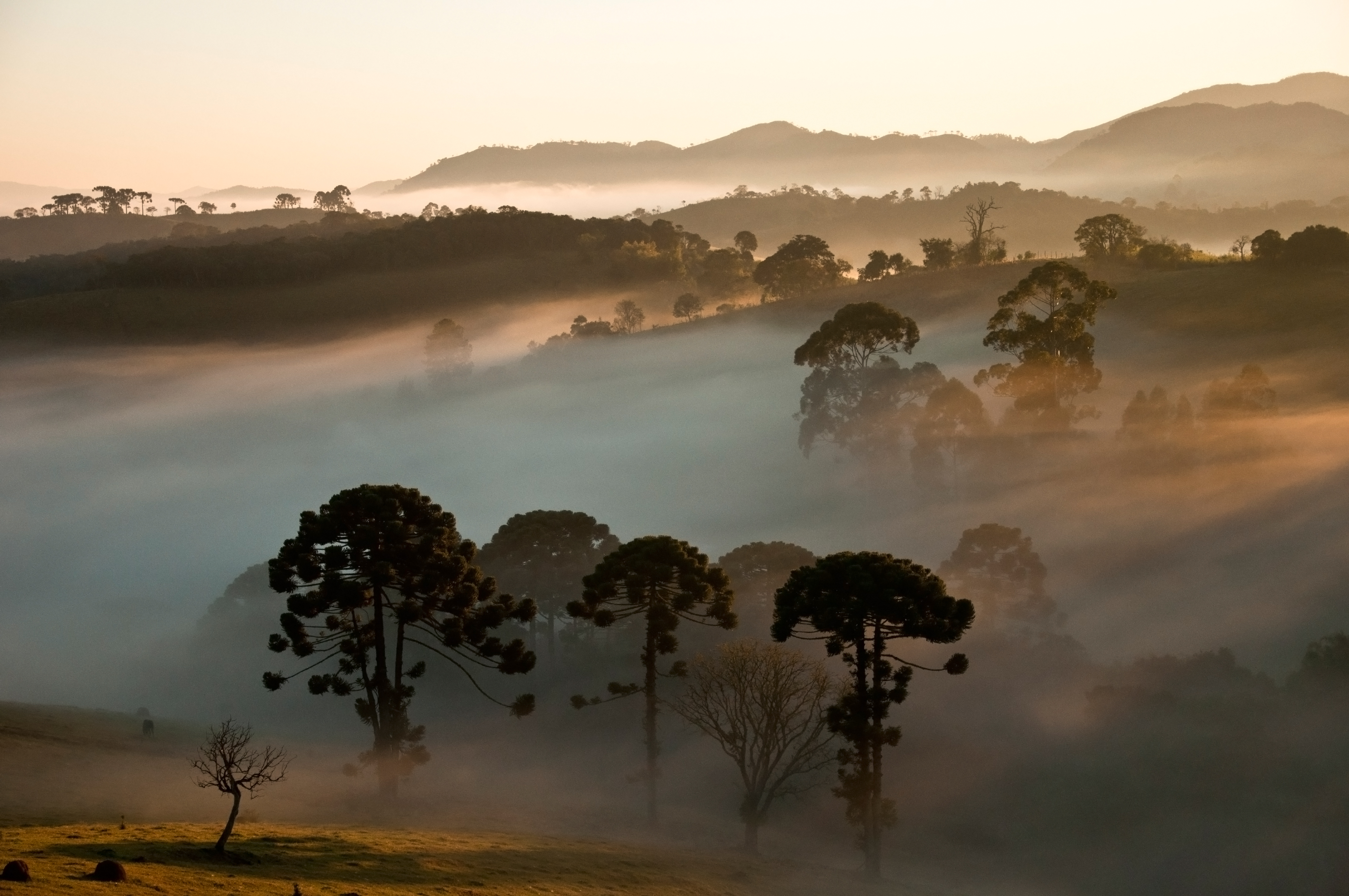
Teil des Serra-da-Bocaina-Nationalparks

Noch vor Kolumbien, Mexiko und Indonesien ist Brasilien das artenreichste Land der Erde. Entdeckt wurden bislang unter anderem rund 55.000 Blütenpflanzen-, über 3000 Süßwasserfisch-, 1154 Amphibien-, 861 Reptilien- und 532 Säugetier-Arten. Aufgrund der enorm großen Biodiversität (die im atlantischen Küstenregenwald auf der Höhe des südlichen Wendekreises die vierthöchste der Welt ist), der großen Zahl von endemischen Arten, Gattungen und Familien und den vielfältigen Ökosystemen gehört Brasilien zu den Megadiversitätsländern dieser Erde.
Vor allem, weil die Waldflächen stetig verkleinert werden, ist ein hoher Anteil der Tierarten in seinem Bestand gefährdet. Dennoch ist die Vielfalt Amazoniens aufgrund der großen Flächen weitestgehend unberührter Wildnisregionen noch nicht gefährdet. Die Ökoregionen Mata Atlântica (Regenwald) und Cerrado (Savannen) werden hingegen aufgrund der großen Gefährdungslage zu den Biodiversitäts-Hotspots der Erde gerechnet (vgl. Abschnitt Umwelt).
Der immergrüne tropische Regenwald des Amazonasgebiets ist die größte zusammenhängende Waldfläche Brasiliens. Bislang wurden dort mehr als 2500 Baumarten entdeckt. Fast alle dieser bis zu 60 m hohen Bäume finden sich im von Überschwemmungen verschonten Eté-Wald der Terra Firme, die 98 % des Amazonasgebiets umfasst. In diesem Gebiet wachsen u. a. der Gummibaum (caucho), verschiedene Farb- und Edelhölzer (z. B. Palisander), Fruchtbäume (z. B. Paranussbaum) und Heilpflanzen. Auffällig sind die etwa 1000 verschiedenen Farn- und Orchideenarten. Neben der Terra firme gibt es die Várzea, die bei Hochwasser überschwemmt ist. Dort wachsen Jupati- und Miriti-Palmen. Das Igapó-Gebiet ist dagegen ständig überschwemmt. Als typische Pflanze in diesem Gebiet gilt die Açaí-Palme. Auf dem Amazonas, aber vor allem auf seinen Nebenflüssen, wachsen Seerosen, deren Blüten 30 bis 40 cm groß werden können. Entlang der Küste Amazoniens (mit Ausnahme der eigentlichen Amazonasmündung) finden sich ausgedehnte Mangrovenwälder, die allerdings mit sechs Mangrovenbaum-Arten verhältnismäßig artenarm sind.

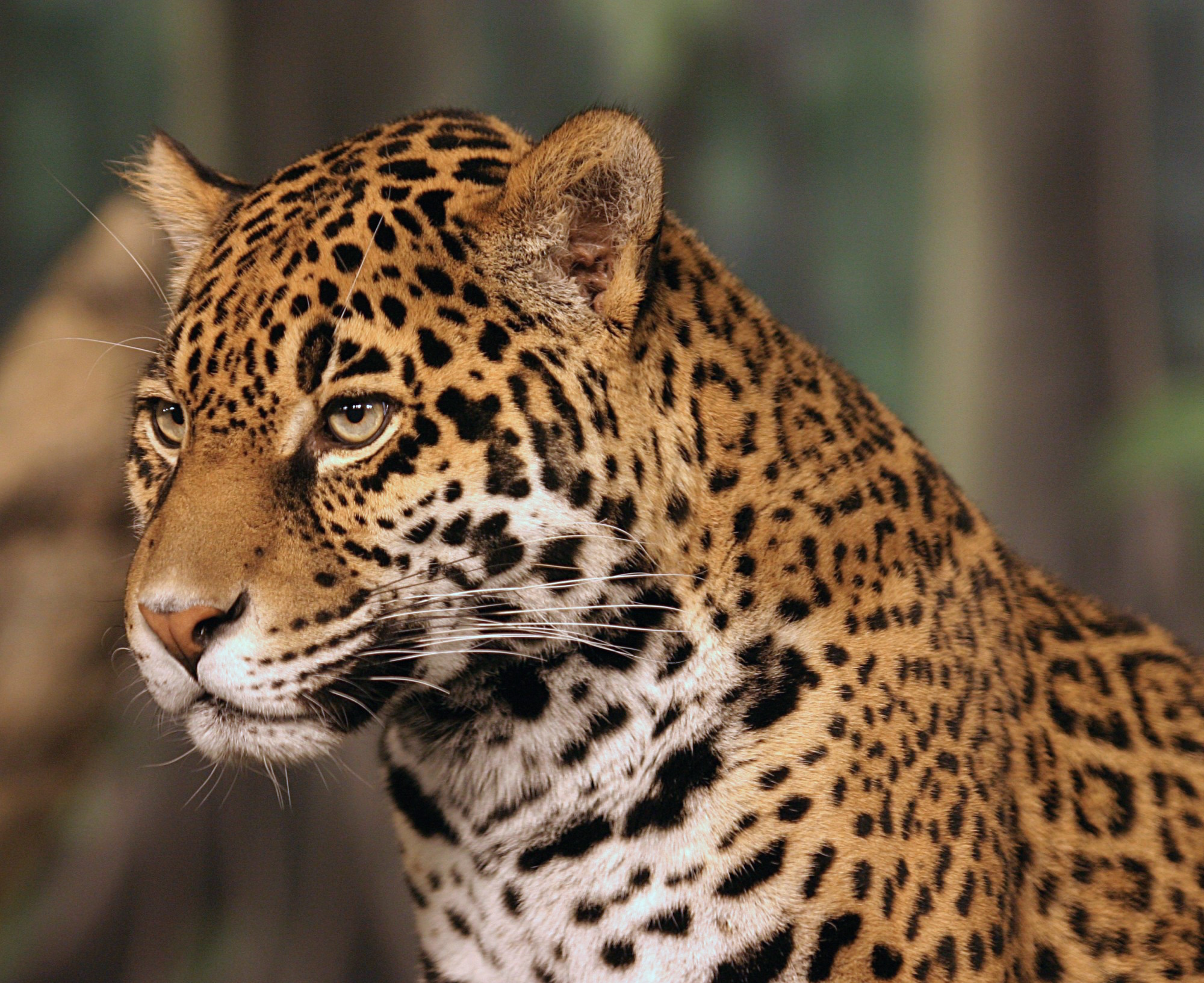
Ein Jaguar

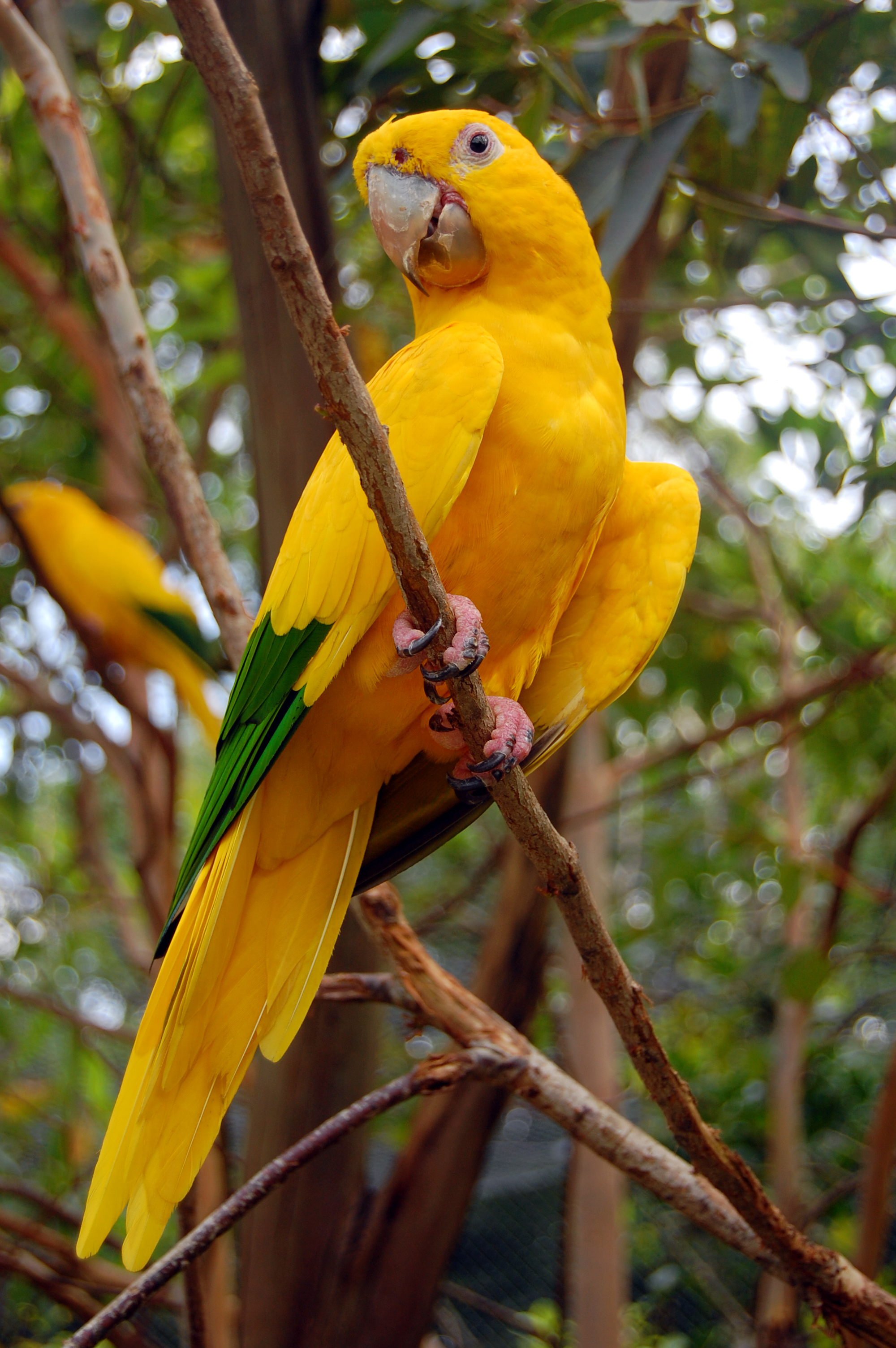
Ein Goldsittich

Besonders bekannt sind im gesamten Amazonasgebiet vor allem Papageien und Tukane. Es sind extrem viele Insekten- und Schmetterlingsarten bekannt. Größere Waldtiere sind der Tapir, das Pekari, der Jaguar und der Puma. Daneben bevölkern kleinere Wildkatzen, Affen, Faultiere, Gürteltiere und Ameisenbären den Regenwald. An den Ufern und Flachwässern leben Anakondas, Kaimane und Capybaras („Wasserschweine“ – die größten Nagetiere der Welt) und weitere Säugetiere wie Riesenotter, Flussdelfine und Seekühe im tieferen Wasser. Auch zahlreiche Fischarten (etwa 1500) sind im Amazonas beheimatet. Darunter einer der größten bekannten Süßwasserfische der Welt: Der Pirarucú ist 2 m lang und wiegt etwa 100 kg. Ein Zitteraal, der 800-Volt-Stromschläge austeilt, und die Piranhas, manche Arten gut 30 cm lang, sind ebenso außergewöhnlich.
Der äußerste Nordosten Brasiliens, früher ebenso aus Regenwald bestehend, wird mittlerweile fast ausschließlich für Zuckerrohr-Plantagen und den Anbau von Baumwolle genutzt. Vereinzelt lassen sich noch Mangroven und Palmenhaine finden.
Die typische Vegetation des semiariden Berg- und Hochlandes im Zentrum (Cerrado) und im Nordosten des Landes (Sertão) ist die Savanne, von Baum- und Grassavannen, nach Nordosten hin, zu mit Laubbäumen durchsetzter Strauchsavanne. Typische Bewohner dieser Trockenzonen sind Großer Ameisenbär, Mähnenwolf, Pampashirsch, Nandu und verschiedene Gürteltiere. All diese Arten und daneben auch große Raubkatzen wie Jaguare und Pumas werden etwa im Nationalpark Emas, der eine Welterbestätte bildet, geschützt.
Das Pantanal weist eine noch größere Tier- und Pflanzenvielfalt auf. Charakteristisch sind neben zahlreichen Vogelarten Flachlandtapir, Sumpfhirsch, Wasserschwein und Kaiman. Die Sumpfregion im Mittelwesten des Landes steht sieben Monate im Jahr unter Wasser. Höher gelegene Gebiete der Region sind überwiegend Savanne. Wie auch in denen des Cerrado und sogar im Amazonasgebiet machen sich dort Weiden für Rinder breit.
In den küstennahen Gebirgen des Südens und Südostens finden sich die Schwerpunkte der kolonialen Erschließung und die am dichtesten besiedelten Gebiete. Anstelle des ursprünglichen atlantischen Regenwaldes, Lebensraum für Affen und zahlreiche andere Tierarten, dominieren Kaffeeplantagen. Die ursprüngliche Vegetation ist nur noch in einigen Nationalparks zu finden.
Der Süden zeigt subtropische Vegetation; die ursprünglichen Wälder aus Araukarien, die eine Höhe von bis zu 40 m erreichen, wurden größtenteils für Holzgewinnung zerstört. Heute sind Niedergrassteppen in dieser Region häufiger.

### Naturschutz
In Brasilien gibt es 62 Nationalparks (Parques Nacionais). Schutzgebiete ähnlichen Charakters gibt es unter dem Namen Estação Ecológica. Es gibt auch Schutzgebiete der Bundesstaaten (Parques Estaduais) und auf Gemeindeebene. Diese und weitere Flächen wurden wegen ihrer ökologischen, wissenschaftlichen, touristischen und erzieherischen Bedeutung unter Schutz gestellt.
Einige Organisationen, die sich Natur- und Artenschutz verschrieben haben, sind:
- Instituto Onca-Pintada (IOP): brasilianische NGO zum Schutz des Jaguars (Jaguar Concervation Fund – JCF)
- Whale and Dolphin Conservation (WDC): internationale Organisation für den Schutz von Delfinen und Walen im Amazonas
- Amazon Region Protected Areas Program (ARPA): Schutzgebietsprogramm zum Erhalt des Regenwaldes

### Umwelt

#### Zerstörung des Regenwaldes

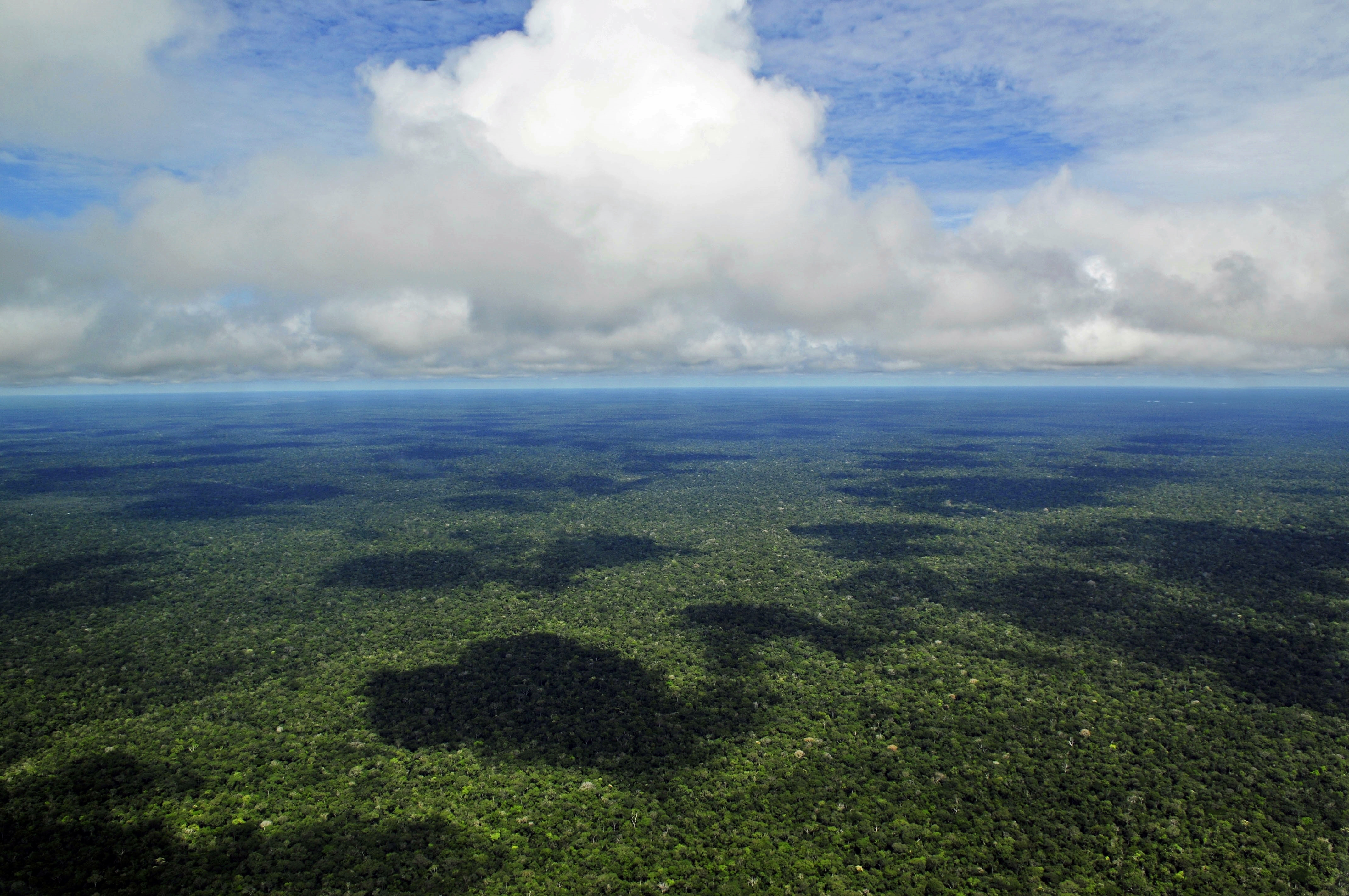
Das Amazonasbecken, der größte und artenreichste Regenwald der Welt

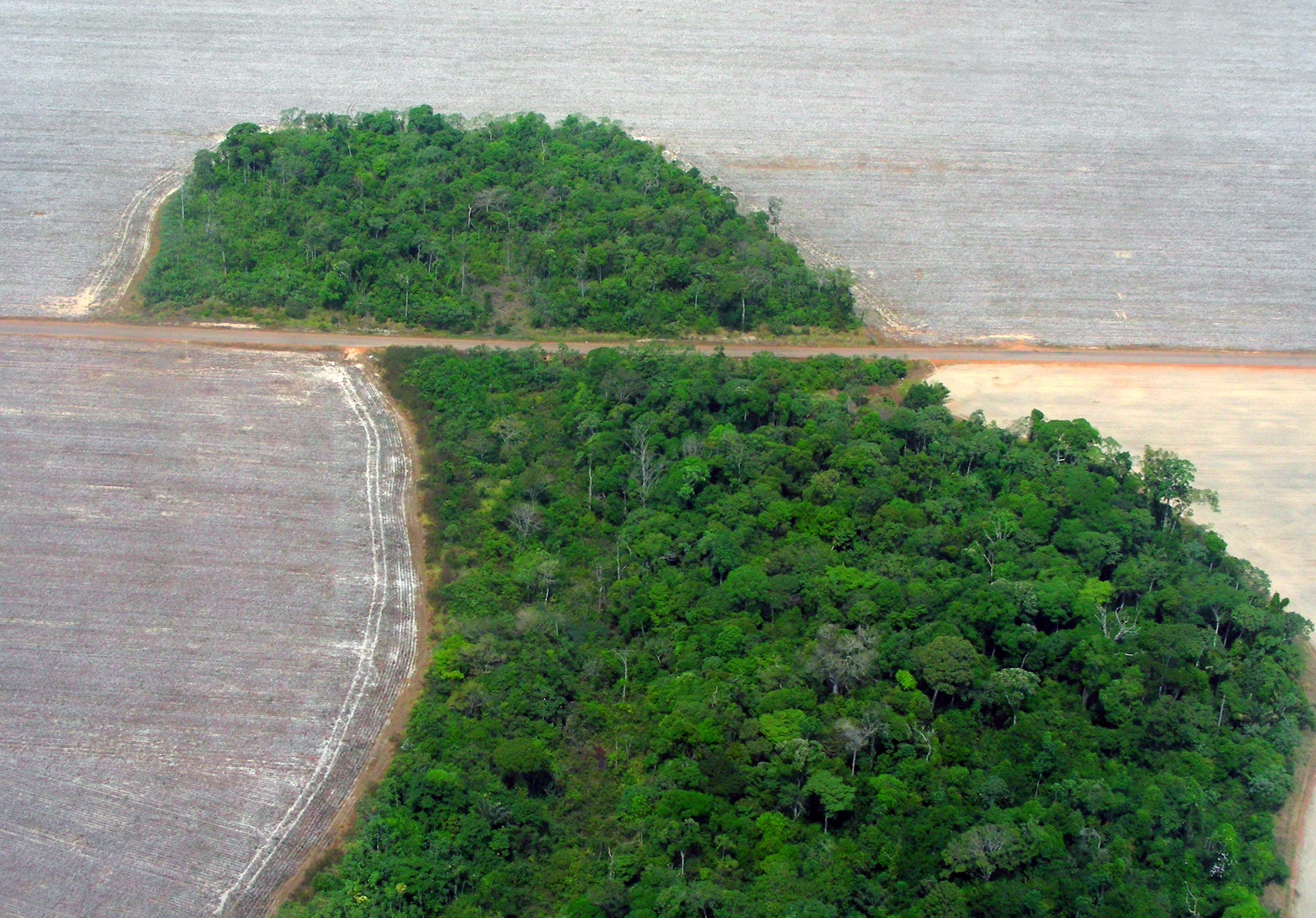
Entwaldung im Amazonasbecken

Während der atlantische Küstenregenwald bereits zu rund 93 % zerstört ist und die Reste stark fragmentiert sind, ist der tropische Regenwald des Amazonasgebietes eines der größten noch verbliebenen Urwaldgebiete der Welt. Bis zur Ankunft der Europäer wurde er von der indigenen Urbevölkerung extensiv und nachhaltig genutzt, so dass die herbeigeführten Veränderungen der Ökosysteme der Artenvielfalt eher nutzten als schadeten. Viele der modernen Landnutzungsänderungen hingegen fügen den Wäldern immense Schäden zu. Das sind vor allem Rodungen für die Schaffung landwirtschaftlicher Flächen, die plantagenartige Land- und Forstwirtschaft (z. B. Jari-Projekt), aber auch Infrastrukturprojekte wie Straßen (zum Beispiel die Transamazônica und die Perimetral Norte), Minen (z. B. Serra dos Carajás) und Großstaudämme (selbst an direkten Nebenflüssen des Amazonas wie Tucuruí oder Belo Monte). Dabei wirkt sich nicht nur der Flächenverbrauch durch die Bauvorhaben selbst aus. Die zugehörigen Straßen machen die Gebiete für den (heute vorwiegend illegalen) Holzeinschlag verfügbar.
Das Holz aus diesen Wäldern wird nur zum Teil von der lokalen Bevölkerung genutzt (z. B. als Feuerholz oder für bereits in Brasilien hergestellte höherwertige Produkte wie Sperrholz, Zellstoff oder Baumaterial). Ein großer Teil wird international gehandelt. In Brasilien gibt es rund 2500 Unternehmen, die tropisches Hartholz kaufen und verkaufen. Die meisten von ihnen sind ausländische Großunternehmen. Zwar sind einige Tropenhölzer wie z. B. Mahagoni mittlerweile gesetzlich geschützt, der Handel geht jedoch illegal weiter.
Nach Angaben der FAO waren 2010 noch 60,1 % der Landesfläche mit Urwald bedeckt, im Vergleich zu 66,9 % im Jahr 1990 (ohne Berücksichtigung aufgeforsteter Flächen). Im Zeitraum 2000–2005 lag der Urwaldverlust bei jährlich 32.000 km². Auf die Gesamtfläche der Wälder bezogen gingen in den letzten 20 Jahren jährlich rund 0,5 % verloren.
Von 2004 (ca. 27.000 km² jährlich) bis 2012 waren die Raten rückläufig. 2005 wurden 18.793 km² bekanntgegeben, 2006 waren es 14.039 km². Nach Angaben des deutschen BMZ lag die Entwaldungsrate 2012 „nur“ noch bei rund 4570 km² (das ist etwas weniger als die Fläche der Balearen oder 0,09 % der gesamten Regenwaldfläche Brasiliens). Von August 2012 bis Juli 2013 hat die Rodung allerdings wieder auf 5800 km² zugenommen.
Den Rückgang des Verlustes von Primärwald führte die Regierung Brasiliens auf die Durchsetzung ihrer Umweltstandards zurück, Umweltschützer sehen die Stärke des Real und die fallenden Sojapreise als Gründe. In der Folge beriet im Januar 2008 ein Notfallkabinett der Regierung über Maßnahmen. Die Behörden zum Schutz des Regenwaldes haben mit Geld- und Personalmangel sowie Korruption zu kämpfen. Nur im Rahmen von Schutzgebieten erfährt der Amazonaswald eine relative Sicherung. So konnte 2002 das weltweit größte Schutzgebiet (Tumucumaque) eines tropischen Regenwalds im Norden Brasiliens gegründet werden.
Brasilien hat Mitte 2008 einen Fonds zum Schutz des Amazonas-Regenwaldes ins Leben gerufen und erstmals einen Zusammenhang zwischen diesem Schutz und der globalen Erwärmung akzeptiert. Die Regierung plant bis zum Jahr 2021 Investitionen von mehreren Millionen Euro, um an Stelle der Rodung nachhaltige wirtschaftliche Grundlagen für die Amazonasbevölkerung zu entwickeln. Das Land verhält sich aber gegenüber ausländischen Einflussnahmen in seine Amazonas-Politik abwehrend. Indigene, Umweltschützer und Menschenrechtsaktivisten befürchten, dass die Entwaldung unter Präsident Jair Bolsonaro, welcher seit 2019 im Amt ist, verstärkt fortgeführt werde.
Regenwaldböden sind nährstoffarm, daher ist die Vegetation auf die Wiederverwertung der Nähr- und Mineralstoffe aus der toten Biomasse angewiesen. Im tropisch heißfeuchten Klima zersetzen Mikroorganismen Laubstreu in sehr kurzer Zeit und führen sie den Pflanzen wieder zu, wohingegen kaum bodenbildende Prozesse stattfinden. Wenn aber der Wald entfernt wird und die Humusschicht gegen Sonne und Niederschläge ungeschützt liegt oder sich somit keine neue mehr auf dem unfruchtbaren Unterboden bilden kann, trocknen diese aus und es kommt zu Erosion. Sind die gerodeten Flächen größer, kann sich der Wald dort nicht regenerieren.
Bäume binden Kohlenstoffdioxid, das in der Atmosphäre einen Treibhauseffekt bewirkt. Die in Brasilien freigesetzten Treibhausgase gehen zu drei Vierteln auf Brandrodungen und zu einem Viertel auf die Verbrennung fossiler Brennstoffe zurück.

#### Weitere Umweltprobleme
Ein weiteres Umweltproblem ist der Bauxit- und Goldtagebau, der die Flüsse vergiftet und die lokale Bevölkerung gefährdet. Die Goldgräber (Garimpeiros) verwenden zum Auswaschen des Goldes Quecksilber (Amalgamverfahren). Die giftigen Dämpfe entweichen in die Luft, und das Schwermetall verseucht Gewässer, Böden und Grundwasser und verursacht damit schwerwiegende Gesundheitsschäden bei Mensch und Tier.
Wie überall zieht die Förderung von Erdöl Probleme nach sich: im Jahr 2000 gab es im Fluss Iguaçu eine Ölpest. Ein Jahr später sank vor der brasilianischen Küste die damals größte Bohrplattform der Welt und bedrohte das dortige Ökosystem. Städte haben mit Luftverschmutzung und Abwasserproblemen zu kämpfen.
In Brasilien wird dem Kraftstoff eine gewisse Menge Alkohol beigemischt. Neben umwelttechnischen Gründen (Reduzierung der Schadstoffemissionen) sind dafür hauptsächlich die Kosten verantwortlich: Ethanol ist deutlich billiger als Automobil- und Flugbenzin. Der Anteil an Ethanol im Benzin ist gesetzlich geregelt und wurde 2006 von ehemals 25 % auf 20 % gesenkt. In Brasilien kann man Autos fahren, die einen Ethanol-, Benzin- oder einen Flex-Fuel-Motor besitzen. Das dreimillionste Flex-Fuel-Auto wurde im Dezember 2005 verkauft. Auch die ersten Flugzeuge fliegen mit Ethanol, was die Luftverschmutzung insgesamt reduziert. Das erste mit Alkohol betriebene Flugzeug der Welt, die EMB-202 Ipanema, wurde 2002 von Embraer in Brasilien gebaut. Brasilien ist der viertgrößte Auto- und mit 12.000 Flugzeugen der zweitgrößte Flugzeug-Produzent der Welt.
Zur Ölkatastrophe 2019:

#### Umweltabkommen
Brasilien hat sich an diesen Umweltabkommen beteiligt: Ramsar-Konvention (1971), Washingtoner Artenschutzübereinkommen CITES (1973), Biodiversitätskonvention (1992), Basler Konvention (1989), Rahmenübereinkommen über Stoffe, die zum Abbau der Ozonschicht führen, Kyoto-Protokoll (1997).

## Bevölkerung

### Demografie

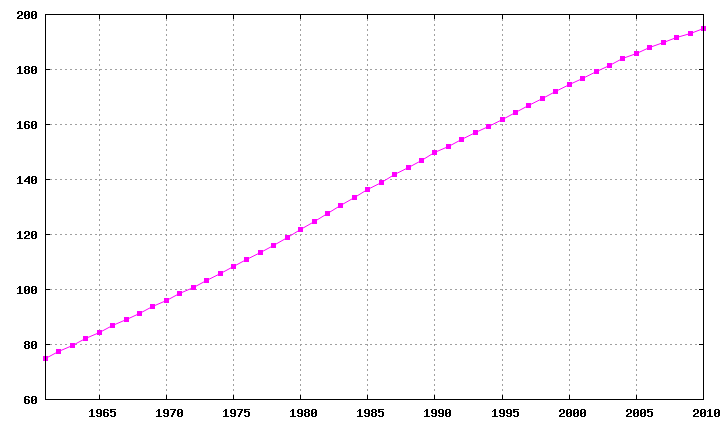
Bevölkerungsentwicklung ×1.000.000

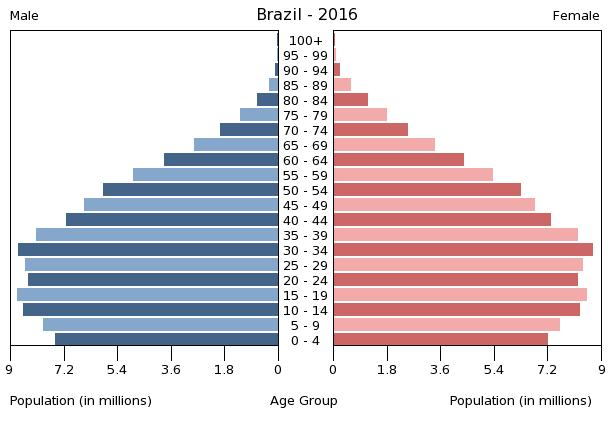
Bevölkerungspyramide Brasiliens im Jahre 2016

Brasilien hatte 2022 215,3 Millionen Einwohner. Das jährliche Bevölkerungswachstum betrug + 0,5 %. Brasiliens Bevölkerung erlebte im Laufe des 20. Jahrhunderts ein hohes Wachstum, 1960 betrug sie noch 79 Millionen. In Zukunft wird allerdings nur noch ein moderater Zuwachs erwartet. Zum Bevölkerungswachstum trug ein Geburtenüberschuss (Geburtenziffer: 12,6 pro 1000 Einwohner vs. Sterbeziffer: 8,1 pro 1000 Einwohner) bei. Die Anzahl der Geburten pro Frau lag 2022 statistisch bei 1,6, die der Region Lateinamerika und die Karibik betrug 1,8.
Mit der Urbanisierung und dem steigenden Wohlstand ist die Geburtenziffer deutlich gesunken. In den 1950er Jahren lag die Fertilität pro Frau noch bei über 6 Kindern. Brasilien gehört somit zu den Ländern, in denen die Fruchtbarkeit innerhalb weniger Jahrzehnte rapide gefallen ist. Wegen früherer hoher Fruchtbarkeitsraten gibt es noch relativ viele junge Menschen, doch es befindet sich in der fünften Phase des demographischen Überganges. In dieser Phase liegt die Kinderzahl pro Frau unter dem langfristig zur Konstanthaltung der Bevölkerung notwendigen Niveau von 2,1 und die Bevölkerung wird langfristig gesehen ohne Zuwanderung abnehmen. Es wird angenommen, dass es ab 2025 zu einer Überalterung der Bevölkerung und somit zu einem Mangel an Arbeitskräften bei gleichzeitiger Zunahme der älteren Bevölkerung kommen wird. Die brasilianische Bevölkerung ist noch sehr jung. Der Median des Alters der Bevölkerung lag im Jahr 2021 bei 32,8 Jahren. Im Jahr 2023 waren 20,0 Prozent der Bevölkerung unter 15 Jahre, während der Anteil der über 64-Jährigen 10,2 Prozent der Bevölkerung betrug.
Der Migrationssaldo pro 1000 Einwohner liegt bei 0. Das bedeutet, dass ungefähr gleich viele Personen nach Brasilien einwandern wie auswandern. Obwohl ein großer Teil der Bevölkerung Brasiliens historische Wurzeln im Ausland hat, sind heute nur 0,1 % der Bevölkerung außerhalb Brasiliens geboren; damit hat Brasilien einen der niedrigsten Ausländeranteile der Welt. Insgesamt befanden sich 2015 ca. 713.000 Migranten im Land, wovon die größte Gruppe Portugiesen waren. Im selben Jahr lebten knapp 20.000 in Deutschland geborene Personen in Brasilien.

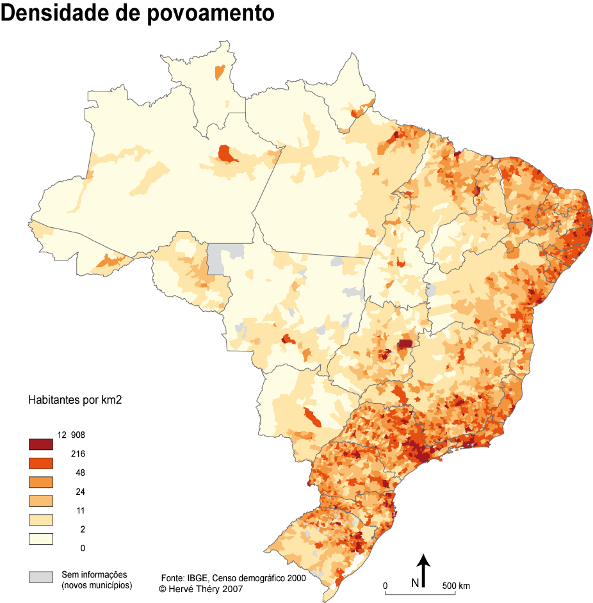
Verteilung der Bevölkerung in Brasilien

Etwa 90 % der Bevölkerung konzentrieren sich auf die Bundesstaaten der Ost- und Südküste Brasiliens mit einer Bevölkerungsdichte von 20 bis über 300 Einwohner/km². Der Rest Brasiliens, mit dem Amazonas und den Bergregionen, hat zwar die weitaus meiste Fläche, aber nur eine Bevölkerungsdichte von unter fünf bis 20 Einwohnern/km². Der Hauptstadtdistrikt Distrito Federal do Brasil als Stadtstaat und der Bundesstaat Rio de Janeiro haben eine Bevölkerungsdichte von über 300 Einwohnern/km².
Im Jahr 2021 lebten 87 Prozent der Einwohner Brasiliens in Städten. Zahlreiche Städte zeichnen sich durch rasantes ungeordnetes Wachstum aus; in zuvor unerschlossenen Gebieten der Städte haben sich Favelas genannte Armensiedlungen gebildet.

### Ethnien

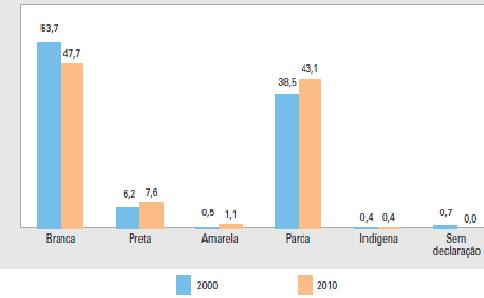
Zusammensetzung der Ethnien im Vergleich 2000 und 2010 nach dem IBGE: Branca (port. weiss), Preta (port. schwarz), Amarela (port. gelb), Parda (Brasilianer gemischter Abstammung), Indígena (port. Ureinwohner), Sem declaração (port. ohne Angabe)

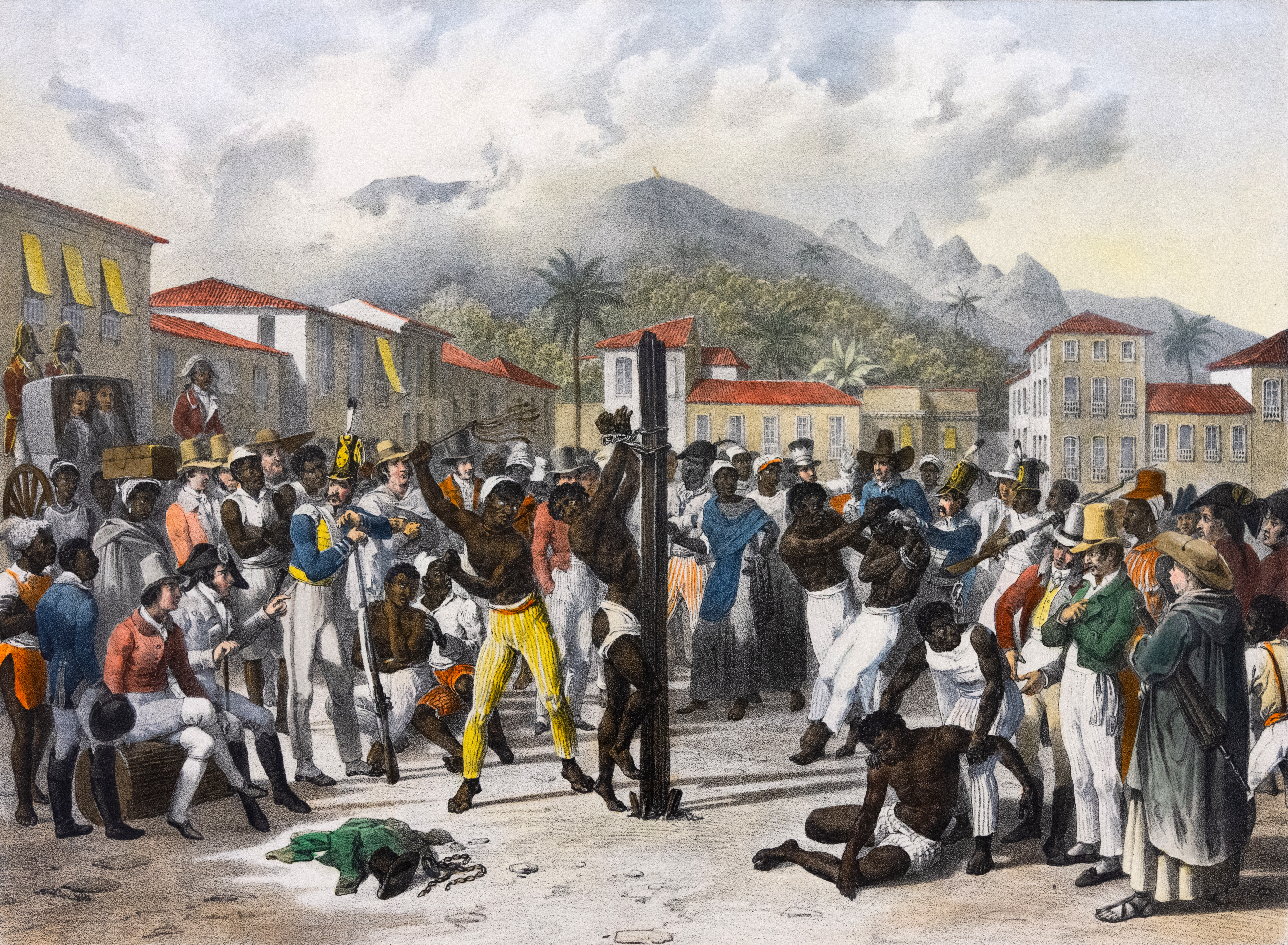
Sklaverei in Brasilien. Gemälde von Moritz Rugendas

Ursprünglich vier Bevölkerungsgruppen bilden die brasilianische Bevölkerung. Sie sind heute jedoch so umfassend vermischt, dass eine klare Zuordnung oft nicht mehr möglich ist. Diese Gruppen sind:
- die Portugiesen, die ursprünglichen Kolonialisten
- die Afrikaner, die als Sklaven nach Brasilien verschleppt wurden (Afrobrasilianer)
- verschiedene Einwanderergruppen, hauptsächlich aus Europa (Italiener, Deutsche, Spanier, Polen und Ukrainer) und Asien (Japaner, Koreaner, Libanesen und Syrer), die sich seit Mitte des 19. Jahrhunderts in Brasilien angesiedelt haben. Seit 1818 sind über 300.000 Deutsche eingewandert (siehe auch Deutschbrasilianer), überwiegend in den Süden des Landes; in den Staaten Paraná, Rio Grande do Sul und Santa Catarina sind heute ca. 40 % der Bevölkerung deutscher Herkunft. Eine große japanische Bevölkerungsgruppe lebt in Brasilien (vor allem in São Paulo), außerdem viele Polen und Ukrainer (vorwiegend in Paraná).
- einheimische Volksgruppen der Tupi- und Guarani-Sprachfamilien (200 ethnische Gruppen mit insgesamt etwa 500.000 Mitgliedern). Etwa zwölf Prozent der Fläche Brasiliens (größtenteils in Amazonien) ist für Indianer reserviert.[36][37]

Etwa die Hälfte der brasilianischen Bevölkerung hat einen nicht unerheblichen Anteil afrikanischer Vorfahren, die vom 16. bis zum 19. Jahrhundert als afrikanische Sklaven in das Land gebracht wurden. Die Schwarzen haben sich jedoch im Laufe der Zeit stark mit der europastämmigen Bevölkerung vermischt. Laut einer genetischen Studie aus dem Jahre 2013 ist die Bevölkerung Brasiliens im Durchschnitt zu ca. 60 % europäischer Abstammung, zu ca. 25 % afrikanischer Abstammung und zu ca. 15 % indianischer Abstammung. Europäische Abstammungslinien sind am stärksten im Süden des Landes verbreitet mit 74 % und am wenigsten im Norden mit 51 %. Afrikanische Gene sind am stärksten im Nordosten verbreitet mit 28 % und am schwächsten im Süden mit 15 %. Indigene Abstammung ist am stärksten im dünn besiedelten Norden des Landes verbreitet mit 32 % und am schwächsten im Süden mit 11 %. Übergänge zwischen ethnischen Gruppen sind in Brasilien oft fließend, da die große Mehrheit der Bevölkerung von mehr als einer Bevölkerungsgruppe abstammt. So waren Brasilianer, die sich selbst als Weiße bezeichnen, zu 75 % europäischer Abstammung, während Brasilianer, die sich selbst als Schwarze bezeichnen, zu 58 % afrikanischer Abstammung waren.
Nach einer Erhebung des IBGE, das fünf Gruppen unterscheidet, im Jahre 2022 bezeichnen sich rund 43,5 % der Brasilianer selbst als Weiße (branco), 45,3 % als Mischlinge (pardo), 10,2 % als Schwarze (preto), 0,8 als Indigene und 0,4 % als „Gelbe“ (amarelo). Der größte Teil der afrobrasilianischen Bevölkerung lebt im Nordosten. Das Selbstverständnis und das Verhältnis der Ethnien untereinander ist nicht frei von Konflikten und unbearbeitet. 70 Prozent der von Armut betroffenen sind Afrobrasilianer und auch bei der Kriminalität und deren Opfer sind drei Viertel der Betroffenen dunkelhäutig.

#### Indigene Bevölkerung

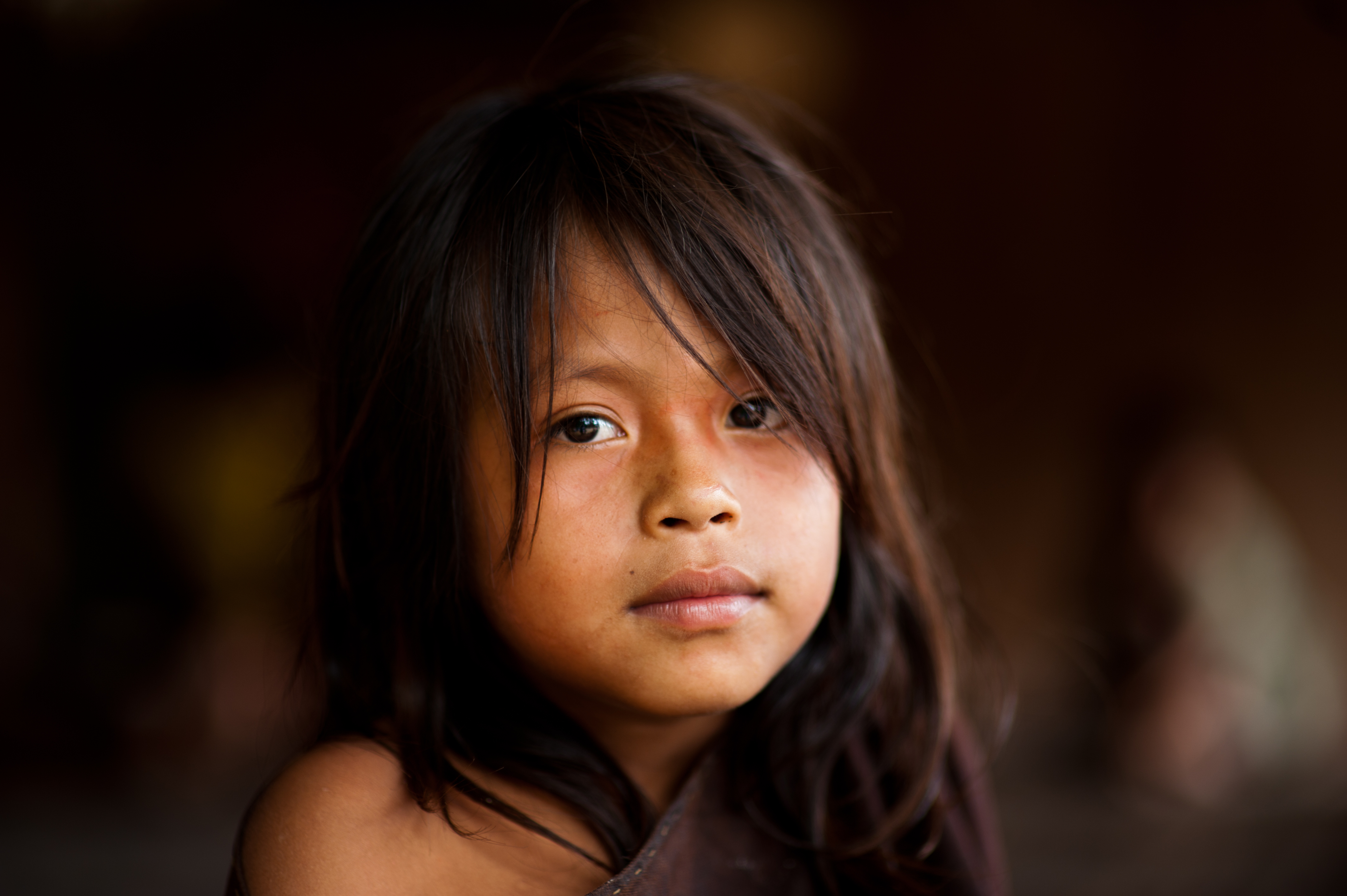
Mädchen der Asháninka in Acre

Die indigenen Völker in Brasilien lebten teilweise von Jagd, Fischfang und Sammeln, zudem von dem fragilen Ökosystem angepasster Bodenbewirtschaftung. Ein großer Teil der einheimischen Bevölkerung starb im Zuge der europäischen Kolonialisierung, meist an eingeschleppten Krankheiten, aber auch infolge von Zwangsarbeit oder durch Versklavung. Der Großteil der außerhalb des Regenwalds lebenden Indianer, insbesondere in den Städten, wurde, soweit er Gewalt und Epidemien überlebte, assimiliert und vermischte sich mit den europäischen Einwanderern. Von schätzungsweise fünf bis sechs Millionen Indios in der Zeit um 1500 brach die Bevölkerungszahl bis zum Jahr 1950 auf 100.000 ein.
Bis 1997 wuchs die indigene Bevölkerung wieder auf etwa 300.000. Nach Angaben der brasilianischen Botschaft leben heute ungefähr 410.000 Indios im Land, was rund 0,2 % der Bevölkerung entspricht. 2005 gab es Berichte über einen erneuten Anstieg der Zahl der in Brasilien lebenden Indios auf etwa eine halbe Million. Das größte indigene Volk Brasiliens sind die Guaraní mit circa 46.000 Angehörigen in sieben Bundesstaaten.

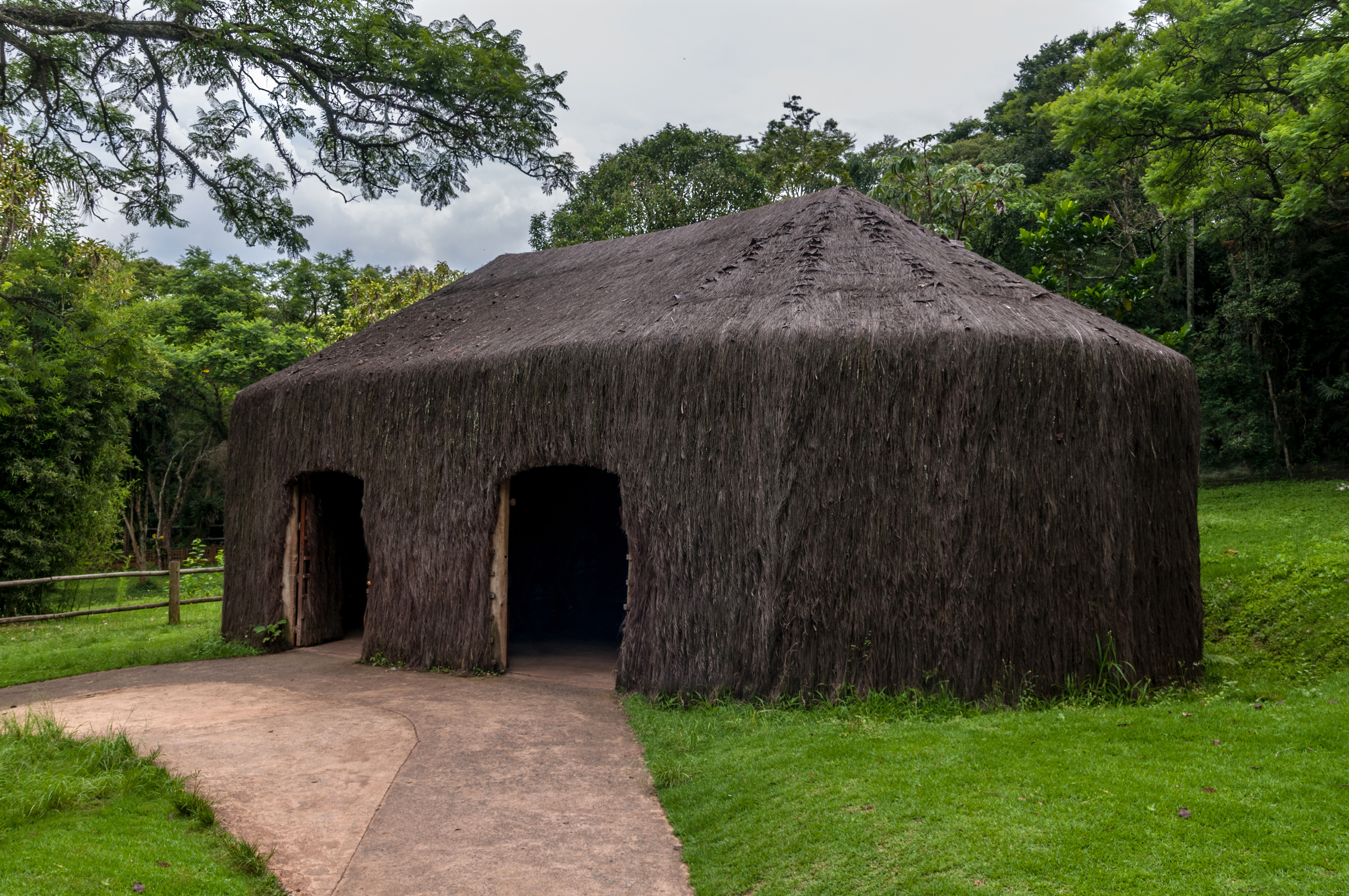
Eine typische Behausung der Indigenen in Brasilien, genannt Oca

1988 wurden den mehr als 305 indigenen Völkern Brasiliens (Stand 2023) als Folge der internationalen Debatte um die ILO-Konvention 169 in der Verfassung (Art. 231) weitgehende Rechte garantiert, die die Ausübung der traditionellen Lebensweisen, organisatorische Selbstbestimmung sowie die dauerhaften und ausschließlichen Eigentums- und Nutzungsrechte an ihrem angestammten Land, den Terras Indígenas enthalten. Im August 2017 schützte ein Gericht die Rechte der Indios gegen eine „Zeitmarke“ (marco temporal), wonach sie den Anspruch auf im Jahr 1988 nicht bewohnte Gebiete verloren hätten. Im Juni 2023 existieren der Fundação Nacional do Índio zufolge 733 Reservate, vorwiegend im Amazonasgebiet, die 13,8 % der Landesfläche bedecken.
Trotzdem leben heute 100.000 bis 200.000 Indios in Städten, wodurch die indianische Kultur allmählich verloren geht. Nur wenige Indigene leben gemäß ihrer hergebrachten Kultur. Durch die Abholzung des Urwalds wird ihr Lebensraum rapide zerstört. Dabei werden die erwirtschafteten Erlöse aus dem Amazonasgebiet heraustransferiert, es mangelt also an Investitionen vor Ort, erst recht an Entschädigungen. Bergleute und Goldgräber belasten nicht nur Flüsse und Böden mit schwerem Gerät und giftigen Chemikalien, sie bringen auch Krankheiten und Gewalt. Der Regierung wird dabei Mitschuld vorgeworfen, da Mörder nur selten strafrechtlich verfolgt werden. Außerdem vergibt sie Genehmigungen zur wirtschaftlichen Nutzung von Gebieten (z. B. zur Ölförderung), die von Indios bewohnt sind. Aufgrund dieser extrem schlechten Erfahrungen meiden an die hundert Völker möglichst jeden Kontakt.

#### „Traditionelle Völker und Gemeinschaften“

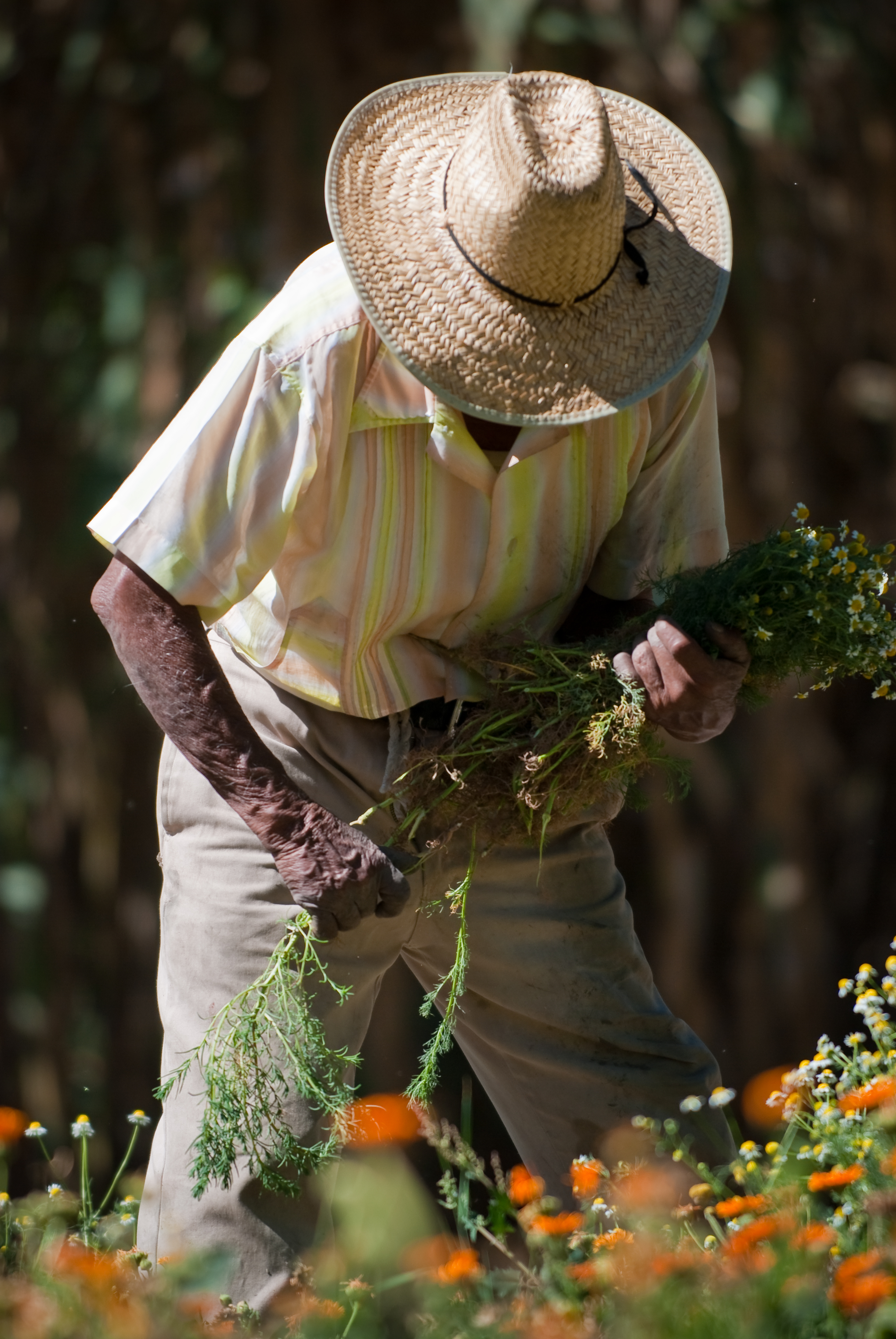
Nicht nur die Indigenen haben wertvolles traditionelles Wissen über Pflanzen u. a., sondern auch die afroamerikanischen Quilombolas

Brasilien hat im internationalen Vergleich eine sehr entwickelte Debatte über sogenannte „traditionelle Völker und Gemeinschaften“ (Povos e Comunidades Tradicionais). Mit dieser originär brasilianischen Bezeichnung werden alle lokalen Gemeinschaften zusammengefasst, die eine an Traditionen und Subsistenzwirtschaft orientierte Lebensweise führen. Entscheidend dabei ist, dass die Zuordnung unabhängig von der ethnischen Zugehörigkeit ist, und so zählen hierzu nicht nur indigene Gruppen, sondern auch nichtindigene Gruppen wie die Quilombolas, die von schwarzen Sklaven abstammen, oder die Kautschukzapfer, die europäische und indianische Vorfahren haben.
Traditionelle Völker und Gemeinschaften sind Kulturen, die sich im Laufe ihrer Geschichte erkennbar häufiger für die Bewahrung der bestehenden Strukturen positioniert haben. Da dies immer ein aktiver Prozess ist, sind sie weder primitiver noch weniger dynamisch als die „modernen Kulturen“. Zudem muss man beachten, dass die Zuordnung relativ ist, da die Unterscheidung von „traditionell“ und „modern“ eine subjektive Wertung ist, die vom Zeitgeist abhängt und die einseitig aus der Sicht der Modernen erfolgt.
Ganz im Gegenteil betrachtet die Wissenschaft sie heute als die Gruppen, die bisher am wenigsten zur ökologischen und klimatischen Gefährdung des Planeten beigetragen haben. Sie haben eine große Zahl von traditionell nachhaltigen Lebens- und Wirtschaftsweisen entwickelt, die an die jeweiligen Ökosysteme angepasst sind. Gleichzeitig sind es gerade diese Gruppen, die unter ökonomischen Erschließungsprojekten sowie ökologischen und klimatischen Veränderungen besonders zu leiden haben. Die vielfältigen und massiven Konflikte lassen befürchten, dass viele lokale Gemeinschaften trotz politischer Verbesserungen ihre Territorien verlieren werden und damit ihre spezifischen kulturellen Ausdrucksformen.
Während die Landrechte der Indigenen seit der Gründung Brasiliens eine Rolle in der Politik spielen, begann die Debatte über die Rechte für nicht-indigene, lokale Gemeinschaften erst in den 1980er Jahren. Es begann mit den Kautschukzapfern im Bundesstaat Acre: Sie forderten gesicherte Territorien und das Recht auf eine nachhaltige regionale Wirtschaftsweise und entwickelten dazu die Idee der Sammelgebiete. Diese Bestrebungen führten bis 2007 zur Ausweisung von 65 solcher Nutzreservate (Reservas Extrativistas, RESEX) in Amazonien mit einer Gesamtfläche von 117.720 km². Davon ermutigt stellten bald auch andere traditionelle Gemeinschaften wie beispielsweise die Amazonas-Flussanwohner und die Babaçu-Sammlerinnen ähnliche Forderungen, die ebenfalls erfolgreich waren. 2004 wurde mit der „Nationalen Kommission für traditionelle Völker und Gemeinschaften“ erstmals eine Vertretung eingerichtet, die nicht nur indigenen Völkern nutzen sollte. 2007 wurde schließlich das rechtlich bindende „Dekret für Traditionelle Völker und Gemeinschaften“ (Decreto 6040) vom Präsidenten der Republik unterzeichnet. Darin wird neben der Festschreibung der traditionellen Rechte explizit auf eine nachhaltige Entwicklung und Ökonomie hingewiesen, ohne die die langfristige Existenz dieser Gruppen kaum vorstellbar ist. Im Gegensatz zu den von der Verfassung garantierten Landrechten der Indigenen und Quilombolas enthält das Dekret allerdings keine Verpflichtung zur Ausweisung konkreter Gebiete. Zweifellos hat sich die Rechtsposition der lokalen Gemeinschaften seit den 1980er Jahren deutlich verbessert. Da die Entwicklungspolitik Brasiliens derzeit jedoch nach wie vor auf die Ausbeutung der Naturressourcen setzt und die Zerstörung der Ökosysteme und der destruktive Kulturwandel weiterhin dramatisch fortschreiten, ist gerade die Sicherung der Territorien der entscheidende Punkt für den langfristigen Fortbestand der lokalen Kulturen.

### Sprachen

Portugiesische Sprache in der Welt

Brasilien ist das einzige portugiesischsprachige Land Amerikas. Das brasilianische Portugiesisch hat einen eigenen Charakter. Es unterscheidet sich in der Aussprache und durch eine leicht abgewandelte Orthographie und Grammatik von der europäischen Variante. Das (brasilianische) Portugiesisch ist alleinige Amtssprache und für mindestens 97 % der Bevölkerung Muttersprache.
Die Indianersprachen werden nur noch von etwa 0,1 % der Bevölkerung gesprochen, dazu zählen Guaraní, Makú, Karibisch, Arawak, Tupi und Gês, wobei die letzten beiden vorrangig im Amazonasgebiet verbreitet sind, wo der Einfluss der Europäer gering blieb. In den Küstengegenden sind die Indianersprachen praktisch vollständig verdrängt worden. Guaraní hatte zu Kolonialzeiten eine größere Bedeutung und ist nur knapp daran gescheitert, Amtssprache des Landes zu werden. Insgesamt werden in Brasilien 188 verschiedene Sprachen und Idiome gesprochen, die Dialektgeografie unterscheidet 16 Regiolekte.

#### Nicht-indianische Minderheitensprachen
Aufgrund der Einwanderung gibt es in Brasilien zahlreiche Minderheitensprachen.
Bis zu 1,5 Millionen Brasilianer sprechen Deutsch als Muttersprache. Damit ist Deutsch die zweithäufigste Muttersprache des Landes. Nachfahren der Auswanderer aus Pommern beherrschen zuweilen das Ostpommersche (Niederdeutsch) wesentlich besser, während ihr Hochdeutsch kein muttersprachliches Niveau erreicht. Eine besonders starke pommersche Minderheit lebt im Bundesstaat Espírito Santo.
Weiterhin sprechen etwa 500.000 Menschen Italienisch, 380.000 Japanisch und 37.000 Koreanisch.
Dabei muss berücksichtigt werden, dass bei den Sprachminderheiten die Zahl der Sprecher sehr optimistisch berechnet ist. Diese Volksgruppen gehörten teilweise zu den ersten Siedlern, und ihre Nachfahren verstehen fast nur noch Portugiesisch. In den Ortschaften, die als Zentren für Einwanderer galten, entstanden oftmals brasilianische Dialekte der Einwanderersprache. Beispiele sind Talian, brasilianisches Italienisch, und das Riograndenser Hunsrückisch, brasilianisches Deutsch. Bis ins 20. Jahrhundert hinein gab es (besonders im Süden) ganze Gemeinden, in denen ausschließlich Deutsch oder Italienisch gesprochen wurde, da insbesondere die deutschen Auswanderer und deren Nachfahren über eine gute Infrastruktur aus Schulen, Vereinen u. Ä. verfügten und zumeist in relativ geschlossenen Kolonien lebten. Als während des autoritären Regimes des Estado Novo (1937–1945) eine Nationalisierungskampagne betrieben wurde, geriet die deutsche Gemeinschaft zunehmend unter Druck, da der Staat den Assimilierungsprozess forcierte. Der Eintritt Brasiliens in den Zweiten Weltkrieg bot den entsprechenden Anlass, um die Sprachen der Feindstaaten zu verbieten und deutsche und italienische Schulen zu schließen, woraufhin das Portugiesische auch in diesen Ortschaften Einzug hielt.

##### Gemeinden mit Deutsch als zweiter Amtssprache
Sortiert nach Bundesstaaten:
Espírito Santo
- Domingos Martins
- Laranja da Terra
- Pancas
- Santa Maria de Jetibá
- Vila Pavão

Minas Gerais

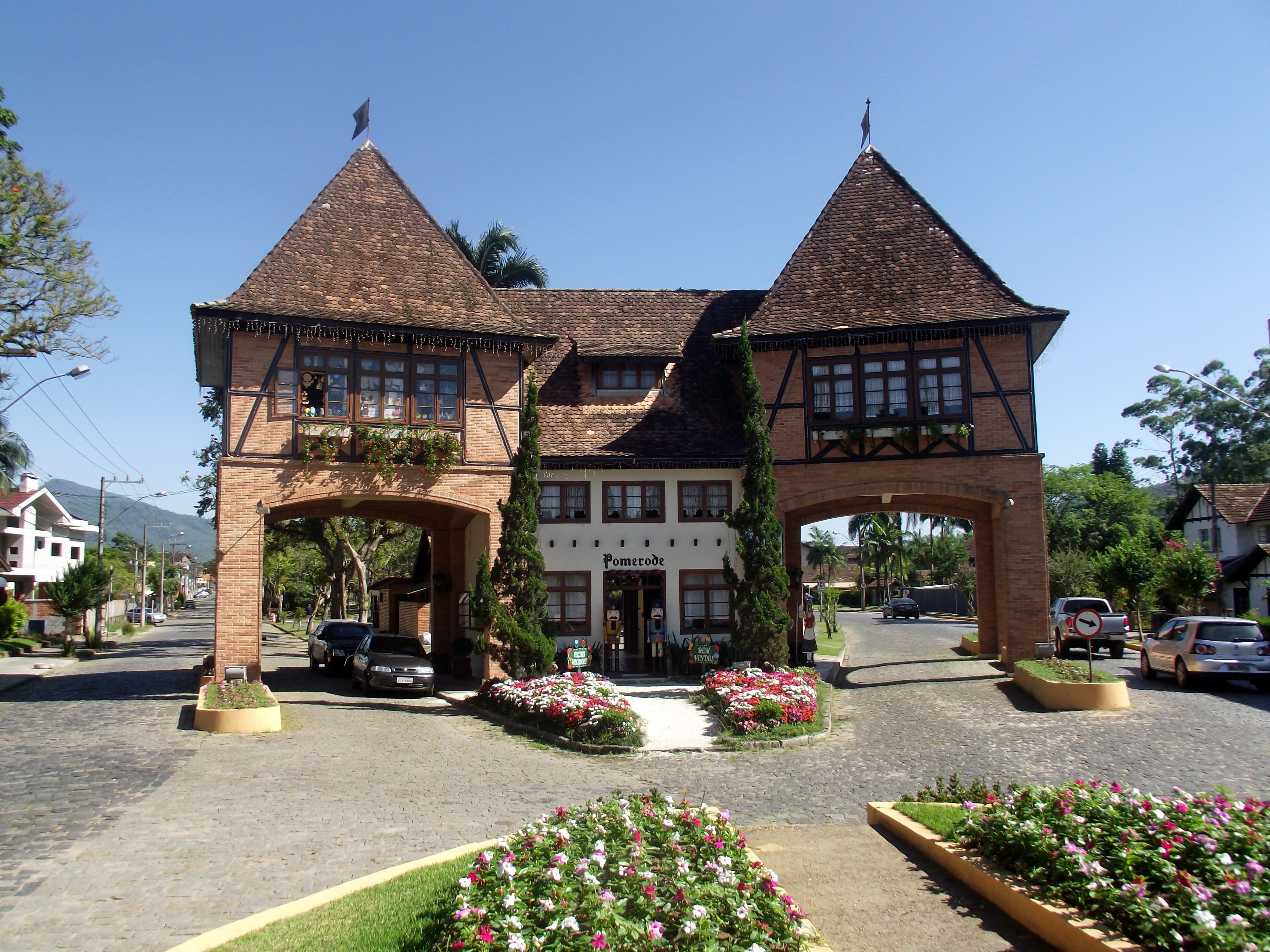
Pomerode in Santa Catarina, einer der Gemeinden mit offiziell anerkannter Zweitsprache. In dieser Region ist der deutsche Dialekt eine der wichtigsten Sprachen.

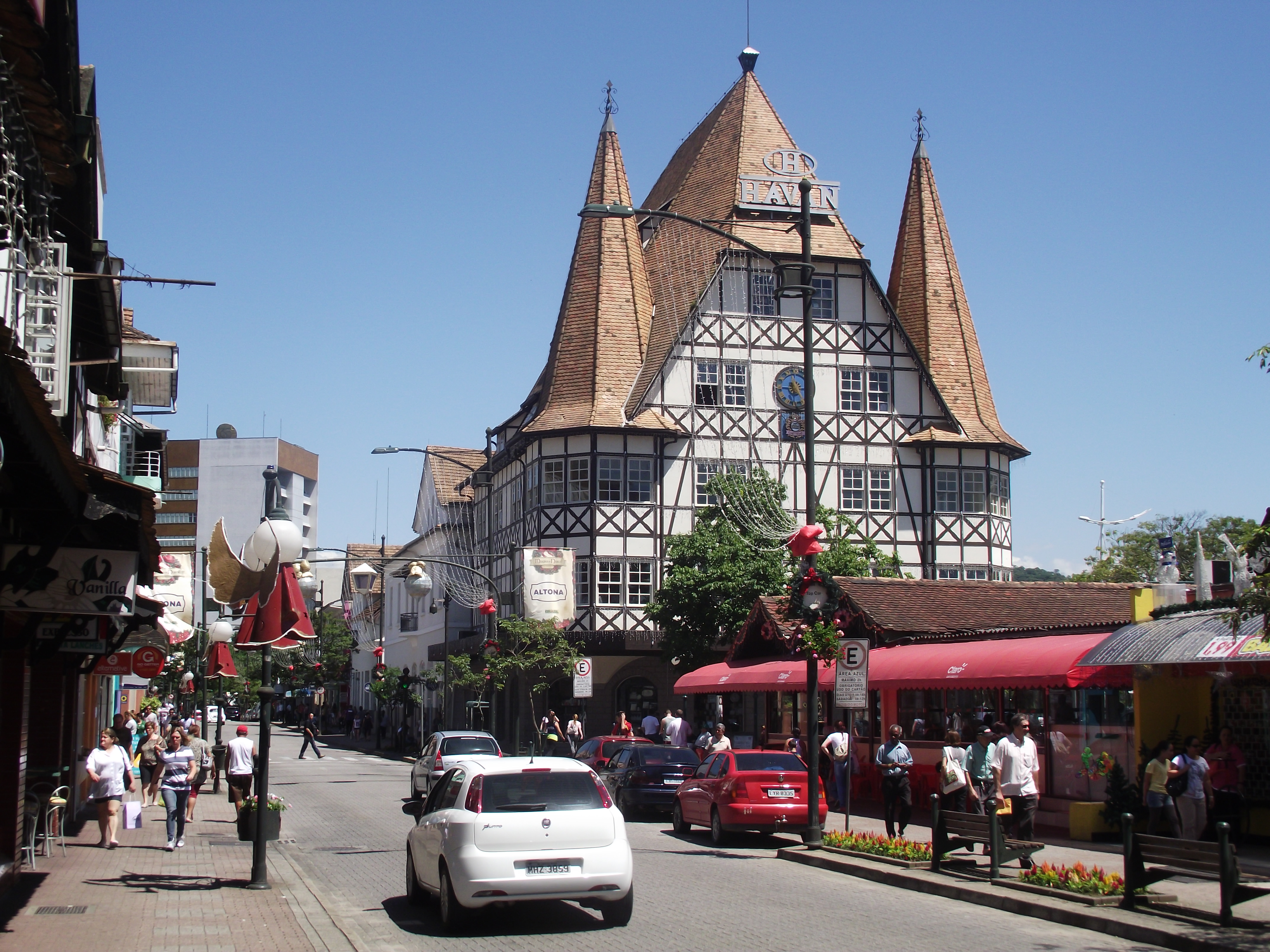
Ansicht von Blumenau

- Itueta (nur im Distrikt „Vila Nietzel“)

Rio Grande do Sul
- Santa Maria do Herval

Santa Catarina
- Pomerode
- Antônio Carlos
- Dreizehnlinden (Treze Tílias)

##### Gemeinden, in denen Deutschunterricht verpflichtend ist
Rio Grande do Sul
- Nova Petrópolis

Santa Catarina
- Blumenau

#### Fremdsprachen
Englisch ist als Fremdsprache nicht so etabliert wie in europäischen Ländern. Obwohl Englisch normalerweise in den Schulen unterrichtet wird, fasst die Sprache nur langsam Fuß in Brasilien. Auch in den Großstädten ist es nicht selbstverständlich, dass die Leute Englisch sprechen oder verstehen. Für gewöhnlich verstehen die Brasilianer aber zumindest ansatzweise Spanisch, auch wenn sie die Sprache selbst nicht sprechen. Als Folge der verstärkten wirtschaftlichen Zusammenarbeit der lateinamerikanischen Länder im Mercosul wird die Bedeutung des Spanischen gegenüber dem Englischen noch zunehmen. In den Grenzgebieten zu anderen südamerikanischen Ländern bildete sich das sogenannte Portunhol heraus, eine Mischsprache aus Portugiesisch und Spanisch, die die Verständigung erleichtert. Besonders im Grenzgebiet zu Paraguay ist diese Mischsprache häufig anzutreffen, dies vor allem deshalb, weil die Grenzstadt Ciudad del Este ein wichtiger Handelsplatz für die brasilianischen Straßenhändler („Sacoleiros“) ist.

### Religionen

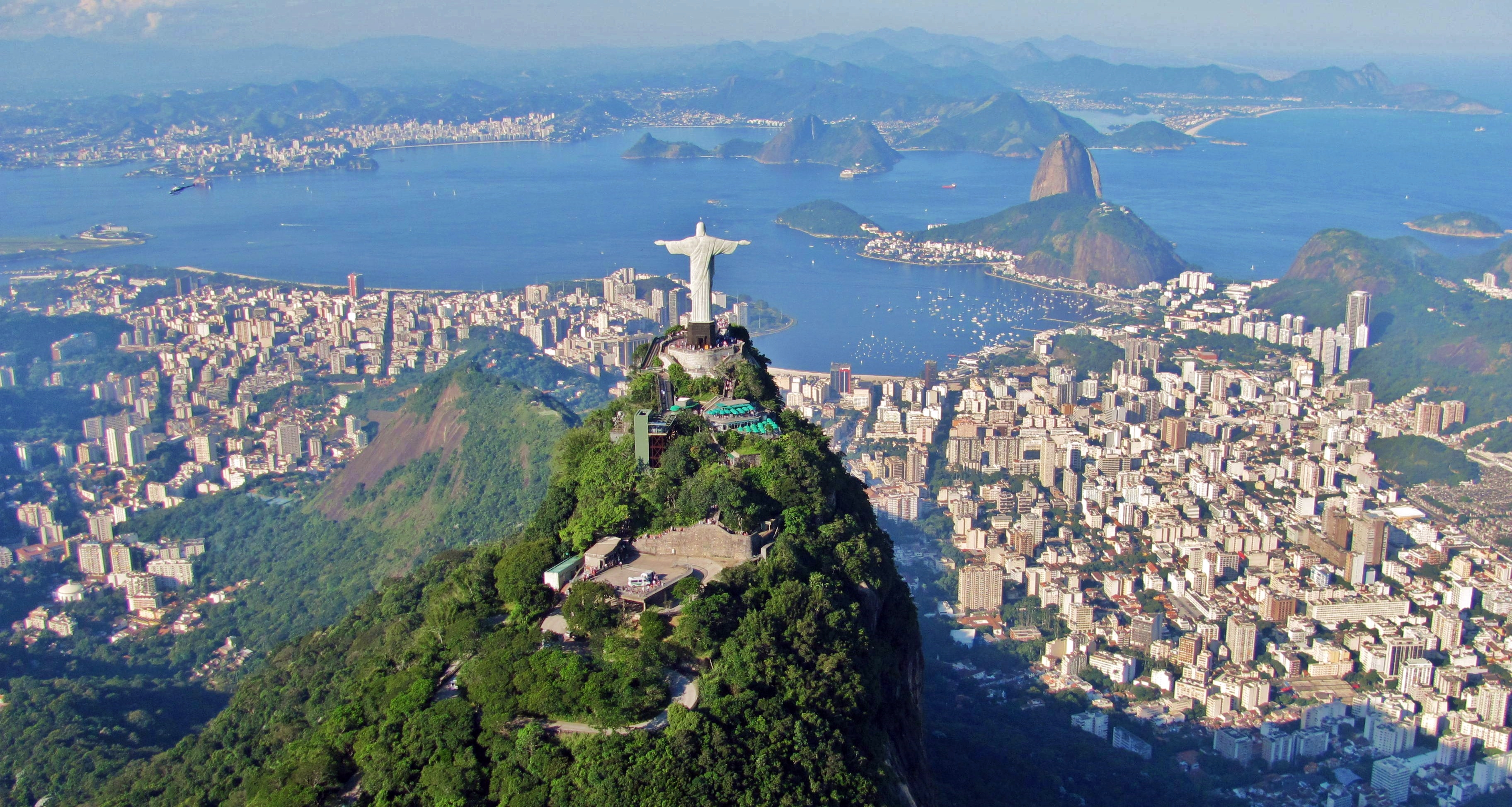
Die Statue Cristo Redentor in Rio de Janeiro

Gemäß dem Zensus des Jahres 2010 bekennen sich 64,6 % der Bevölkerung zur römisch-katholischen Kirche. Dieser Anteil schrumpft seit Jahren immer weiter: Lag er 1960 noch bei 91 %, nahm er bis 1985 auf 83 % ab, betrug im Jahr 2000 nur noch 73,6 % und 2020 rund 50 %. Teile des brasilianischen Katholizismus sind stark von afrobrasilianischen Traditionen beeinflusst.
22,2 % der Bevölkerung sind Protestanten. Diese Konfession kam seit dem 19. Jahrhundert mit deutschen Einwanderern ins Land. Im 20. Jahrhundert haben aber vor allem nordamerikanische Missionskirchen Erfolge erzielt. So gab es seit etwa 1960 eine Zunahme protestantischer Sekten und Freikirchen. Heute gibt es 35.000 Freikirchen in Brasilien. 2020 verstanden sich 32 % der Bevölkerung als evangelikal. Bemerkenswert ist der laut einer Untersuchung von 2006 hohe Anteil von Anhängern oder Sympathisanten der Pfingstbewegung (15 Prozent), was demnach prozentual der dritthöchste der Welt in einem Staat ist. Zu beachten ist dabei allerdings die beträchtliche Unschärfe der Zuordnung; ein Großteil der Zuordnung der Anhänger der Pfingstbewegung dürfte sich mit der allgemeineren Zuordnung Protestanten überschneiden.

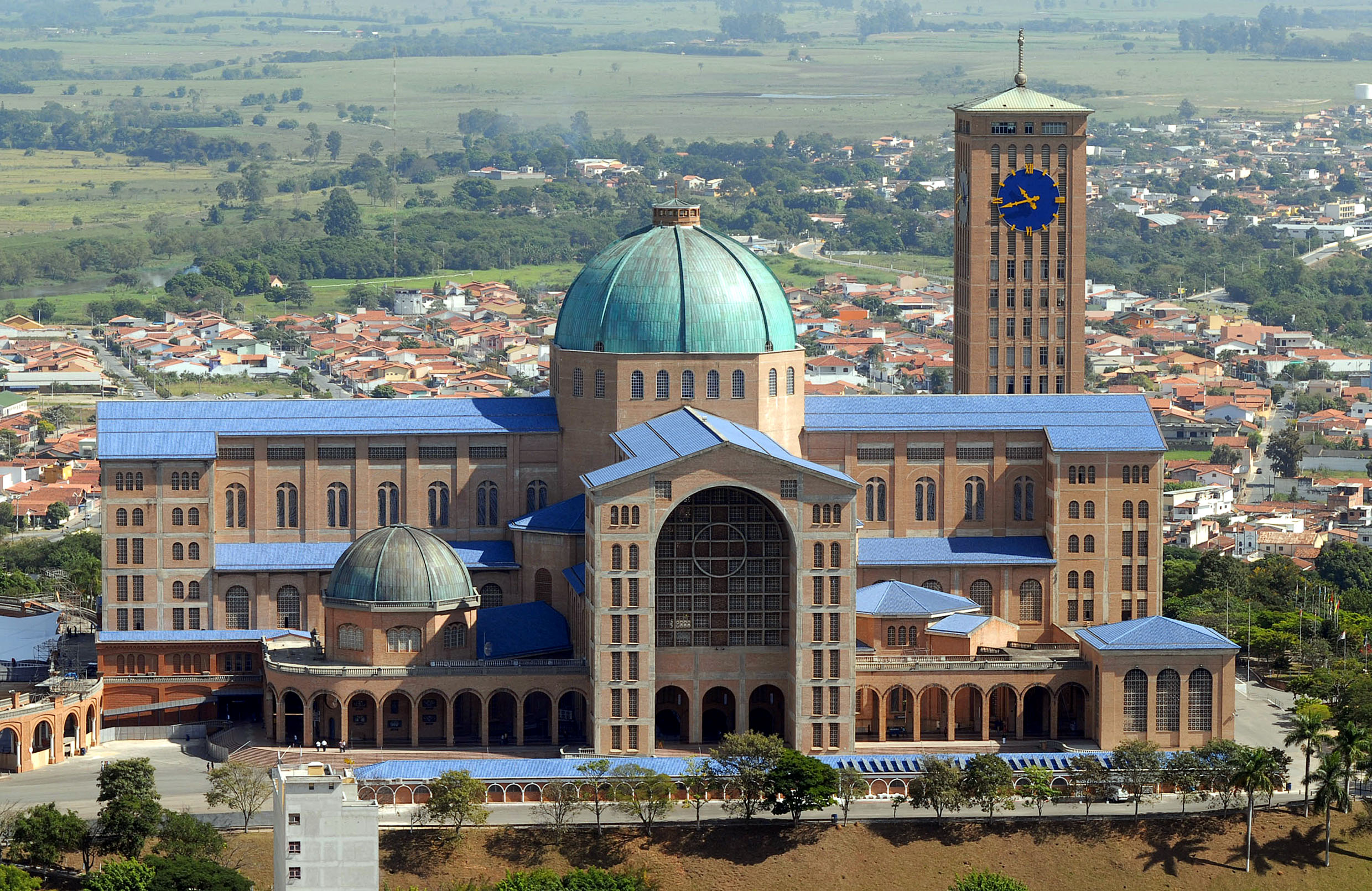
Basilika Unserer Lieben Frau von Aparecida, São Paulo

Des Weiteren gibt es knapp 1.400.000 Zeugen Jehovas, etwa 225.000 Mormonen, 245.000 Buddhisten, meist Nachkommen japanischer Einwanderer, 107.000 Juden (siehe auch: Geschichte der Juden in Brasilien), über 35.000 Muslime, meist Nachkommen syrisch-libanesischer Einwanderer, und mehr als 5500 Hindus. 8,0 % erklärten, keiner Religion anzugehören.
2,0 % sind Anhänger des Spiritismus. 0,3 % bekannten sich zu afro-brasilianischen Religionen wie Candomblé und Umbanda.
Im Jahr 2000 zählte man etwa 17.100 Anhänger indigener südamerikanischer Religionen; das sind 0,01 % der Brasilianer und rund 4,1 % der indigenen Bevölkerung; Tendenz: stark rückläufig. Aggressive Missionstätigkeiten – trotz Verbot der Zwangsmissionierung – führen allerdings nicht nur zum christlichen Glauben, sondern gleichsam zu einem erheblichen Kulturwandel, der mit einer Zerstörung der traditionellen Weltanschauungen der Menschen einhergeht (u. a. Moralvorstellungen, Verhältnis zur Umwelt, überliefertes Wissen, Sozialstrukturen). Überdies setzen sich viele Missionare über die geltenden Quarantänevorschriften hinweg, so dass viele Indigene an eingeschleppten Krankheiten sterben. Vielfach kam es jedoch zu synkretistischen Vermischungen ethnischer- und christlicher Religion(en) und es ist davon auszugehen, dass eine große Zahl Indigener sich nur nach außen zum Christentum bekennt.

## Soziales

### Land- und Vermögensverteilung
Brasilien weist eine stark ungleiche Verteilung der Vermögen auf. Der Gini-Koeffizient betrug im Jahr 2000 0,78 (0 bedeutet vollständige Gleichverteilung, 1 bedeutet, alles Vermögen gehört einem Haushalt). Dies steht im Zusammenhang mit der ungleichen Landverteilung.
So waren bis 1998 2,8 % der Bauern Großgrundbesitzer mit zusammen 57 % der Agrarfläche, wohingegen 90 % der Bauern sich 22 % der Fläche teilen mussten. Etwa fünf Millionen Familien gelten als landlos. Laut einer Studie beträgt der durchschnittliche Vermögensbesitz je erwachsene Person 17.485 US-Dollar. Im Median liegt er jedoch bei nur 4.591 US-Dollar (Weltdurchschnitt: 3.582 US-Dollar), was auf eine hohe Vermögensungleichheit hindeutet. Mehr als 70 % der brasilianischen Bevölkerung besitzt weniger als 10.000 US-Dollar an Vermögen. Die Bevölkerung, die nur die Hälfte des Mindestlohns verdient, hat Anspruch auf Sozialleistungen wie der Bolsa Família. Der Mindestlohn wurde zum 1. Januar 2021 auf R$ 1.100 festgesetzt.
Afro-Brasilianer, die sieben Prozent der Bevölkerung ausmachen, sind überproportional in der armen Bevölkerung vertreten. Nicht viel besser ergeht es den Indios. Ein Gleichstellungs- und Anti-Hunger-Programm gibt es seit 2003.

### Bildungswesen und Wissenschaft

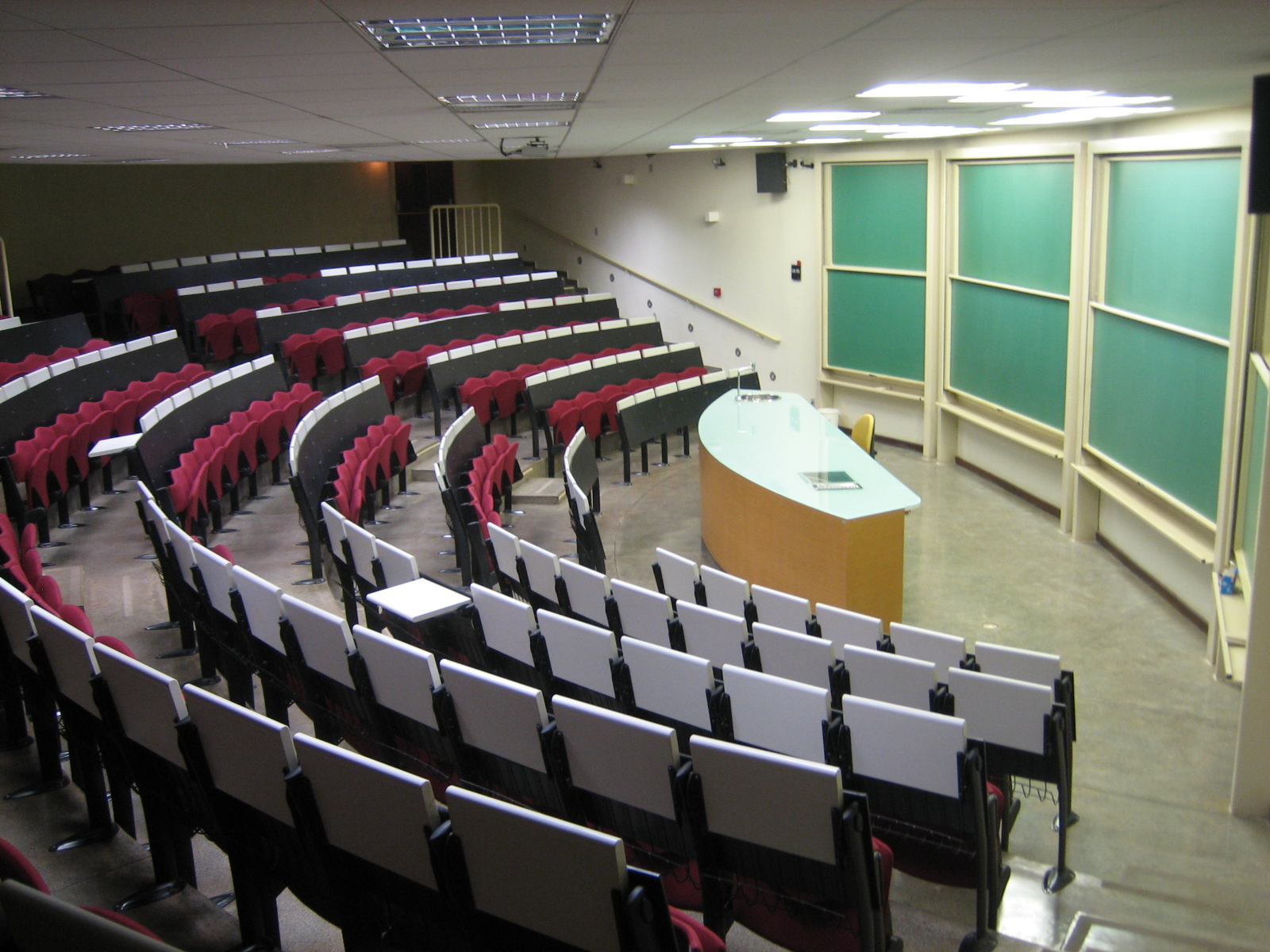
Ein Hörsaal der Landesuniversität von Campinas

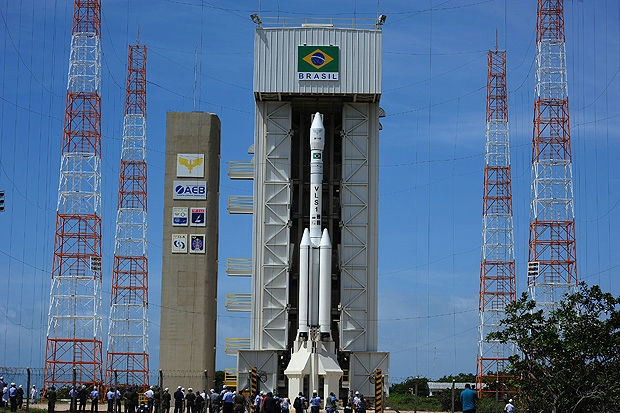
VLS-1 in Weltraumbahnhof Alcântara

-Die Alphabetisierungsrate des Landes lag 2015 bei 92,2 %, das Schulabgangsalter bei 16 Jahren. In Brasilien stieg die mittlere Schulbesuchsdauer aller Personen über 25 von 3,8 Jahren im Jahr 1990 auf 7,8 Jahre im Jahr 2015 an. Im Jahr 2021 betrug die Bildungserwartung 15,6 Jahre. Die Schule zu besuchen ist Pflicht. In die Bildung fließt ein ähnlich großer Teil des Bruttosozialprodukts wie in Europa; in absoluten Zahlen ist das Bildungsbudget etwa so groß wie das deutsche (2004). In Brasilien teilt sich diese Summe jedoch auf eine mehr als doppelt so große und im Durchschnitt wesentlich jüngere Bevölkerung auf. Die staatlichen Schulen genießen einen schlechten Ruf. Deshalb schicken finanziell besser gestellte Eltern ihre Kinder auf private Schulen. Diese unterscheiden sich in der Höhe des Schulgeldes und der Qualität des Unterrichts erheblich. In den letzten PISA-Studien lag Brasilien im unteren Viertel der teilnehmenden Staaten. Im PISA-Ranking von 2015 erreichen brasilianische Schüler Platz 66 von 72 Ländern in Mathematik, Platz 64 in Naturwissenschaften und Platz 60 beim Leseverständnis.
In 150 Universitäten werden fast 2,8 Millionen Studenten unterrichtet. Etwas mehr als die Hälfte der Hochschulen sind staatlich. Sie sind für alle Menschen mit qualifizierendem Schulabschluss nach einer Aufnahmeprüfung frei zugänglich und gebührenfrei. Die privaten Hochschulen finanzieren sich über unterschiedlich hohe Studiengebühren. Entsprechend schwankt ihre Ausstattung und die Qualität der Lehre. An den staatlichen Hochschulen werden zweimal jährlich einheitliche und offizielle Aufnahmeprüfungen, sogenannte vestibulares, abgenommen. Die Bewerberzahl übersteigt meist bei weitem die Anzahl der vorhandenen Studienplätze. Bewerber bereiten sich deshalb nach dem Schulabschluss oft mit sogenannten cursinhos auf das vestibular vor, die von privaten Bildungseinrichtungen angeboten werden und dementsprechend kostenpflichtig sind. Wer im vestibular keinen Studienplatz erhält, hat die Möglichkeiten, bis zum nächsten Semester zu warten und das vestibular erneut zu absolvieren oder auf einer der privaten Hochschulen zu studieren.
Bekannt sind die Forschungen zur Nutzung regenerativer Energien, die zum Beispiel beim Bau des Wasserkraftwerks Itaipú (Vorbild des Dreischluchtendamms) Anwendung fanden. Auch der Motorenbau verdient Beachtung: Das erste Auto mit Alkoholmotor lief 1979 in Brasilien vom Band, und der Ingenieur Vincente Camargo entwickelte im Jahr 2005 den ersten Alkoholmotor (Methanol) für Flugzeuge, der von der Flugzeugbaufirma (Neiva-Embraer) als erstes erprobt wurde. Forschung zur Luftfahrt findet besondere Beachtung in Brasilien. Alberto Santos Dumont – nach dem der nationale Flughafen in Rio de Janeiro benannt ist – war um 1900 ein Erfinder und Luftfahrtpionier.

### Gesundheit

Entwicklung der Lebenserwartung in Jahren

Die Gesundheitsausgaben des Landes betrugen im Jahr 2021 9,9 % des Bruttoinlandsprodukts. Viele Krankenhäuser sind stark renovierungsbedürftig und veraltet. Obwohl nur 15 % der Ausgaben für Gesundheit in die Krankheitsprävention fließen, konnte die Säuglingssterblichkeit seit 1970 um zwei Drittel gesenkt werden. Im Jahr 2019 praktizierten in Brasilien 23 Ärztinnen und Ärzte je 10.000 Einwohner. 87 % der Bevölkerung erhalten sauberes Trinkwasser. Die häufigsten Todesursachen sind Herzerkrankungen, Krebs, aber auch Unfälle und Gewalt.
In Brasilien wird jeder im Krankenhaus oder beim Arzt behandelt, ohne eine Krankenversicherung zu besitzen. Dennoch haben viele eine Privatkrankenversicherung, die ihnen die Behandlung in privaten Häusern ermöglicht.
Die Lebenserwartung der Einwohner Brasiliens ab der Geburt lag 2022 bei 73,4 Jahren (Frauen: 76,6, Männer: 70,3). Von 2000 bis 2019 stieg die Lebenserwartung um insgesamt 8 % an. Mit Covid-19 sank sie in den Jahren 2020 und 2021 um jeweils 1,8 % ab, 2022 gab es wieder einen Anstieg.

### Innere Sicherheit

#### Kriminalität

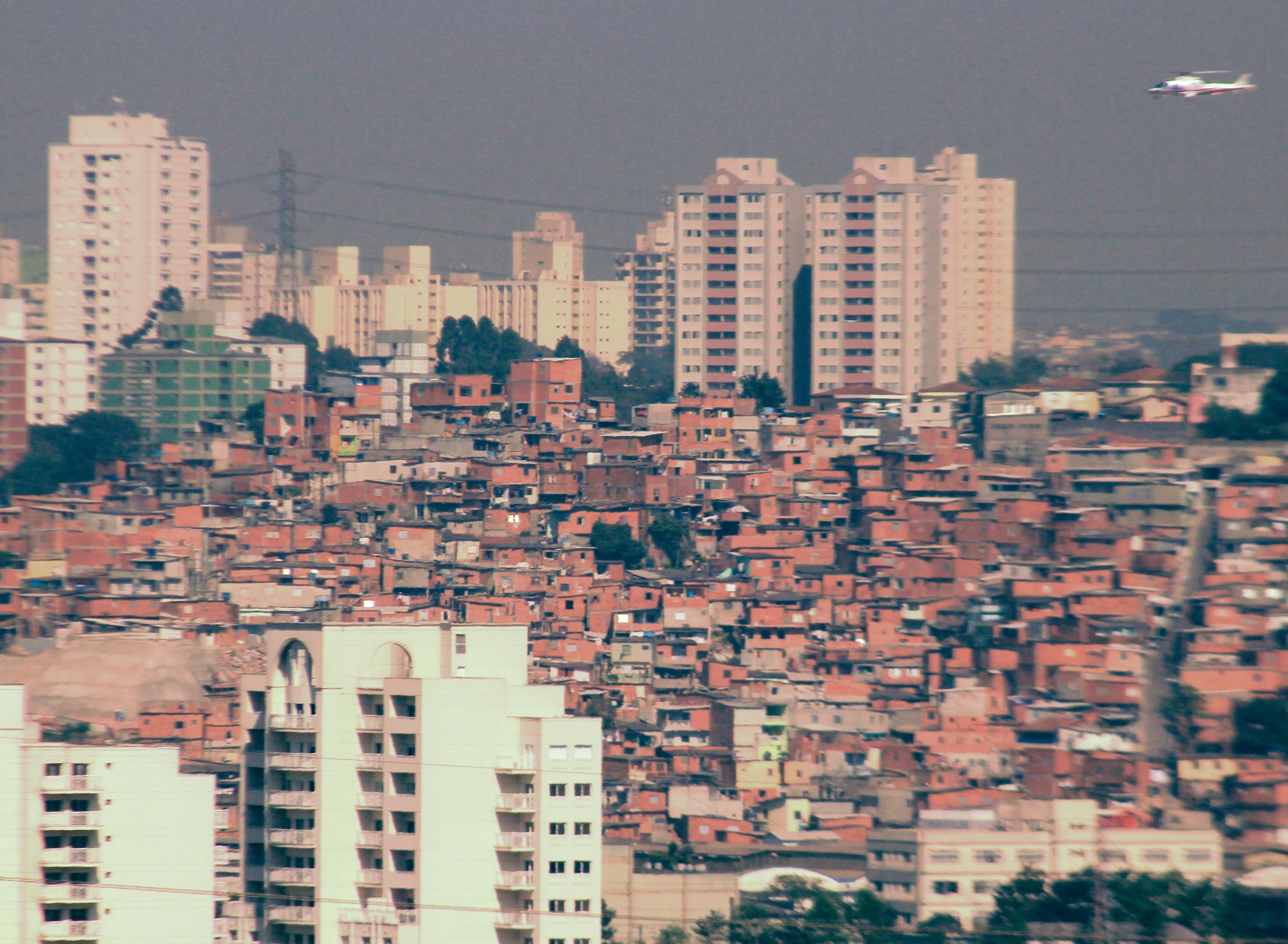
Favela in São Paulo

Das Viertel Rocinha in Rio de Janeiro ist aufgrund seiner reizvollen Lage prädestiniert für den Aufstieg von einer Favela zu einer gefragten Wohngegend

Die Kriminalitätsrate liegt weit über dem weltweiten Durchschnitt und die Mordrate gehört zu den höchsten der Welt. So starben gemäß einer Statistik von 2012 mindestens 56.337 Menschen durch Mord oder Totschlag. Dies entspricht einer Zahl von über 154 Tötungsdelikten pro Tag. Die Polizei hat vor allem in den Städten mit Morden, Entführungen, Raubüberfällen und organisierten Drogen- und Kriminellensyndikaten (wie etwa das Comando Vermelho in Rio de Janeiro und das Primeiro Comando da Capital in São Paulo) zu kämpfen. Im Jahr 2002 wurde eine anfänglich für die Verfolgung von Geldautomatensprengern in Manaus zuständige Sondereinheit der Militärpolizei gegründet. Die Haupttätigkeit dieser 300-köpfigen Spezialeinheit hat sich seit mehreren Jahren auf die Verfolgung des hauptsächlich über die Flüsse der Amazonasregion erfolgenden Drogenhandels und -Schmuggels in Richtung São Paulo und Rio de Janeiro verlagert. Das Polizistengehalt ist niedrig, deswegen gilt die Polizei als besonders korruptionsanfällig. Es ereignen sich zudem zahlreiche Fälle, in denen Polizeiangehörigen Machtmissbrauch bis hin zu Erpressung und Mord vorgeworfen wird. Auch innerhalb der Justiz ist Korruption weit verbreitet. Das Leben der Kleinbauern und Indios auf dem Land ist durch Konflikte mit Großgrundbesitzern und Unternehmen gefährdet, die nach Rohstoffen suchen.
Um die hohe Zahl an Gewaltopfern zu verringern, wurde im Januar 2004 ein Gesetz vorgeschlagen, das den privaten Waffenbesitz verbieten sollte. Dieser Gesetzesvorschlag ist 2005 per Volksreferendum abgelehnt und deshalb ausgesetzt worden. Als einer der Gründe dafür wurde mangelndes Vertrauen in die Polizei genannt.
Laut einem Bericht der UNODC vom 7. Oktober 2011 lag die Mordrate bei 22,7 Delikten pro 100.000 Einwohner. São Paulo wird im Bericht als vorbildlich bei der Bekämpfung von Gewalt angeführt. Prävention, Projekte und Maßnahmen der Repression gegen kriminelle Organisationen waren demnach die Hauptursachen.
Trotz als fortschrittlich geltender Gesetzgebung zur Gleichberechtigung Homosexueller ist die Anzahl der gewalttätigen Übergriffe auf Lesben und Schwule im internationalen Vergleich sehr hoch. Dies wird auf der jährlichen Parada do Orgulho GLBT de São Paulo, der weltweit größten Gay-Pride-Parade, thematisiert.

#### Polizeien

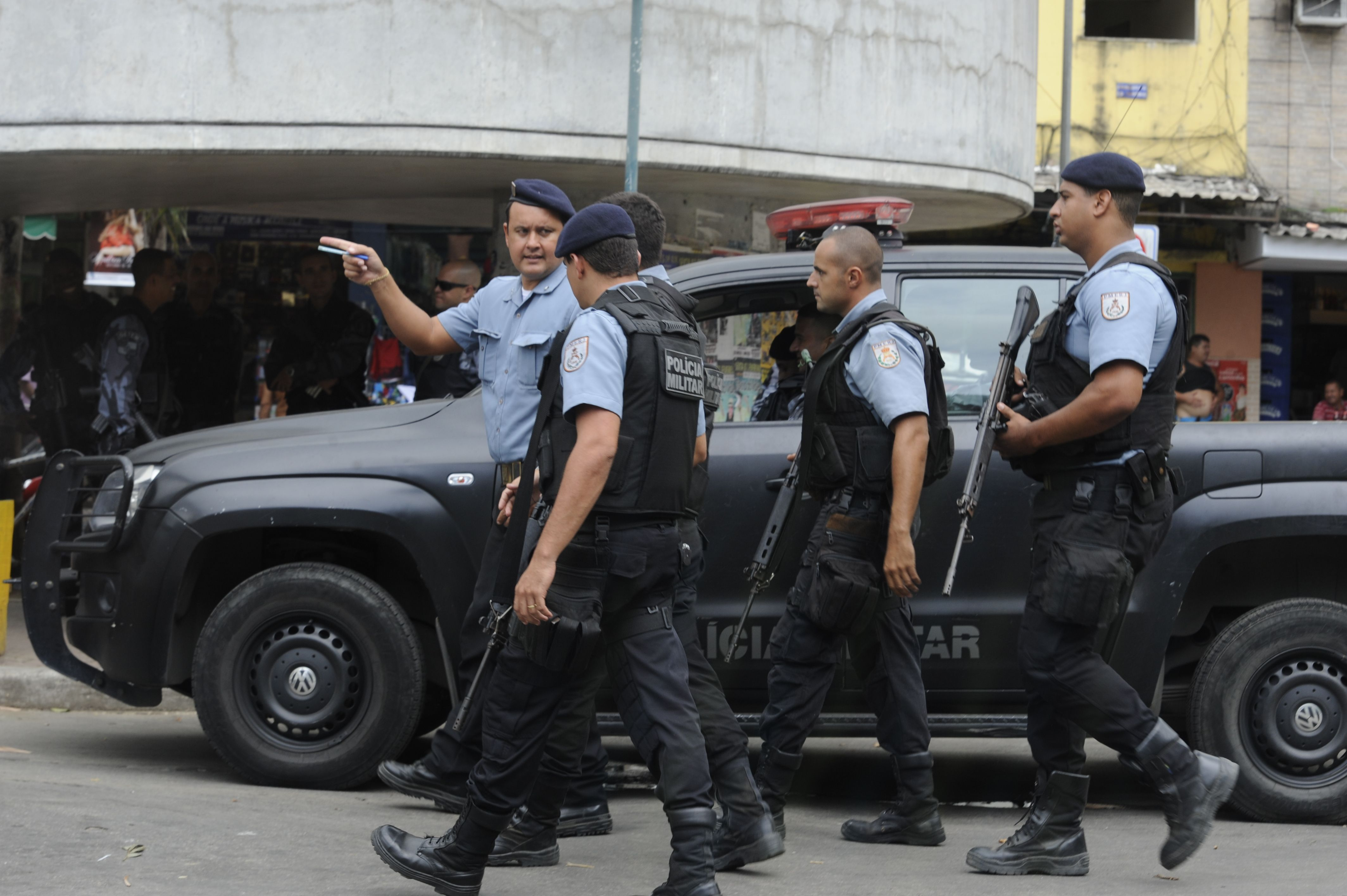
Polizeieinheiten in der Favela Rocinha.

Alle Bundesstaaten verfügen über jeweils zwei Behörden, welche die hauptsächliche Polizeiarbeit übernehmen: die Militärische Polizei (Polícia Militar) und die Zivile Polizei (Polícia Civil). Während erstere für die öffentliche Ordnung zuständig ist, wird zweite hauptsächlich zu Zwecken der Strafverfolgung tätig. Zusätzliche verfügen einige Großstädte über eine städtische Polizei (Guarda Municipal). Die Força Nacional de Segurança setzt sich aus Mitgliedern der verschiedenen Staatspolizeien zusammen und kann im Krisenfall von den Gouverneuren der Staaten zur Hilfe gerufen werden. Außerdem stellt die Força Nacional Feuerwehren und Rettungsdienste in einigen Regionen.
Auf Bundesebene übernimmt die Bundespolizei (Polícia Federal) neben der allgemeinen Strafverfolgung die Grenzschutzaufgaben. Daneben unterstehen dem Bund jeweils eine eigene Polizei für Bundesstraßen und Schienenwege.

#### Gefängniswesen
Im Februar 2017 waren in 1.424 Strafanstalten 650.000 Menschen, davon ungefähr 40.000 Frauen, inhaftiert. Der Anteil lag bei 316 Gefangenen auf 100.000 Menschen. Im Jahr 2000 waren es noch 232.000 Gefangene. Ein Grund für die Zunahme liegt an der hohen Zahl (ca. 30 %) von Untersuchungshäftlingen, die noch nicht gerichtlich verurteilt sind. Die Schaffung von Haftplätzen konnte mit dem Bedarf in den letzten Jahren nicht mehr mithalten. Es fehlten 2017 mindestens 250.000 Plätze. Einige Gefängnisse werden durch private, gewinnstrebige Unternehmen geführt.
Viele Gefängnisse werden durch kriminelle Banden beherrscht. Vor allem das Primeiro Comando da Capital ist in nahezu allen Gefängnissen in Brasilien präsent. Es kommt regelmäßig zu organisierten Aufständen, Gefangenenmeutereien und Massakern unter rivalisierenden Bandenmitgliedern.

## Geschichte

### Präkolonialzeit (bis 1500)

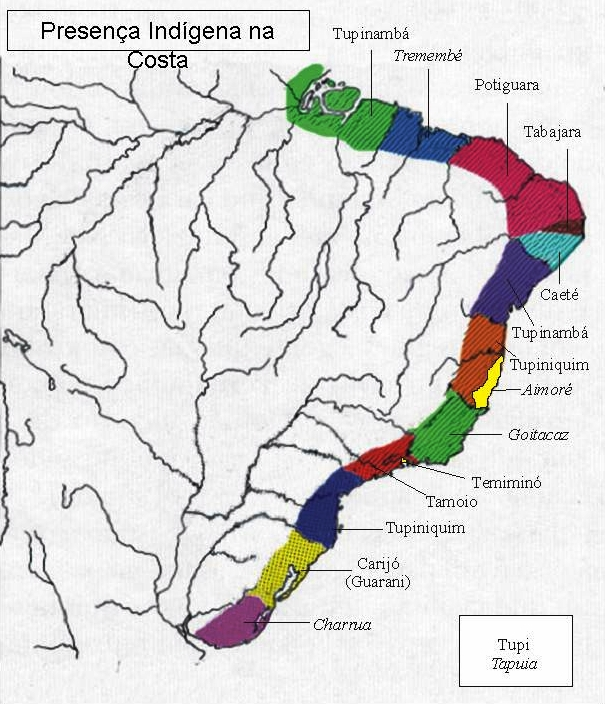
Indigene Gruppen an der Ostküste im 16. Jahrhundert

Die ältesten Spuren menschlichen Lebens wurden in der Caverna da Pedra Pintada im Bundesstaat Piauí gefunden. Die ältesten datierten Funde stammen aus der Zeit um 11.700 BP. Um 7580 BP wurde dort Keramik genutzt (Paituna-Phase). Ebenfalls zu den ältesten Kulturen zählt die Itaparica-Phase, am Abrigo do Sol in Mato Grosso do Sul fanden sich ähnlich alte Spuren aus der Zeit zwischen 11.500 und 6000 BP (Dourado-Tradition). Skelettfunde belegen, dass die Küstengebiete des heutigen Brasilien um 8000 v. Chr. bewohnt waren. Die Nutzung von Nussbäumen lässt sich bis 8500 v. Chr. in Amazonien zurückverfolgen, echte Landwirtschaft setzte zwischen 6000 und 2700 v. Chr. ein – hier ist noch Vieles unklar. Vielfach wurde durch Brand das Wachstum bestimmter Pflanzen, wie etwa Palmen gefördert, die Nahrung lieferten, ein Prozess, der spätestens im 4. oder 3. vorchristlichen Jahrtausend nachweisbar ist; hinzu kam Gartenbewirtschaftung und eine zunehmende Sesshaftigkeit vieler Gruppen. Im 2. Jahrhundert n. Chr. muss die Bodennutzung äußerst intensiv gewesen sein, worauf die sogenannte Amazonian Dark Earth hinweist.
Die frühen Bewohner veränderten durch Anpflanzung bestimmter Pflanzenarten sowie durch Bodenverbesserung das Ökosystem des Amazonasbeckens grundlegend. Auch ihre Ansiedlungen – etwa auf der riesigen Flussinsel Marajó – waren weit größer als lange angenommen. Darüber hinaus bauten viele Gruppen sogenannte Mounds, häufig Begräbnishügel, die an der Küste Brasiliens, wenn sie aus Muscheln bestanden, als sambaquis bezeichnet werden. Andere stellten zeremonielle Zentren oder Residenzen dar. Der Mound-Komplex von Ibibate im bolivianischen Amazonien umfasst 11 ha, auf Marajo fanden sich allein 40 Mounds.
In der Provinz Mato Grosso fanden sich zahlreiche geplante Orte, in denen Fischzucht und Landwirtschaft bis in die Zeit um 1500 betrieben wurden. Die bis zu 60 ha großen Städte waren durch ein Straßennetz miteinander verbunden – obwohl in den meisten Gebieten das Kanu das Fortbewegungsmittel war –, es fanden sich Dämme und künstliche Teiche. Wie an vielen Stellen Amerikas dürften die Menschen am Xingu Epidemien zum Opfer gefallen sein, vor allem den Pocken.

### Portugiesische Kolonialzeit (1500–1807)

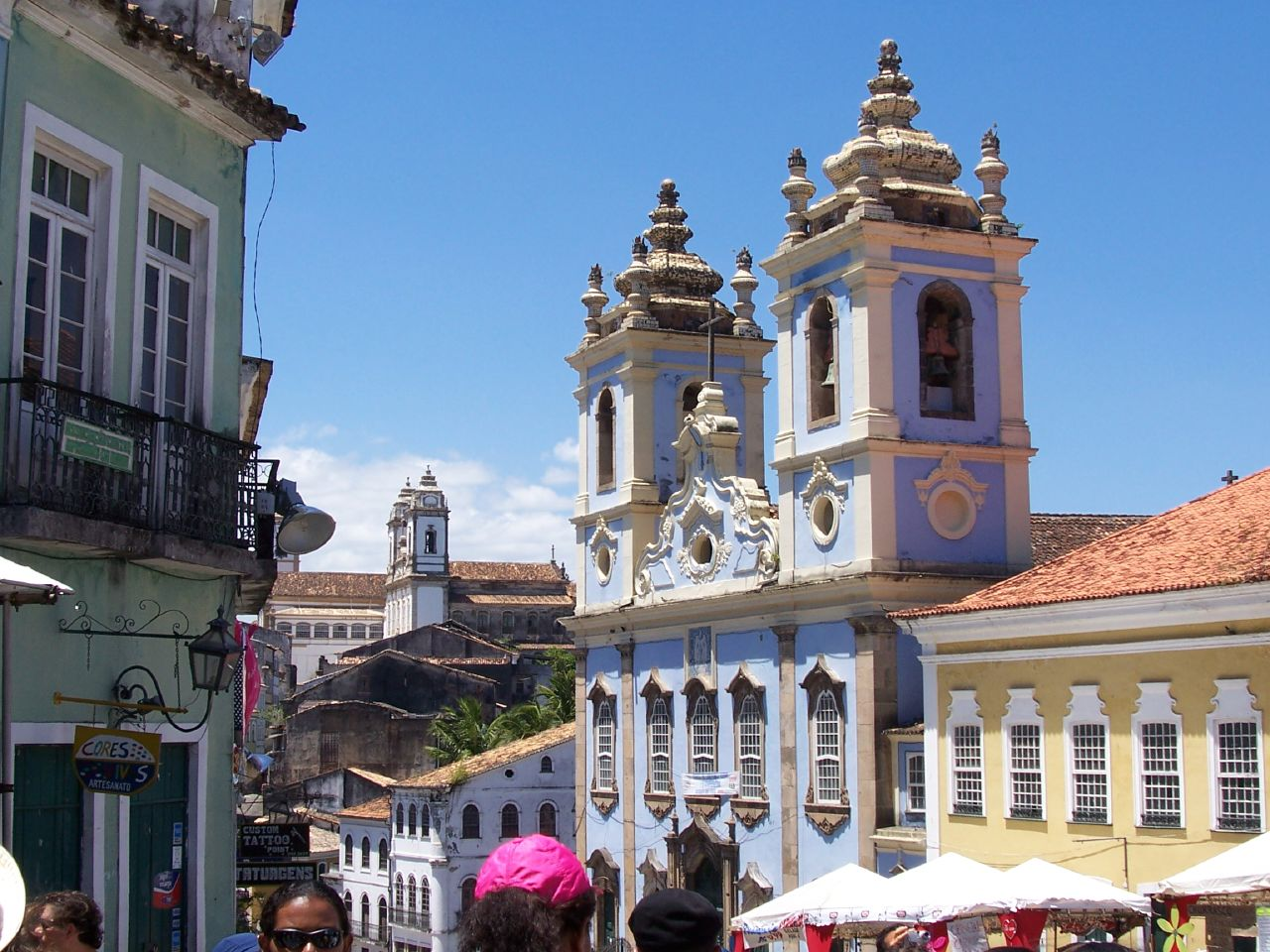
Zentrum von Salvador da Bahia mit typischer portugiesischer Architektur der Kolonialzeit

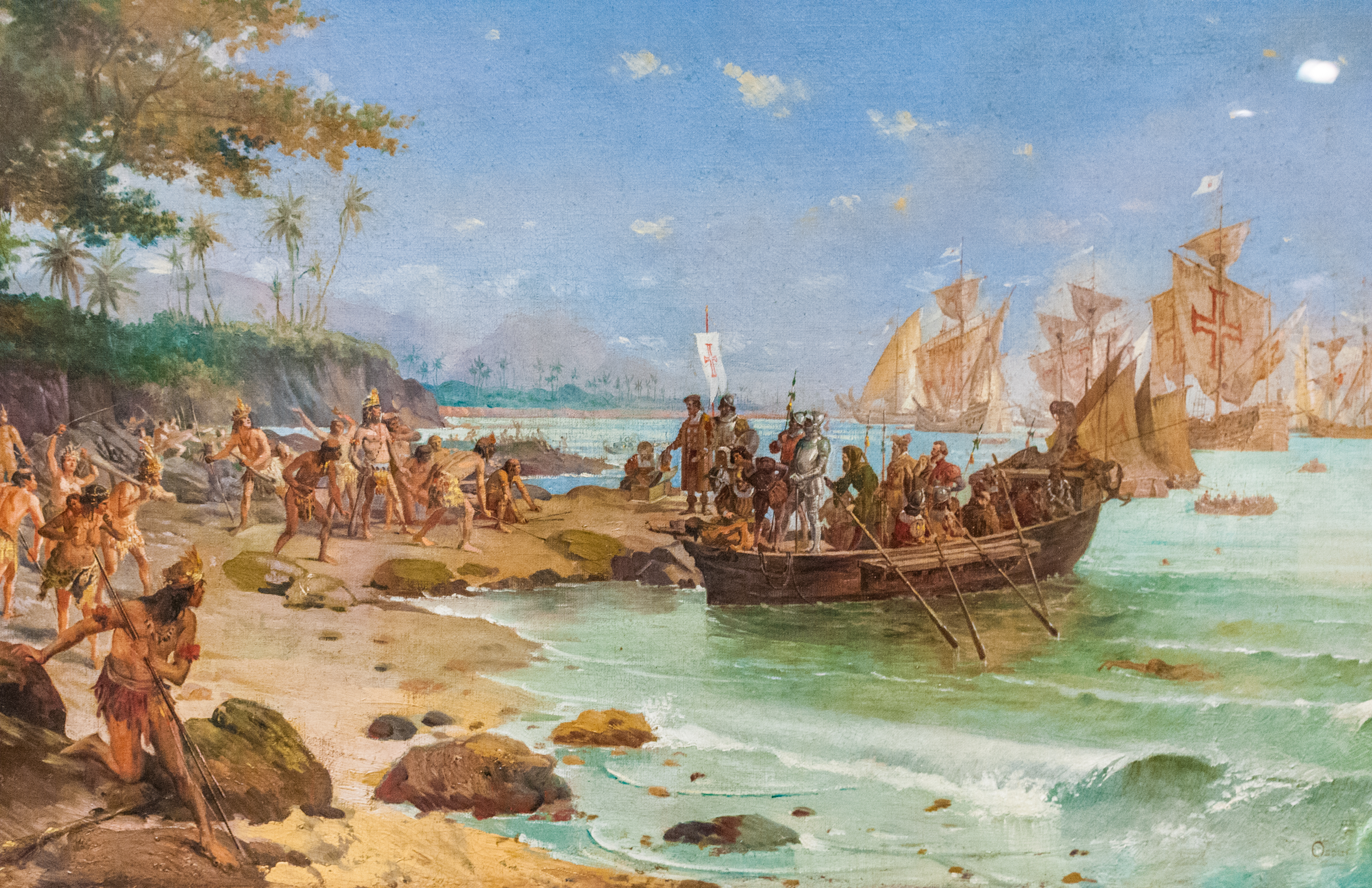
Historisierende Darstellung der „Landung von Pedro Álvares Cabral in Porto Seguro im Jahr 1500“, die mehr als 300 Jahre portugiesischer Herrschaft im kolonialen Brasilien einleitete. (Oscar Pereira da Silva, Öl auf Leinwand, 1900, 190 × 330 cm)

Schon 1494 beschlossen Portugal und Spanien die Aufteilung Südamerikas im Vertrag von Tordesillas. In diesem wurde unter Vermittlung von Papst Alexander VI. eine gedachte Linie 370 Léguas (ca. 2282 Kilometer) westlich der westlichsten Kapverdischen Inseln festgelegt. Das entspricht nach dem heute üblichen geografischen Koordinatensystem einem Meridian von 46° 37′ westlicher Länge. Entlang dieser Linie wurde die Welt zwischen beiden Seemächten aufgeteilt. Spanien wurde alles in Amerika noch zu entdeckende Land zugesprochen, Portugal dagegen Afrika und Asien. Weil man die Linie in Unkenntnis der Küstenlinie der Neuen Welt vereinbart hatte, gehörte auch die (zu diesem Zeitpunkt noch allgemein unbekannte) Ostspitze Südamerikas in den Herrschaftsbereich Portugals. Voraussetzung für eine legitime Inbesitznahme war dabei die konsequente Katholisierung der Einheimischen.
Am 22. April 1500 landete der portugiesische Seefahrer Pedro Álvares Cabral beim heutigen Porto Seguro (im Süden des Bundesstaates Bahia) und nahm das Land für die portugiesische Krone in Besitz, das zunächst für eine Insel gehalten und deswegen Ilha de Vera Cruz (Insel des wahren Kreuzes) genannt wurde. Als klar wurde, dass es um einen Kontinent ging, wurde der Name zu Terras de Vera Cruz (Länder ...). Die Zeit von 1500 bis 1530 war von Tauschhandel mit den Einheimischen geprägt. Um jedoch den Franzosen, die den Vertrag von Tordesillas als nicht bindend betrachteten, und die mit den Tupinambá Tauschgeschäfte für Rotholz machten, Einhalt zu gebieten, beschloss die portugiesische Krone, europäische Siedler nach Brasilien zu schicken.
1549 wurde das heutige Salvador da Bahia (São Salvador da Bahía de Todos os Santos) zur Hauptstadt ernannt. Ab 1530 wurden Indios aus dem Landesinnern an die Küste gebracht, die die Arbeit auf den Zuckerrohrplantagen im Nordosten verrichten mussten. Wegen harter Arbeit, Verfolgung und Anfälligkeit der Indios für europäische Krankheiten starben viele von ihnen. Die Kolonialherren versuchten daraufhin, die verlorengegangene Arbeitskraft durch Sklaven aus Afrika zu ersetzen. Die Afrikaner wurden nach ihrer Verschleppung zwangsweise getauft, behielten jedoch faktisch ihre traditionellen Religionen bei. Dies war die Ursache für die Entstehung der typisch brasilianischen synkretistischen Kulte Candomblé und Umbanda. Bis 1580 brachten die Portugiesen das ganze Land faktisch unter ihre Kontrolle.
1629 hatten sich die Niederländer in der Nähe des heutigen Recife niedergelassen und 1637 unter Führung von Johann Moritz von Nassau-Siegen diese Anbaugebiete erobert, die daraufhin nochmals kurz aufblühten. Bis 1654 stand der Nordosten, v. a. das Gebiet um Pernambuco, unter niederländischer Kontrolle. In der Schlacht von Guararapes wurden die niederländischen Truppen im selben Jahr entscheidend geschlagen und wieder vertrieben.
Reiche Barockstädte entwickelten sich im 17. Jahrhundert, als Bandeirantes-Expeditionen das Hinterland erkundeten und neben anderen Bodenschätzen auch Gold und Diamanten entdeckten. Im selben Jahrhundert bauten entflohene Sklaven einfache Siedlungen, sogenannte Quilombos, auf. Als in den Quilombos Aufstände gegen die Unterdrückung der Schwarzen ausbrachen, zerstörte man bis 1699 alle Siedlungen wieder. 1763 wurde Rio de Janeiro zur Hauptstadt ernannt, weil sich das wirtschaftliche Zentrum des Landes auf den Süden verlagerte. 25 Jahre später führte der Offizier und Zahnarzt Tiradentes einen Aufstand an, der aber scheiterte. 1792 wurde der heutige Nationalheld Brasiliens hingerichtet. Gleichzeitig begann ein Konflikt mit Spanien, weil die Bandeirantes-Expeditionen die Westgrenze Brasiliens entgegen den Vereinbarungen verschoben.

### Königreich (1807–1821)

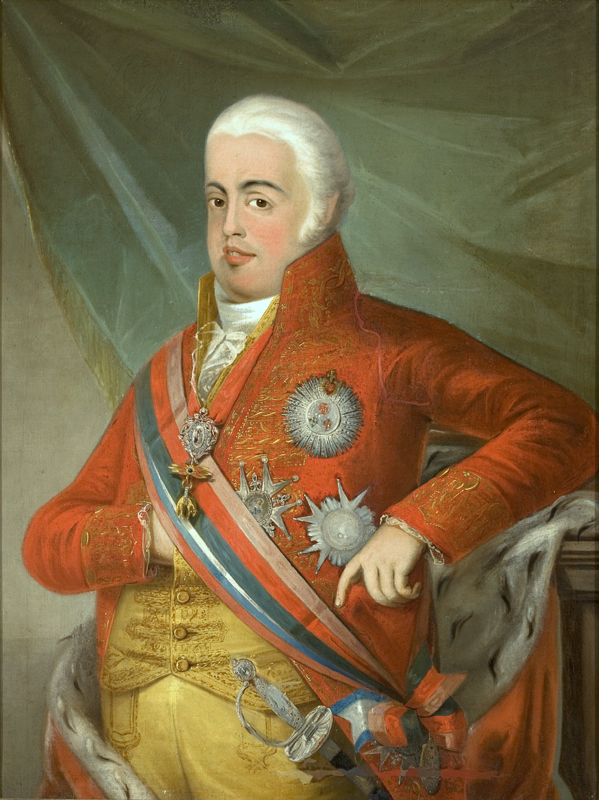
König Johann VI. von Portugal und Brasilien

1807 fielen französische Truppen von Napoleon Bonaparte nach Portugal ein, woraufhin der portugiesische König João VI. unter britischem Schutz nach Brasilien (erst Bahia, später Rio de Janeiro) flüchtete und dort erstmals den bis dahin strikt verbotenen Auslandshandel erlaubte. Mit der Übersiedlung des Königs und des gesamten Hofstaates bekam Brasilien den Status eines gleichberechtigten Mitglieds des Mutterlandes, und die Hauptstadt Rio de Janeiro war faktisch das Zentrum des damaligen portugiesischen Weltreichs mit Ausnahme des französisch besetzten Portugals. Auf dem Wiener Kongress 1815 wurde Brasilien mit Portugal im Rang eines Königreiches gleichgestellt. Rio de Janeiro blieb bis 1821 Hauptstadt des Vereinigten Königreichs von Portugal, Brasilien und den Algarven.
Nach der Liberalen Revolution in Portugal kehrte König João VI. 1821 widerwillig nach Portugal zurück, um seinen Thronanspruch zu erhalten. Er überließ die Herrschaft über Brasilien seinem Sohn Pedro I.

### Unabhängigkeit und Kaiserreich (1822–1889)

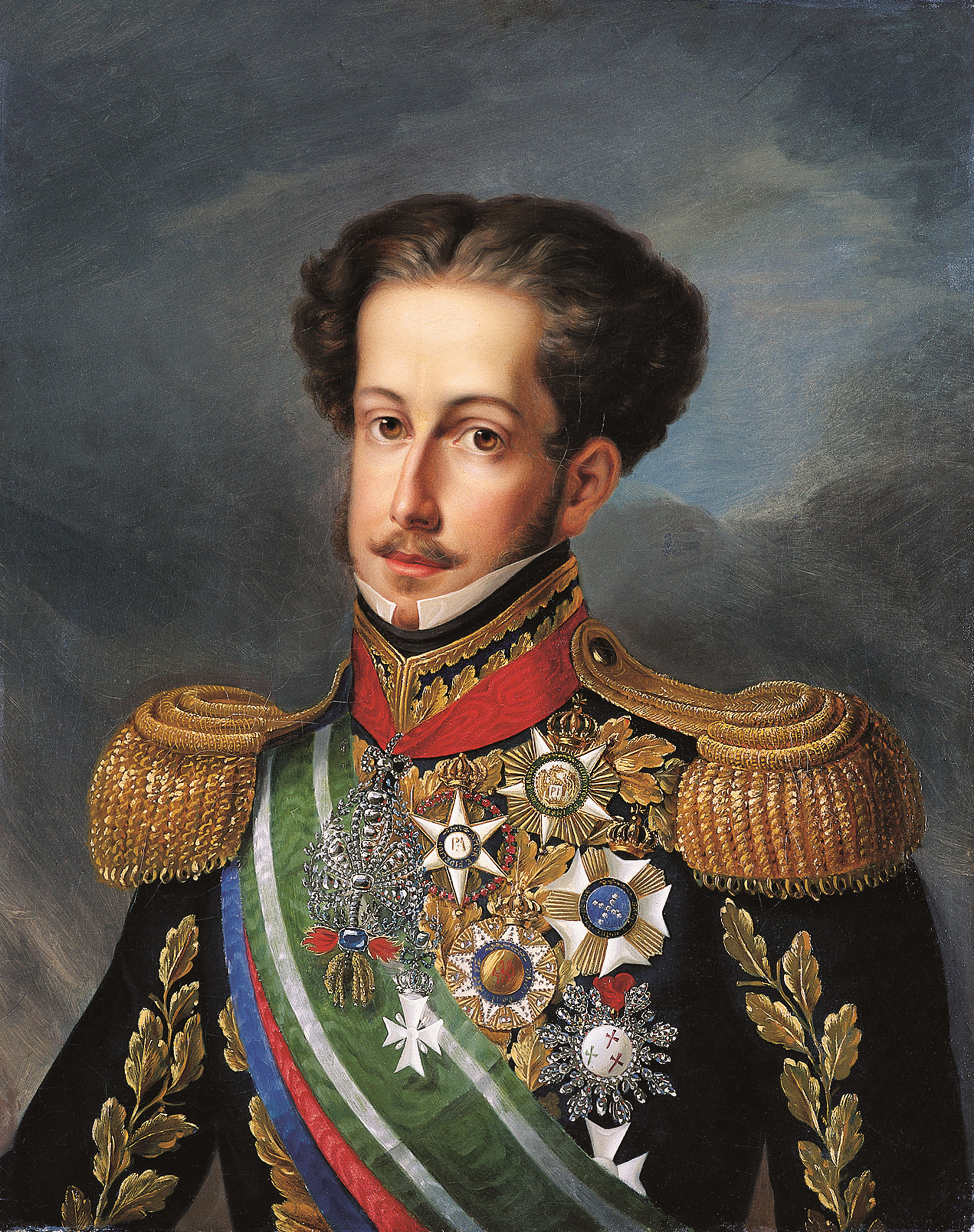
Pedro I. von Brasilien

Pedro I. erklärte am 7. September 1822 in São Paulo die Unabhängigkeit Brasiliens von Portugal und ernannte sich am 22. September 1822 zum ersten brasilianischen Kaiser. Die Unabhängigkeitserklärung führte zum Konflikt mit portugaltreuen Soldaten, was zu einem Unabhängigkeitskrieg führte, der bis 1824 andauerte. 1823 erkannten die Vereinigten Staaten, 1824 das Vereinigte Königreich und im August 1825 nach dem Vertrag von Rio de Janeiro 1825 schließlich Portugal die Unabhängigkeit Brasiliens an. Dem portugiesischen König wurde nach dem Friedensvertrag zumindest formal der Titel eines „Kaisers von Brasilien“ auf Lebenszeit verliehen, was ihn zum Mit-Staatsoberhaupt des Landes machte. De facto lag aber die komplette Macht in den Händen von Peter I., der aber seinerseits weiterhin Kronprinz Portugals blieb.
Zwei Jahre später begann die gezielte deutsche Einwanderung in Brasilien mit Gründung der ersten Kolonie São Leopoldo in Rio Grande do Sul. 1828 löste sich die Provinz Uruguay, die man 1821 als Cisplatinische Provinz von Argentinien annektiert hatte, nach drei Jahren Krieg zwischen Brasilien und Argentinien und erklärte ihre Unabhängigkeit von Brasilien. Drei Jahre später kam es zu einem Militäraufstand, weswegen Kaiser Pedro I. abdankte und die Herrschaft auf seinen fünfjährigen Sohn Pedro II. übertrug. Der ehemalige Kaiser Pedro I. ging zurück nach Portugal und trat dort als portugiesischer König Pedro IV. das Erbe seines Vaters an.
Ein Zusatzpunkt der 1822 geschaffenen Verfassung ermöglichte noch am Tag der Abdankung Pedros I. einige Reformen. So wurde die Einsetzung eines einzigen Regenten beschlossen. In der Farrapen-Revolution 1835 spaltete sich mit Rio Grande do Sul erneut eine Provinz ab, die fortan die Republik Piratini bildete, bis sie nach einem zehnjährigen Krieg mit den Regierungstruppen wieder ins Kaiserreich eingegliedert wurde. In der Regentenzeit gab es eine Reihe von weiteren Aufständen im Norden und Nordosten, die relativ schnell niedergeschlagen wurden und vor allem viele Arme das Leben kosteten.

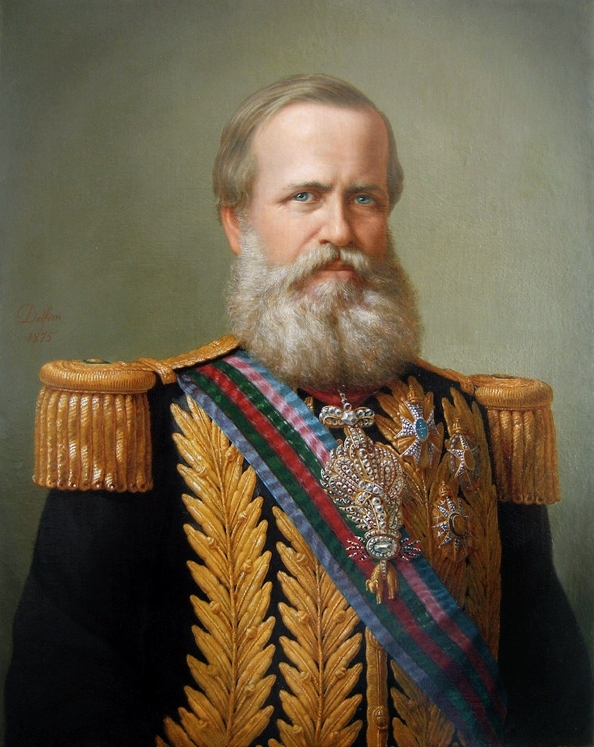
Pedro II. von Brasilien

Am 23. Juli 1840 wurde Pedro II. mit 14 Jahren vorzeitig für volljährig erklärt. Im darauffolgenden Jahr wurde er zum Kaiser von Brasilien gekrönt. 1864 erklärte Paraguay Brasilien den Krieg. Nach fünf Jahren besiegten Brasilien, Uruguay und Argentinien die Truppen Paraguays im blutigsten Krieg der lateinamerikanischen Geschichte. Obwohl die Kriegsjahre dem Land zusetzten, erlebte Brasilien aufgrund des Kautschukbooms eine gute wirtschaftliche Entwicklung. Brasilien besaß das Monopol auf Kautschuk und konnte deshalb durch dessen Export große Einnahmen erzielen.
Die Sklaverei wurde 1888 von Kronprinzessin Isabella, einer Tochter Pedros II., mit dem „Goldenen Gesetz“ (Lei Áurea) offiziell abgeschafft. Obwohl Sklaverei bereits seit 1853 geächtet worden war, führte das Verbot zu Aufständen von Großgrundbesitzern und der Armee. In der Folge putschte sich das Militär an die Macht, woraufhin der Kaiser am 15. November 1889 ins Pariser Exil ging und den Weg für die erste Republik freimachte.

### Republik (1889–1930)
Marschall Manuel Deodoro da Fonseca rief am 15. November 1889 auf dem Praça Quinze de Novembro in Rio de Janeiro die Republik aus und leitete die provisorische Regierung, die am 24. Februar 1891 die erste republikanische Verfassung annahm als Vereinigte Staaten von Brasilien (República dos Estados Unidos do Brasil). In der Folgezeit etablierte sich ein oligarchisches System. Der Wohlstand schien durch die Erlöse aus dem Kautschukboom und die große Kaffee-Nachfrage gesichert und die Wirtschaft konzentrierte sich auf diese Zweige, durch die die großen urbanen Modernisierungsprojekte der Belle Époque brasileira finanziert wurden. Sie geriet jedoch durch den Preisverfall für Kautschuk (seit 1910) und Kaffee (seit Ende der 1920er Jahre) bald in Krisen. In den Ersten Weltkrieg trat Brasilien offiziell auf Seite der Alliierten gegen Deutschland ein, beteiligte sich aber nicht aktiv. In den Kriegsjahren ging die Nachfrage nach Kaffee stark zurück. In den 1920er Jahren forderten große Teile der Bevölkerung ein Ende der Oligarchie. Diese erste oder alte Republik dauerte von der Proklamation der Republik 1889 bis 1930 und ging in die Geschichte als República Velha ein, abgelöst durch die Ära Getúlio Vargas.

### Vargas-Herrschaft und folgende Demokratisierung (1930–1964)

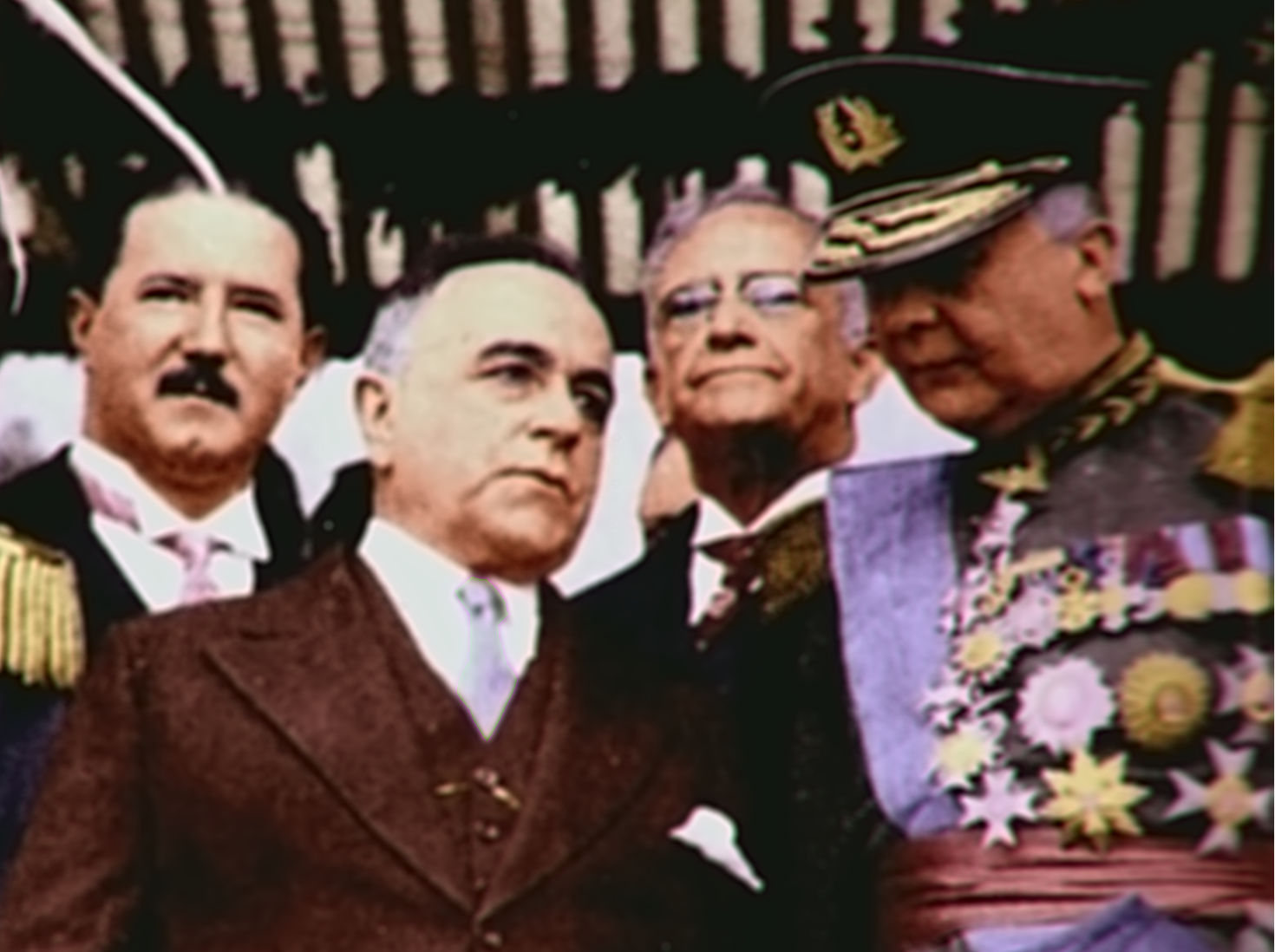
Getúlio Vargas

Als 1930 die Kaffeepreise nochmals einbrachen, führte Getúlio Vargas, der „Vater der Armen“, einen Aufstand an und wurde so Präsident. In den ersten Monaten seiner Regierungszeit wuchs die Wirtschaft Brasiliens spürbar. Das Frauenwahlrecht, Wahlgeheimnis und die Verhältniswahl wurden erstmals in Brasilien mit dem Wahlgesetz von 1932 eingeführt, bei Ausrufung des Estado Novo 1937 wieder aufgehoben und 1945 erneuert. 1937 wurde die Herrschaft Vargas als „wohlwollender Diktator“ festgeschrieben, 1942 erklärte er auf Druck der USA den Krieg gegen die Achsenmächte. Er entsandte ein 25.000 Mann starkes Kontingent (Força Expedicionária Brasileira) nach Italien, das unter anderem in der Schlacht von Monte Castello eingesetzt wurde. Nach dem Ende des Zweiten Weltkriegs wurde Vargas von der Armee abgesetzt.

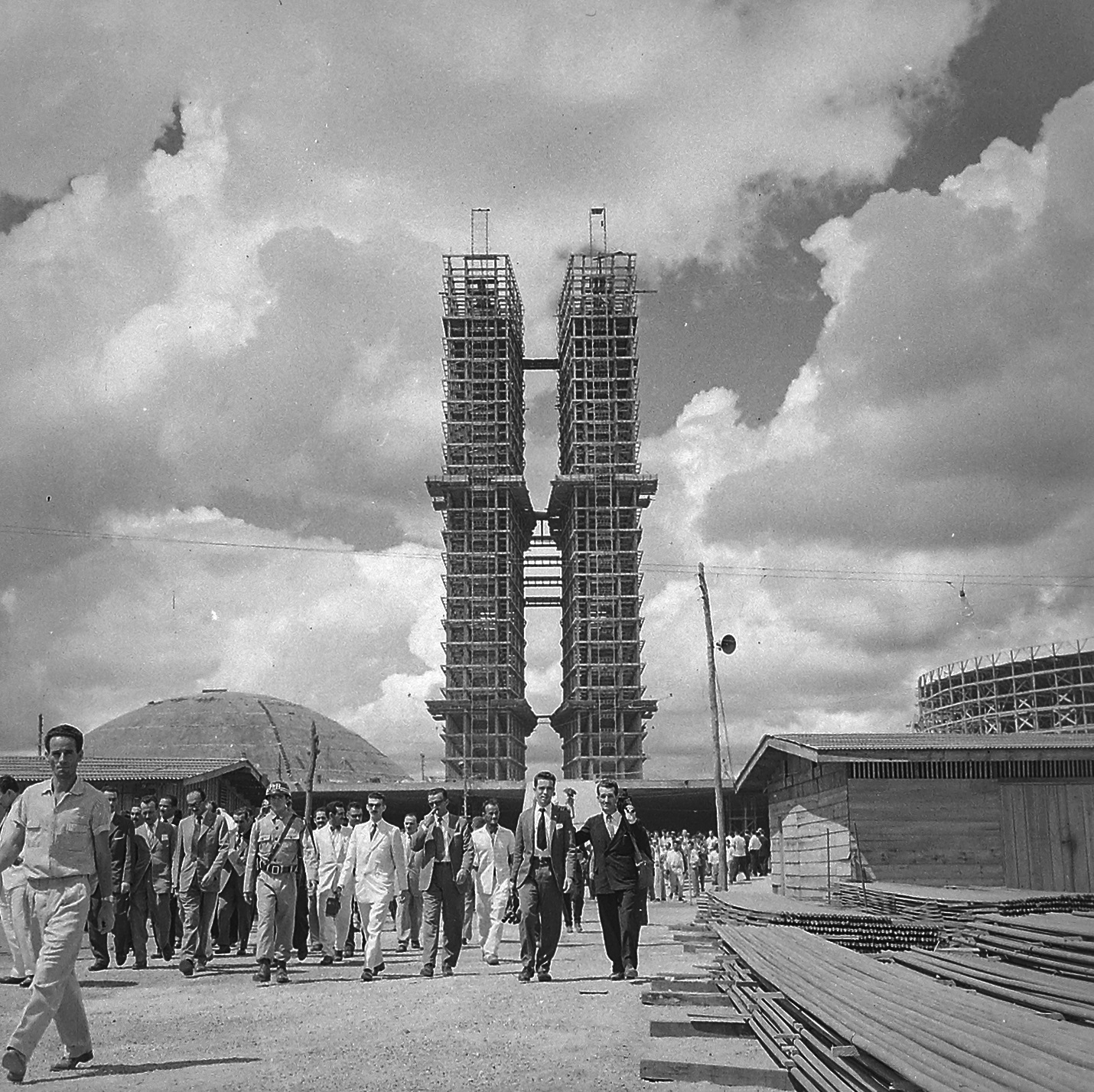
Hauptquartier des Nationalkongresses von Brasilien im Jahr 1959 während des Baus der neuen Bundeshauptstadt.

Im Jahr 1950 wählte ihn das Volk erneut zum Präsidenten. Nachdem 1954 ein enger Vertrauter von Vargas ein Attentat auf den Oppositionspolitiker Carlos Lacerda begangen hatte, forderten Teile des Militärs den Rücktritt von Vargas, der Selbstmord beging. Sein Nachfolger Juscelino Kubitschek sorgte mithilfe der Partido Trabalhista Brasileiro (PTB) für neue ausländische Investoren, die die brasilianische Wirtschaft in den späten 1950er Jahren ankurbelten. 1960 wurde dann Jânio da Silva Quadros zum Präsidenten gewählt. Nach seinem Amtsantritt 1961 versuchte er, die Abhängigkeit von den USA zu lösen und den defizitären Staatshaushalt zu konsolidieren. Nach nur wenigen Monaten im Amt trat er wieder zurück, sein Nachfolger wurde der Vize-Präsident João Goulart, kurz nachdem die neue Hauptstadt Brasília nach drei Jahren Bauzeit eingeweiht worden war. Auch Goulart war in der Bevölkerung nicht unumstritten, weshalb seine Befugnisse in den ersten drei Präsidentschaftswahlen eingeschränkt waren.

### Militärdiktatur (1964–1985)
Im Jahr 1964 putschte das Militär und setzte João Goulart ab, woraufhin Brasilien bis 1985 vom Militär regiert wurde. In dieser Zeit litten vor allem die Indios unter Menschenrechtsverletzungen, die Wirtschaft wurde zwar unterstützt, gleichzeitig wurden jedoch große Prestigeprojekte (Transamazônica, das Wasserkraftwerk Itaipú, das Kernkraftwerk Angra, Autobahnen) angestoßen. Folge dieser Politik waren eine hohe öffentliche Verschuldung und unrentable Staatsbetriebe.
Das neue Regime unter Marschall Humberto Castelo Branco unterdrückte die linke Opposition und entzog etwa 300 Personen die politischen Rechte. Ein 1965 verabschiedetes Gesetz schränkte die bürgerlichen Freiheiten ein, sprach der Nationalregierung weitere Machtbefugnisse zu und bestimmte die Wahl des Präsidenten und Vizepräsidenten durch den Kongress.
Der ehemalige Kriegsminister Marschall Artur da Costa e Silva, Kandidat der Regierungspartei ARENA (Aliança Renovadora Nacional; deutsch: Allianz zur nationalen Erneuerung), wurde 1966 zum Präsidenten gewählt. Die Brasilianische Demokratische Bewegung (MDB, Movimento Democrático Brasileiro), die einzige legale Oppositionspartei, weigerte sich aus Protest, einen Kandidaten für die Wahl aufzustellen, weil die Regierung alle ernst zu nehmenden Gegenkandidaten nicht zugelassen hatte. 1966 gewann die ARENA auch die National- und Parlamentswahlen. Das Jahr 1968 stand im Zeichen von Studentenunruhen und Streiks. Das Militärregime reagierte mit politischen Säuberungsaktionen und Zensur. Im August 1969 wurde Costa entmachtet. Das Militär bestimmte General Emílio Garrastazu Médici zu seinem Nachfolger, der Kongress wählte ihn zum Präsidenten. Unter Médici wurden die Repressionen verstärkt und in der Folge nahmen die revolutionären Aktivitäten zu. Der römisch-katholische Klerus erhob seine kritische Stimme immer öfter und prangerte die Bedingungen der armen Bevölkerung an.
1974 wurde General Ernesto Geisel, nach seiner Militärkarriere Präsident der Petrobras, der staatlichen Ölmonopolgesellschaft, zum brasilianischen Präsidenten gewählt. Aufgrund der relativen politischen Stabilität und gezielter Förderung der Industrie war die Zeit der Militärmachthaber zugleich eine Zeit des Wirtschaftsbooms; viele Investoren – auch aus Deutschland – investierten in den 1970er Jahren in Brasilien. So avancierte São Paulo zur „größten deutschen Industriestadt außerhalb Deutschlands“ dieser Zeit.
Anfang der 1980er Jahre schwächte die Militärregierung die Repression deutlich ab, bis schließlich 1985, auch aus Mangel an eigenen Optionen aus dem Militärkader und bereits inmitten einer Wirtschaftskrise mit galoppierender Inflation, freie Wahlen zugelassen wurden.

### Demokratie (ab 1985)

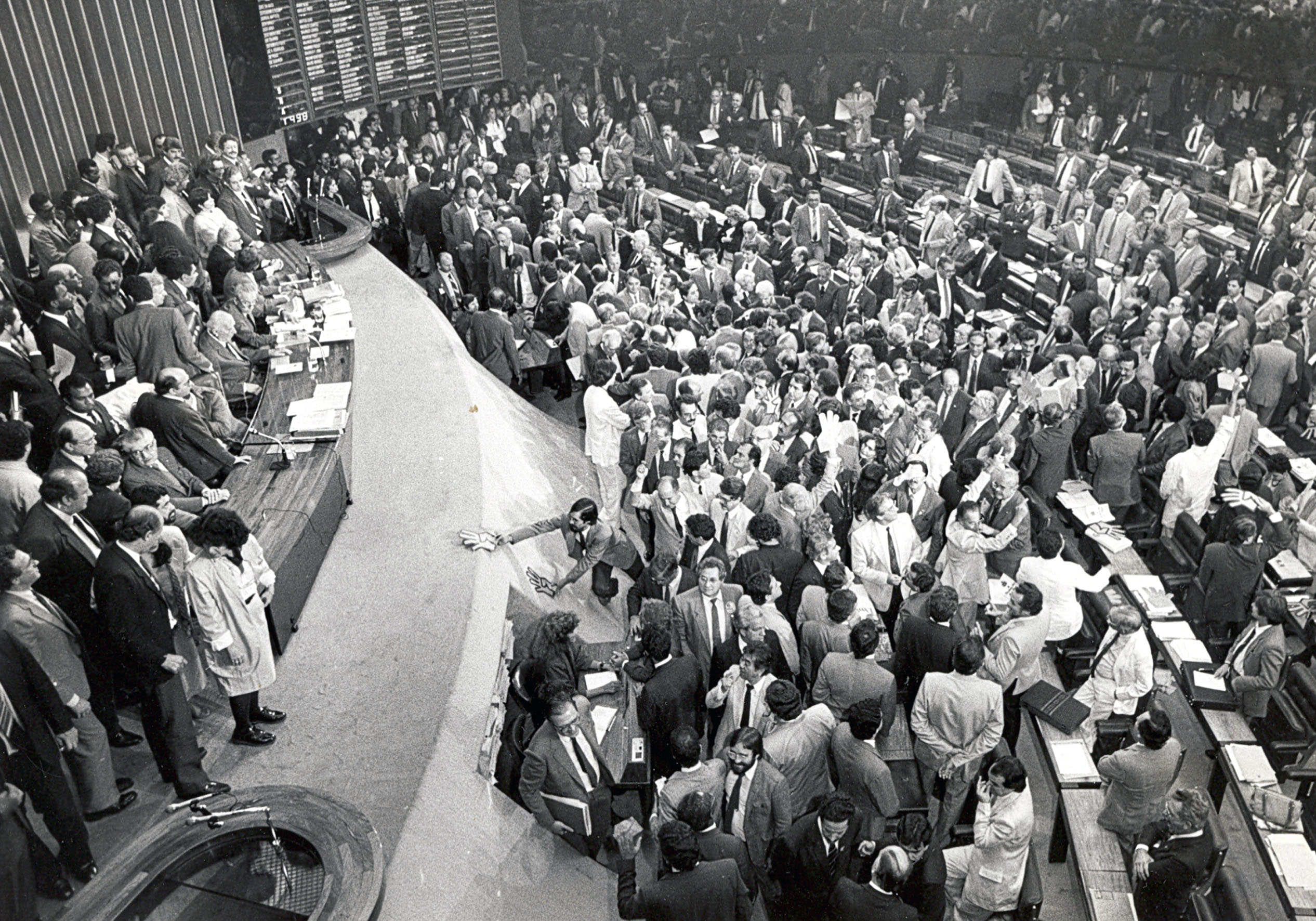
Letzte Sitzung der verfassungsgebenden Parlamentsversammlung im Jahr 1988

Ab 1985 folgte die Nova República (Sechste Republik). Der Wahlsieger Tancredo Neves wurde kurz vor seiner Amtseinsetzung in Brasília ins Krankenhaus eingeliefert. Wegen eines Magengeschwürs wurde er sieben Mal operiert. Er starb am 21. April 1985 an Infektionen, die er sich bei der Operation zugezogen hatte. Präsident wurde dann der zum Vizepräsidenten gewählte José Sarney. Sarney hatte mit enormen Auslandsschulden, Hyperinflation und Korruption zu kämpfen, was er mit dem „Plano Cruzado“ zuerst recht erfolgreich versuchte. Darüber hinaus musste er die neue Demokratie stabilisieren.
In demokratischen Wahlen wurde 1990 Fernando Collor de Mello zum Nachfolger Sarneys gewählt. Die ersten Monate seiner Amtszeit verbrachte er mit der Bekämpfung der Inflation, die zeitweise 25 % monatlich erreichte. Am 26. April 1991 wurde Mercosur (portugiesisch Mercosul) gegründet. Dieser Gemeinsame Markt des Südens, den die Staaten Argentinien, Paraguay und Uruguay gemeinsam mit Brasilien gründeten, ist ein Binnenmarkt mit mehr als 230 Millionen Einwohnern, der die Wirtschaft der Mitgliedsländer und dadurch die Stellung Lateinamerikas in der Welt stärken sollte. Im Jahr 1992 wurde Collor von seinem Bruder Pedro der Korruption bezichtigt, was zu Untersuchungen durch Kongress und Presse führte. Die sich verdichtenden Hinweise auf Bestechlichkeit und Veruntreuung von Staatsmitteln gaben den Anstoß zu Massendemonstrationen und Unruhen in den großen Städten Brasiliens. Im Oktober des gleichen Jahres stimmte der Kongress für Collors Absetzung, der daraufhin zurücktrat. Verfassungsgemäß wurde Vizepräsident Itamar Franco sein Nachfolger.

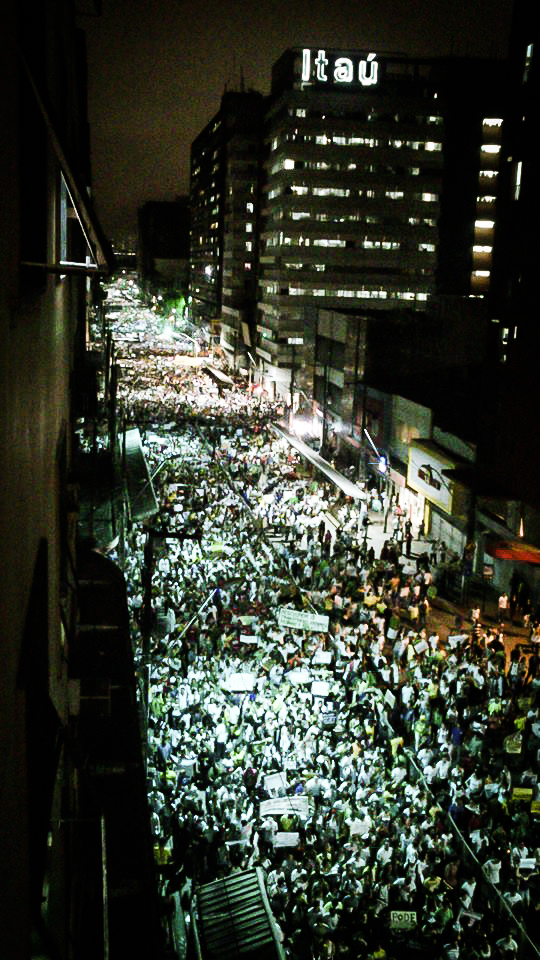
Recife, Pernambuco, während der Proteste in Brasilien 2013

Im Jahre 1993 konnte die Bevölkerung Brasiliens in einem Referendum sowohl über die Staats- als auch über die Regierungsform entscheiden. Die Wahl fiel dabei eindeutig auf Republik (statt Monarchie) mit präsidialem (statt parlamentarischem) Regierungssystem. 1994 wurde eine umfassende Währungsreform beschlossen, wodurch die Hyperinflation beendet werden konnte. Hauptverantwortlich für die Einführung der neuen Währung sowie einer Reihe weiterer Maßnahmen (insgesamt als „Plano Real“ bezeichnet) war Finanzminister Fernando Henrique Cardoso Sozialdemokratische Partei Brasiliens, der diesen Erfolg bei seiner Präsidentschaftskandidatur nutzen konnte und im Oktober 1994 sowie ein weiteres Mal im Oktober 1998 zum Präsidenten gewählt wurde. Zur Sanierung des Haushalts beschloss das Parlament die Privatisierung von Staatsmonopolen, dennoch stieg die Staatsverschuldung unter der Präsidentschaft von Cardoso von 28,1 % auf 55,5 % des Bruttoinlandsprodukts an.
Von 2003 bis 2011 war Luiz Inácio Lula da Silva (kurz „Lula“) von der Arbeiterpartei PT Präsident Brasiliens. Er legte Wert auf die Verringerung der Staatsverschuldung, setzte aber auch soziale Programme wie Fome Zero („Null Hunger“) und Bolsa Família („Geldbörse für Familien“) um. 2004 führte Brasilien erstmals in seiner Geschichte UN-Friedenstruppen an, das Militär entsandte 1470 Soldaten nach Haiti.
Im Jahre 2011 wurde Dilma Rousseff als erste Frau zum Staatsoberhaupt Brasiliens gewählt. Trotz ihres umstrittenen, harten Regierungsstils, der sich sehr von dem ihres Mentors Lula abhob, betrugen im März 2012 ihre Zustimmungswerte 72 Prozent, im März 2013 waren sie auf 79 Prozent angestiegen. Mitte Juni begann jedoch eine Gruppe von jungen Menschen, welche die Fahrpreiserhöhungen bei öffentlichen Transportmitteln in São Paulo ablehnte, zu protestieren. Die gewaltvolle Repression, mit der die Polizei auf die Demonstrierenden reagierte, löste eine Kette von landesweiten Protesten hervor: In den folgenden Wochen gingen die Menschen zu Hunderttausenden auf die Straße. Gekämpft wurde zusätzlich gegen die Austragung der Fußballweltmeisterschaft 2014, Korruption und eine wenig soziale Politik, die die zunehmende Missachtung von Rechten der Indigenen, Frauen und Homosexuellen mit einschließt. Präsidentin Rousseff reagierte darauf mit dem Versprechen eines „großen Pakts“ für ein besseres Brasilien. Von Juni auf Juli sanken die Zustimmungswerte von Präsidentin Rousseff auf 31 Prozent ab. Bei der Präsidentschaftswahl 2014 wurde Dilma Rousseff jedoch wiedergewählt. Gestiegene Lebenshaltungskosten und die sinkende Wirtschaftsleistung Brasiliens im Zuge fallender Rohstoffpreise führten auch 2015 und 2016 zu landesweiten Großdemonstrationen.
Die tiefe Vertrauenskrise in das politische System wurde mit der Amtsenthebung Rousseffs im Jahr 2016 nicht behoben, sondern verstärkt, da die Amtsenthebung auch als Putsch angesehen wurde, um durch einen Machtwechsel Ermittlungen im Korruptionsskandal Lava Jato zu eigenen Gunsten zu sabotieren. So verlor Roussefs Nachfolger Michel Temer innerhalb eines halben Jahres sechs seiner Minister wegen Korruptionsvorwürfen, während das Land schon das zweite Jahr in Folge in einer Rezession steckte. Im Mai 2017 begann das Oberste Gericht auch gegen den Präsidenten Temer wegen des Korruptionsskandals Lava Jato zu ermitteln. Nicht nur die staatliche Erdölfirma Petrobras, sondern damit auch der Baukonzern Odebrecht und der weltgrößte Fleischhändler JBS waren in die Korruption verwickelt.
Bei der Präsidentschaftswahl im Oktober 2018 waren die beiden aussichtsreichsten Kandidaten der rechtsextreme Ex-Militär Jair Bolsonaro und der sozialistische Ex-Präsident Lula. Allerdings durfte dieser letztlich nicht zur Wahl antreten, weil der Richter Sérgio Moro ihn wegen angeblicher Korruption zu insgesamt 12 Jahren Haft verurteilte. Seine Arbeiterpartei ernannte daraufhin Fernando Haddad zum Ersatzkandidaten, der jedoch gegen Bolsonaro unterlag. Unter dessen Führung verschlechtert sich die Menschenrechtslage in Brasilien weiter. Moro wurde unter Bolsonaro Justizminister. Während der COVID-19-Pandemie in Brasilien verhinderte Bolsonaro Maßnahmen zu ihrer Bekämpfung und verbreitete Falschinformationen.
Nachdem die Urteile gegen Lula wegen der Befangenheit Moros und Verfahrensfehlern vom Obersten Bundesgericht Brasiliens 2021 aufgehoben wurden, konnte dieser bei der Präsidentschaftswahl 2022 antreten und sich gegen Bolsonaro durchsetzen.

## Politik

### Überblick

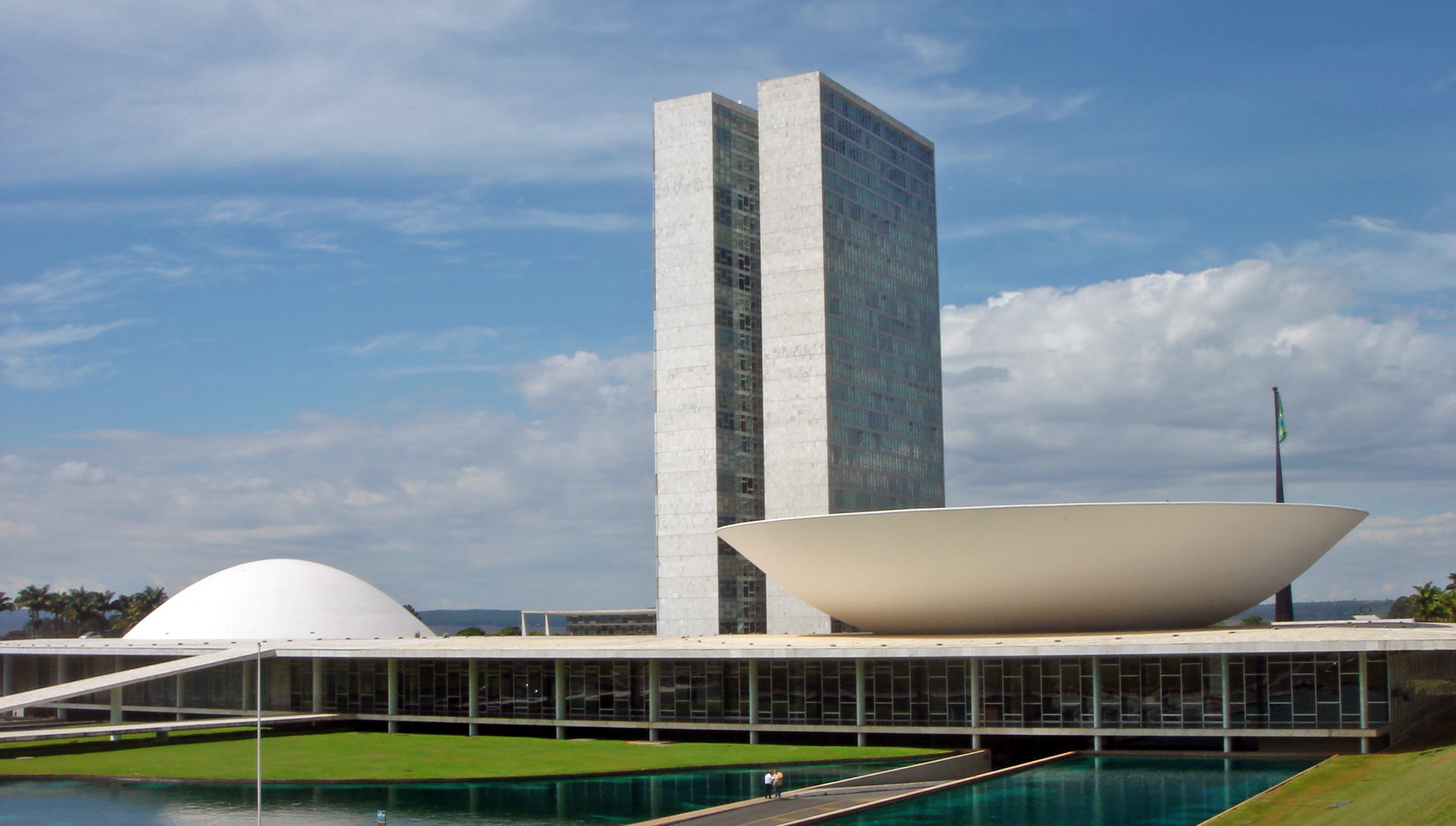
Das Kongressgebäude in Brasília

Brasilien ist eine präsidiale Bundesrepublik. Sie besteht aus Bund, Bundesstaaten und Kommunen. Die gesetzgebende Gewalt im Bund wird vom Nationalkongress ausgeübt (Abgeordnetenkammer und Senat). Die 513 Abgeordneten werden für 4 Jahre, die 81 Senatoren für 8 Jahre gewählt. Die gegenwärtige Verfassung wurde am 5. Oktober 1988 beschlossen und seither mehrfach ergänzt.

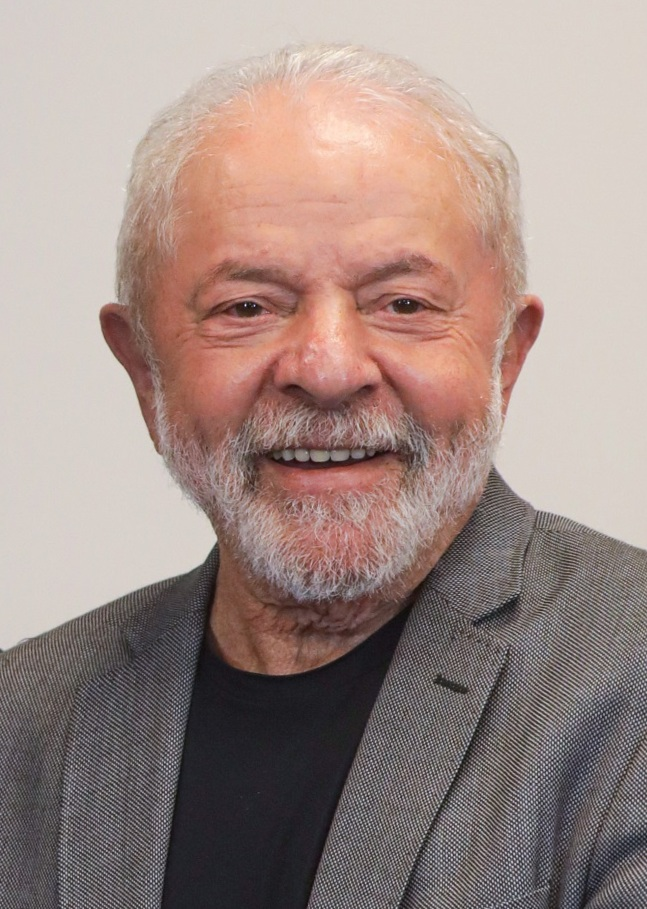
Präsident Luiz Inácio Lula da Silva, 2022

Die Bundesregierung besteht aus dem Staatsoberhaupt (zugleich Regierungschef), dem Vizepräsidenten sowie den derzeit 26 Bundesministern. Der Präsident wird mit einer absoluten Mehrheit der Stimmen für eine Amtsperiode von vier Jahren direkt vom Volk gewählt. Im Anschluss daran kann die Person einmal wiedergewählt werden (oder erneut nach Unterbrechung). Sie besitzt eine weitreichende exekutive Gewalt, ist Staatsoberhaupt und Regierungschef und stellt das Kabinett zusammen.
Brasilien gliedert sich in 26 Bundesstaaten sowie den Bundesdistrikt mit der Hauptstadt Brasília. Die Bundesstaaten besitzen eigene Verfassungen und Gesetze, die den Grundsätzen der Bundesverfassung entsprechen müssen. Die Regierungschefs der Bundesstaaten, die Gouverneure, werden für 4 Jahre direkt gewählt.
Die letzten Präsidentschafts-, Gouverneurs- und Parlamentswahlen fanden im Oktober 2022 statt, die letzten Kommunalwahlen (Eleições municipais) im November 2020 (erster Wahlgang am 15. November, Stichwahlen am 29. November).
Brasilianische Demokratie – Korruption
Nur Parteimitglieder können gewählt werden. Eine Parteigründung erfordert unter anderem die Beibringung von mindestens 500.000 Unterschriften aus mindestens einem Drittel aller Bundesstaaten.
Ein politisches Problem Brasiliens sind schwache Parteien ohne ideologisch begründete Programme. Diese bilden Koalitionen, die bisher nur kurz hielten, somit müssen Gesetze meist durch Absprachen verabschiedet werden. Viele kleine Parteien und Korruption (1992 wurde der damalige Präsident Fernando Collor de Mello aus diesem Grund des Amtes enthoben) führen zu einer politisch sehr instabilen Lage und zu einer nahezu zur Untätigkeit verdammten öffentlichen Verwaltung.

### Parlament

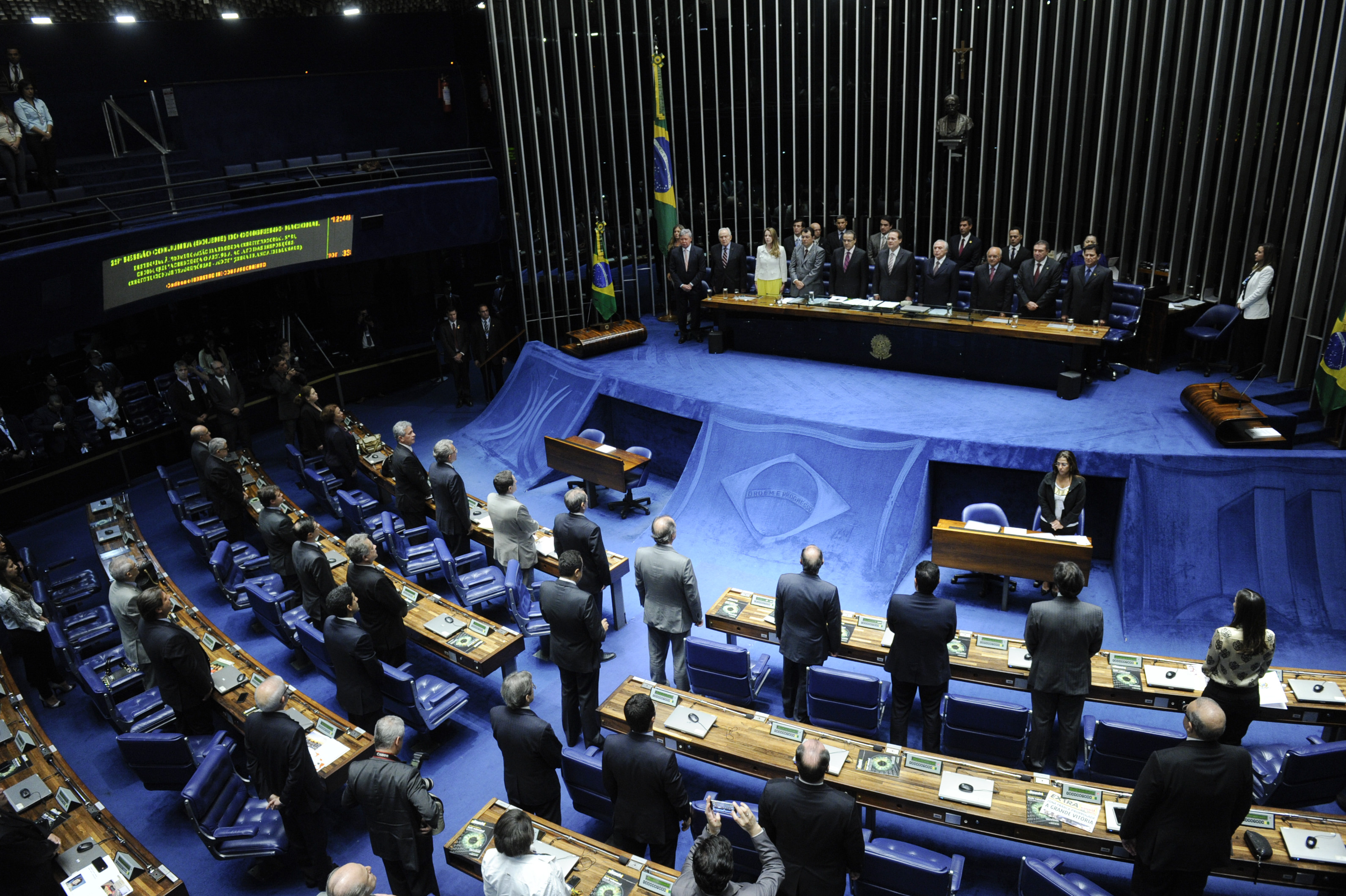
Bundessenat

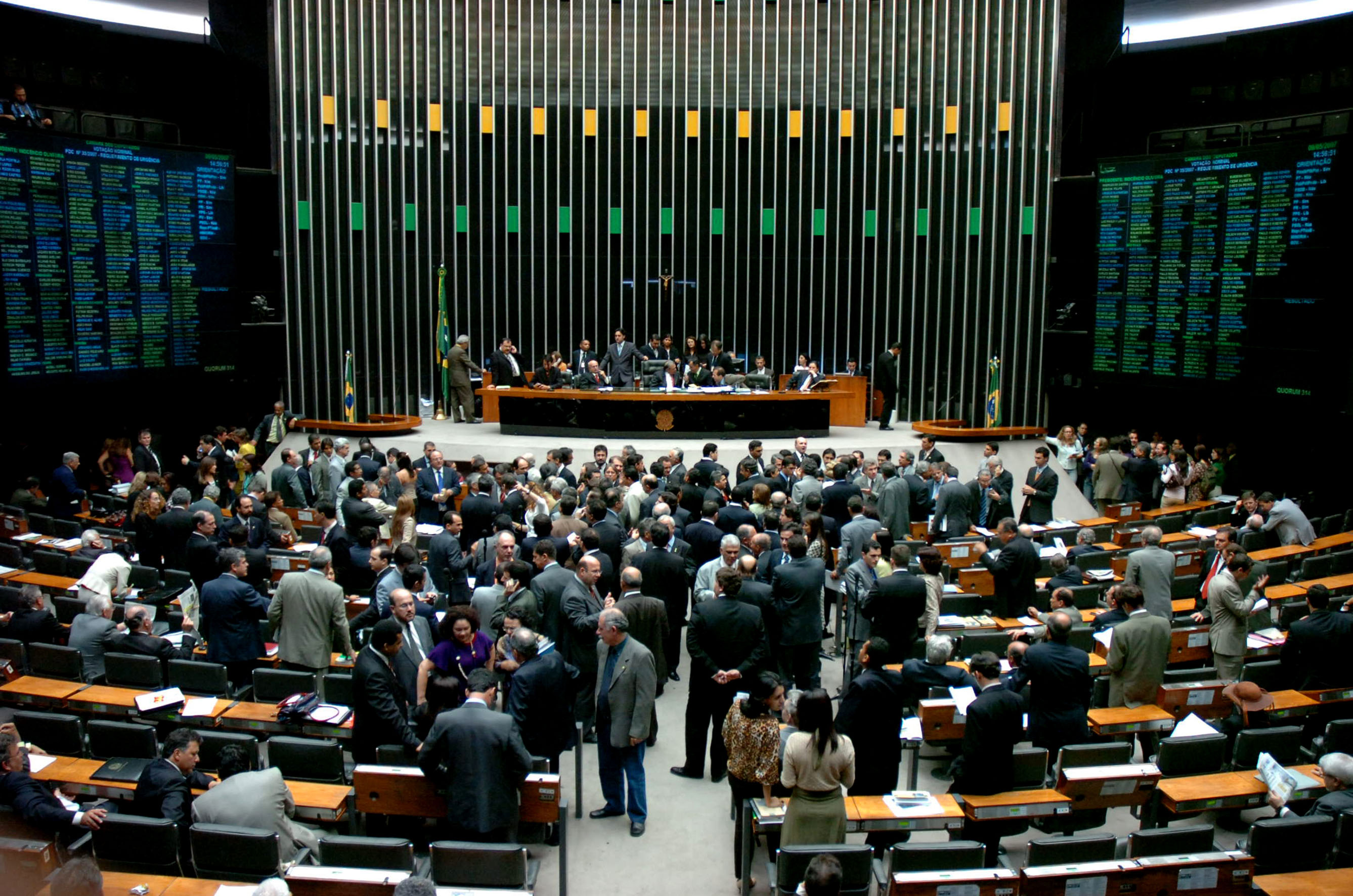
Abgeordnetenkammer

Das brasilianische Parlament, der Nationalkongress oder Congresso Nacional, besteht aus zwei Kammern:
- Der Bundessenat, portugiesisch Senado Federal do Brasil, setzt sich aus 81 Senatoren zusammen. In jedem der 26 Bundesstaaten und dem Bundesdistrikt werden nach dem Mehrheitswahlrecht drei Senatoren für Amtsperioden von acht Jahren gewählt. In der Liste der Senatoren Brasiliens sind derzeit (Juli 2019) 16 Parteien und zwei Parteilose vertreten, die meisten Senatoren stellt der MDB mit 12 Senatoren.
- Die Abgeordnetenkammer, portugiesisch Câmara dos Deputados do Brasil, hat 513 Sitze. Die Abgeordneten werden nach einer Abwandlung des Verhältniswahlrechts für Amtsperioden von vier Jahren gewählt. Ein Wähler aus dem kleinsten Bundesstaat hat dabei etwa so viel Einfluss wie acht bis neun Wähler aus dem größten. Nach den Wahlen von 2018 haben 25 Parteien und ein Parteiloser den Einzug in die Abgeordnetenkammer geschafft, wovon 14 Parteien mit 350 Abgeordneten dem regierungstreuen Block und 8 Parteien mit 141 Abgeordneten der Opposition zugeordnet werden, 22 Abgeordnete gelten als Unabhängige. Die größten Fraktionen stellen der Partido Social Liberal (PSL) und der Partido dos Trabalhadores (PT) mit jeweils 55 Abgeordneten.

### Recht
An der Spitze der brasilianischen Gerichtsbarkeit steht das Supremo Tribunal Federal mit Sitz in der Hauptstadt Brasília.

### Politische Indizes
| Name des Index                     | Indexwert    | Weltweiter Rang | Interpretationshilfe | Jahr |
| ---------------------------------- | ------------ | --------------- | --- | ---- |
| Fragile States Index               | 70,3 von 120 | 78 von 179      | Stabilität des Landes: erhöhte Warnung 0 = sehr nachhaltig / 120 = sehr alarmierend Rang: 1 = fragilstes Land / 179 = stabilstes Land | 2024 |
| Demokratieindex                    | 6,49 von 10  | 57 von 167      | Unvollständige Demokratie 0 = autoritäres Regime / 10 = vollständige Demokratie                                                       | 2024 |
| Freedom in the World Index         | 72 von 100   | —               | Freiheitsstatus: frei 0 = unfrei / 100 = frei                                                                                         | 2024 |
| Rangliste der Pressefreiheit       | 63,8 von 100 | 63 von 180      | Erkennbare Probleme für die Pressefreiheit 100 = gute Lage / 0 = sehr ernste Lage                                                     | 2025 |
| Korruptionswahrnehmungsindex (CPI) | 34 von 100   | 107 von 181     | 0 = sehr korrupt / 100 = sehr sauber                                                                                                  | 2024 |

### Parteien
In der Innenpolitik Brasiliens spielen Parteien insgesamt eine weniger zentrale Rolle als zum Beispiel in Deutschland. Die Parteienlandschaft ist stark zersplittert.
Im Senat sind derzeit in der 56. Legislaturperiode (Stand Januar 2019) folgende Parteien vertreten (in Klammern Anzahl der Senatoren):
- jeweils ein Senator kommt aus den folgenden sechs Parteien: SD, PROS, PRP, PTC, PRB und PSC
- ein Senator ist parteilos, von den 81 Senatoren sind 13 weiblich.

Im Abgeordnetenhaus sind derzeit in der 56. Legislaturperiode (Stand 2019) 25 Parteien (in Klammern Anzahl der Sitze):

Wichtige Parteien des letzten Jahrhunderts, die mittlerweile aufgelöst sind:
- Partido Comunista Brasileiro (PCB): kommunistisch, Gründung: 1922, Auflösung: 1992 (ersetzt durch die gemäßigt-sozialdemokratische PPS)
- União Democrática Nacional (UDN): konservativ und klassisch-liberal, Gründung: 1945, Auflösung: 1965
- Aliança Renovadora Nacional (ARENA): vom Militär kontrollierte Partei, Gründung: 1966, Auflösung: 1979 (ersetzt durch Partido Democrático Social, PDS)
- Movimento Democrático Brasileiro (MDB): einzige legale Opposition gegen die Militärregierung, Gründung: 1966, Auflösung: 1979 (ersetzt durch PMDB)

### Innenpolitik

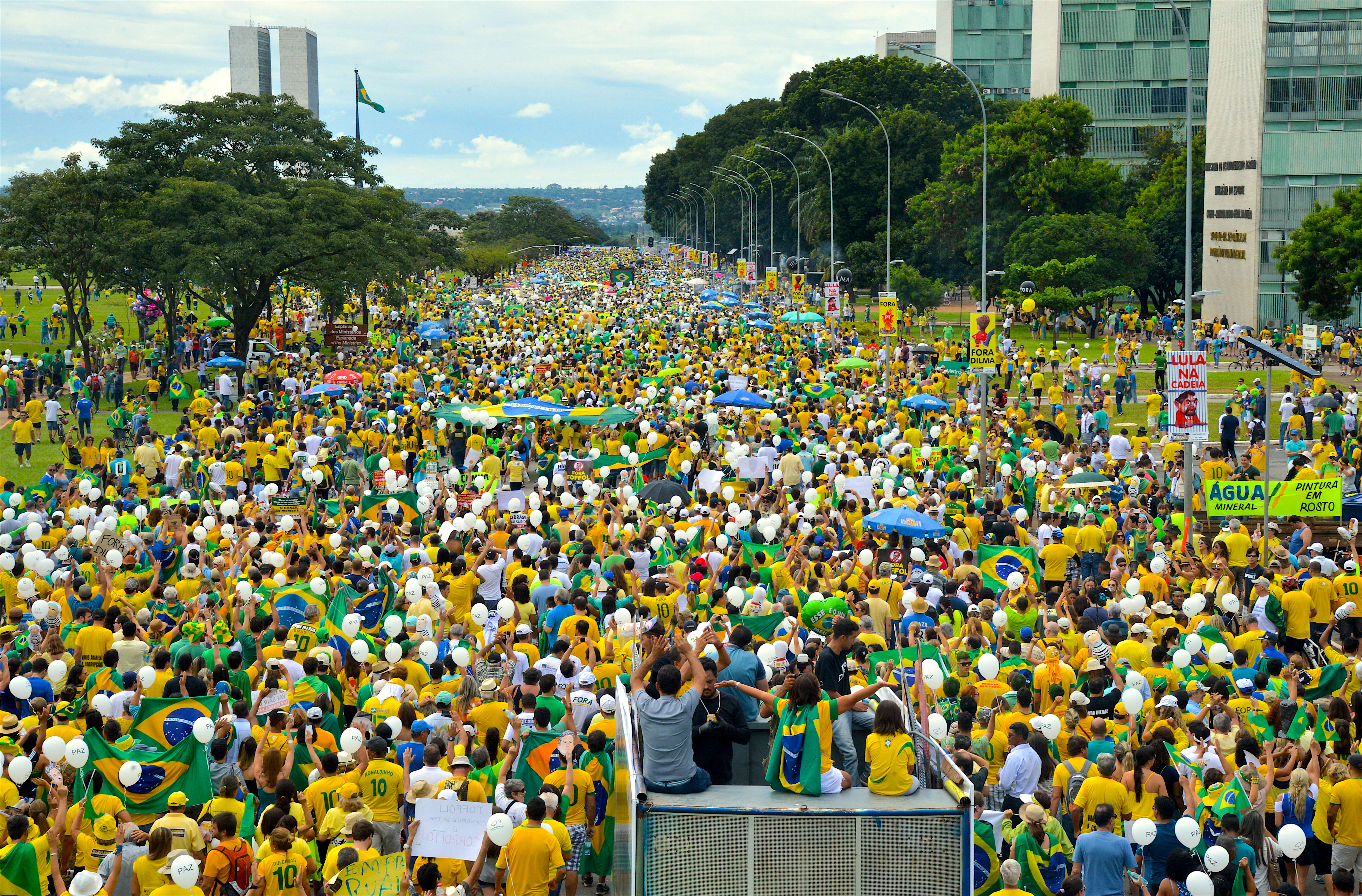
Massenproteste gegen Korruption in Brasilien, 2016

Die Wahl 2002, die in einem klaren Sieg der linken Arbeiterpartei PT endete, hatte einen hohen Stellenwert für die Entwicklung der noch jungen Demokratie, denn erstmals wurde ein größerer Machtwechsel vollzogen. Im ersten Jahr der Regierung gelang eine wirtschaftliche Stabilisierung, der wieder einsetzenden Inflation und anderen Problemen wurde konsequent entgegengewirkt. Auch eine Rentenreform wurde gegen Protest aus den eigenen Reihen beschlossen. Der Kampf gegen die Armut wurde mit verschiedenen Programmen und durchwachsenem Erfolg angegangen.
Die schwerste Krise der Legislaturperiode durchlebte die Regierung Lulas im Sommer 2005. Der PTB, Koalitionspartei in der Regierung, wurde Korruption vorgeworfen, was deren Vorsitzender Roberto Jefferson massiv bestritt und ähnliche Vorwürfe gegen zwei andere Regierungsparteien richtete. Sie würden ein Monatsgeld erhalten und dann den Gesetzesvorschlägen kollektiv zustimmen. Finanziert werde das angeblich durch Spenden großer Unternehmen, die dafür Staatsaufträge bekommen hätten. Daraufhin nahmen die Polizei und Untersuchungsausschüsse des Kongresses Ermittlungen auf, die immer mehr finanzielle Nebengeschäfte der Politiker aufdecken konnten. Dutzende Politiker – auch Berater des Präsidenten und Minister der Regierungsparteien, insbesondere des sich bis dahin als „sauber“ präsentierenden PT – legten ihr Mandat im Kongress nieder. Auch wenn eine persönliche Verwicklung bisher nicht nachgewiesen werden konnte, litt das Ansehen des Präsidenten stark unter den Vorwürfen. Reformen zum Wahl- und Parteifinanzierungssystem wurden in Angriff genommen, aber noch nicht beschlossen.
Antiamerikanismus ist in einigen Bevölkerungsteilen vorhanden. Manche Brasilianer betrachten die US-Politik als „neoimperialistisch“ oder zumindest „hegemoniell“ und befürchten eine zu starke Einflussnahme der USA auf Lateinamerika. Lula setzte sich seinerseits für ein starkes Lateinamerika ein und ging auf vorsichtige Distanz zur amerikanischen Politik. In der bisherigen Außenpolitik wurde ein offener Streit mit den USA aber vermieden. Gleichzeitig distanzierte sich Lula jedoch vom sozialistischen/marxistischen Kurs des ehemaligen venezolanischen Präsidenten Hugo Chávez, obwohl in den folgenden Jahren die Wirtschaftsbeziehungen intensiviert wurden. Dilma Rousseff hat die Beziehungen zu Venezuela unter Maduro hingegen leicht abgeschwächt, mitunter wegen der weiter angespannten wirtschaftlichen, politischen und menschenrechtlichen Situation in Venezuela. Michel Temer bekräftigte nach der amerikanischen Präsidentschaftswahl 2016 die amerikanisch-brasilianischen Beziehungen und setzt auf eine Intensivierung der Wirtschaftskooperation.
Auch unter der Regierung Rousseffs nach Lula hat sich die innenpolitische Lage mit Hinsicht auf die Wirtschaft und Sicherheitslage nicht signifikant verändert. Dies und der verspürte Stillstand im Land führten unter anderem zu sozialen Spannungen und Protesten im Vorfeld der Fußball-WM 2014 in Brasilien. Nachdem der Senat in einer Abstimmung am 31. August 2016 nach anhaltenden Skandalen und starker oppositioneller Kritik endgültig für die Absetzung Rousseffs befand, übernahm Michel Temer die Funktion des Staatschefs mit einer liberal-konservativen Regierung bis zur nächsten Wahl 2018. Nach seiner Amtsübernahme kündigte Temer Kürzungen, Entlassungen, Privatisierungen, eine Rentenreform und die Liberalisierung des Arbeitsmarkts an, um der Rezession und schwierigen wirtschaftlichen Lage entgegenzuwirken sowie um den Staatshaushalt zu entlasten. Ein stark wachsender Teil des Staatshaushaltes von über 10 Prozent wird allein für die Renten aufgewendet.
Während eines Polizeistreiks für höhere Löhne im Februar 2017 kam es im Südosten Brasiliens im kleinen Bundesstaat Espirito Santo zu mehr als hundert Morden.

### Menschenrechte
2014 machte die Nationale Wahrheitskommission in ihrem Schlussbericht eine Vielzahl an Menschenrechtsverletzungen publik, die während der Militärdiktatur der Jahre 1964 bis 1985 begangen worden waren. Aufgrund des Amnestiegesetzes von 1979 gibt es keine juristische Aufarbeitung.
Die schwerwiegendsten derzeitigen Menschenrechtsverletzungen betreffen den Menschenhandel, wobei die sexuelle Ausbeutung von Kindern und Jugendlichen hervorgehoben wird, dann die exzessive Gewaltanwendung durch Polizei und Gefängnispersonal bis hin zu Folter und illegalen Hinrichtungen, die meist ungeahndet bleiben. Auch werden die Haftbedingungen als unzumutbar bezeichnet. Marginalisierte und Bewohner der Favelas sind am häufigsten Opfer dieser Gewaltanwendungen. In mehreren Bundesstaaten werden in einem Bericht Zwangsarbeit und Kinderarbeit konstatiert.
Indigene Völker und ethnische Minderheiten werden diskriminiert. Konflikte um Land führten zu zahlreichen Tötungen, Tausende wurden Opfer von Zwangsräumungen. Die Aufarbeitung von Menschenrechtsverletzungen verläuft schleppend oder versandet.

### Außenpolitik

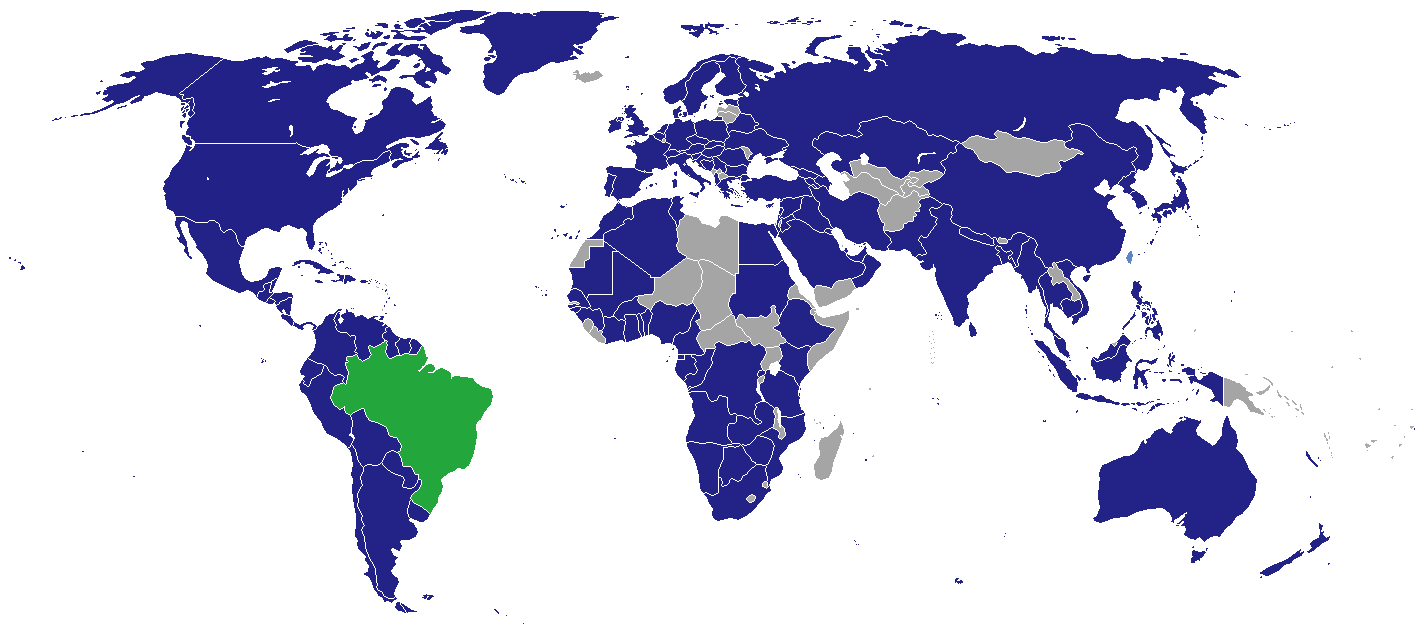
Standorte der diplomatischen Vertretungen (Botschaften und Konsulate, ohne Honorarkonsulate)

Brasilien als größtes Land Lateinamerikas (Fläche, Bevölkerung, Wirtschaft) nimmt eine regionale und globale Führungsrolle ein. Zu den wichtigsten Zielen und Schwerpunkten der brasilianischen Außenpolitik gehören:
- Pflege der Beziehungen zu den Ländern in der Region, etwa im Rahmen der Regionalorganisationen UNASUR und MERCOSUL, sowie den traditionellen Partnern in Nordamerika und Europa, darunter Deutschland. Darüber hinaus verfolgt Brasilien Ziele der wirtschaftlichen Zusammenarbeit im Rahmen der sogenannten BRICS-Staaten (gemeinsam mit Russland, Indien, China und Südafrika). Auch die Beziehungen zu afrikanischen Staaten, insbesondere wirtschaftliche, geopolitische und militärische Kooperationen, haben für Brasilien an Bedeutung gewonnen, neben den brasilianisch-südafrikanischen Beziehungen sind etwa die wirtschaftlich wichtigen Beziehungen zu Angola oder die strategisch-militärisch zunehmende Beziehung zu São Tomé und Príncipe zu nennen.
- Strukturelle Stärkung des Einflusses Brasiliens als Stimme des Südens und wichtigem Akteur der Süd-Süd-Kooperation auf die Gestaltung der Globalisierung, namentlich durch Reform der UN (Ständiger Sitz für Brasilien in einem zu erweiternden UN-Sicherheitsrat) und durch Besetzung von Führungspositionen in internationalen Organisationen.
- Inhaltliche Mitgestaltung der Politik zu globalen Fragen, neben Finanz- und Wirtschaftspolitik namentlich auch Umwelt-, Klima- und Entwicklungspolitik.[111]

Brasilien ist Mitglied u. a. folgender internationaler Organisationen:
- Vereinte Nationen (seit 1945)Die BRICS-Staatenlenker am 15. Juli 2014 in BrasilienJair Bolsonaro mit Donald Trump

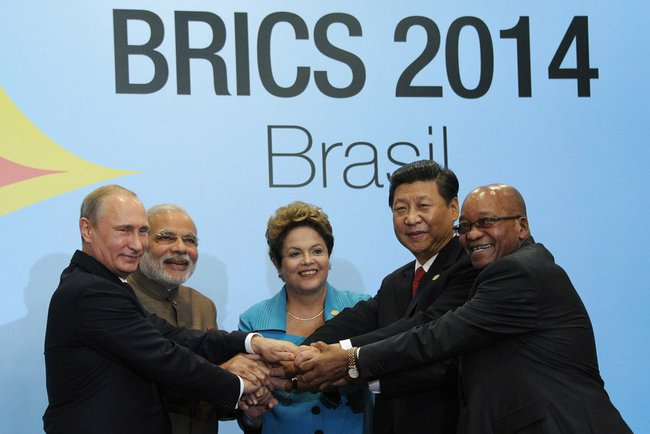
Die BRICS-Staatenlenker am 15. Juli 2014 in Brasilien

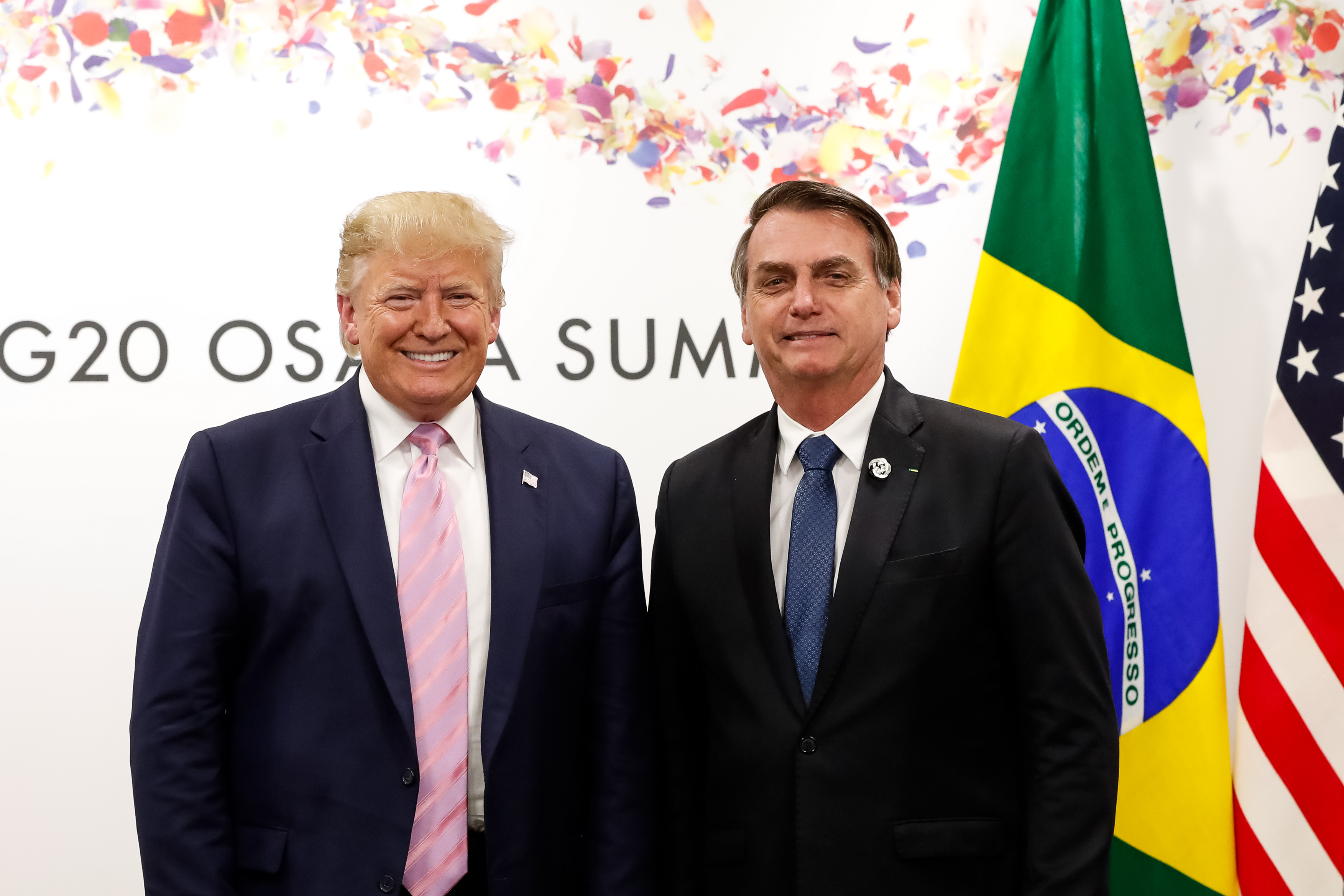
Jair Bolsonaro mit Donald Trump

- Organisation Amerikanischer Staaten (port. Organização dos Estados Americanos, OEA)
- Gemeinschaft der Lateinamerikanischen und Karibischen Staaten (CELAC)
- Mercosur
- G20 (Gruppe der zwanzig wichtigsten Industrie- und Schwellenländer)
- G20 der Entwicklungsländer
- Bewegung der Blockfreien Staaten
- Iberoamerika-Gipfel
- Gemeinschaft der Portugiesischsprachigen Länder
- Rio-Gruppe
- Union Südamerikanischer Nationen (hervorgegangen aus dem Südamerika-Gipfel)
- BRICS-Staaten
- Internationale Kakao-Organisation

### Militär

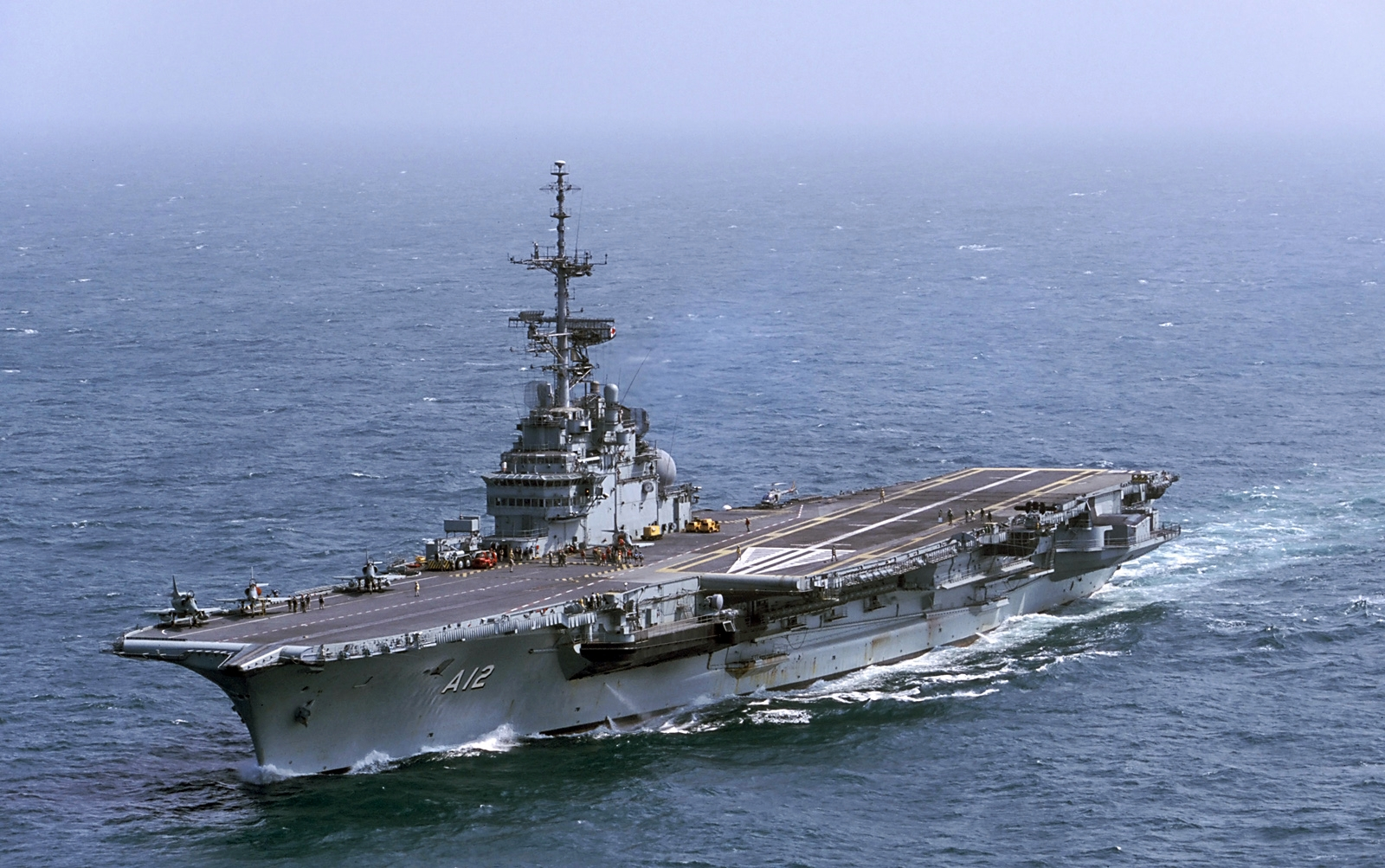
Die São Paulo

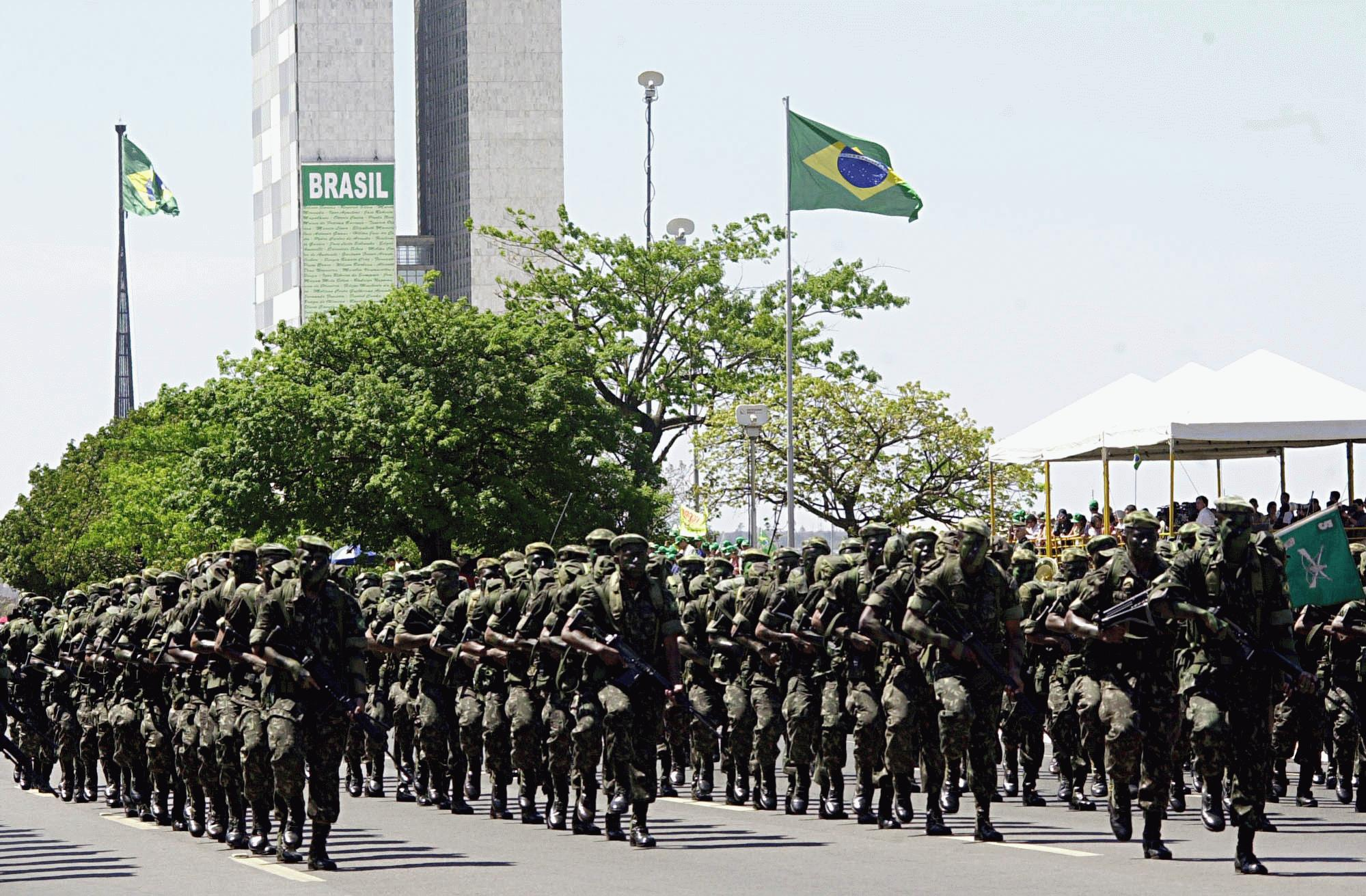
Soldaten der brasilianischen Streitkräfte

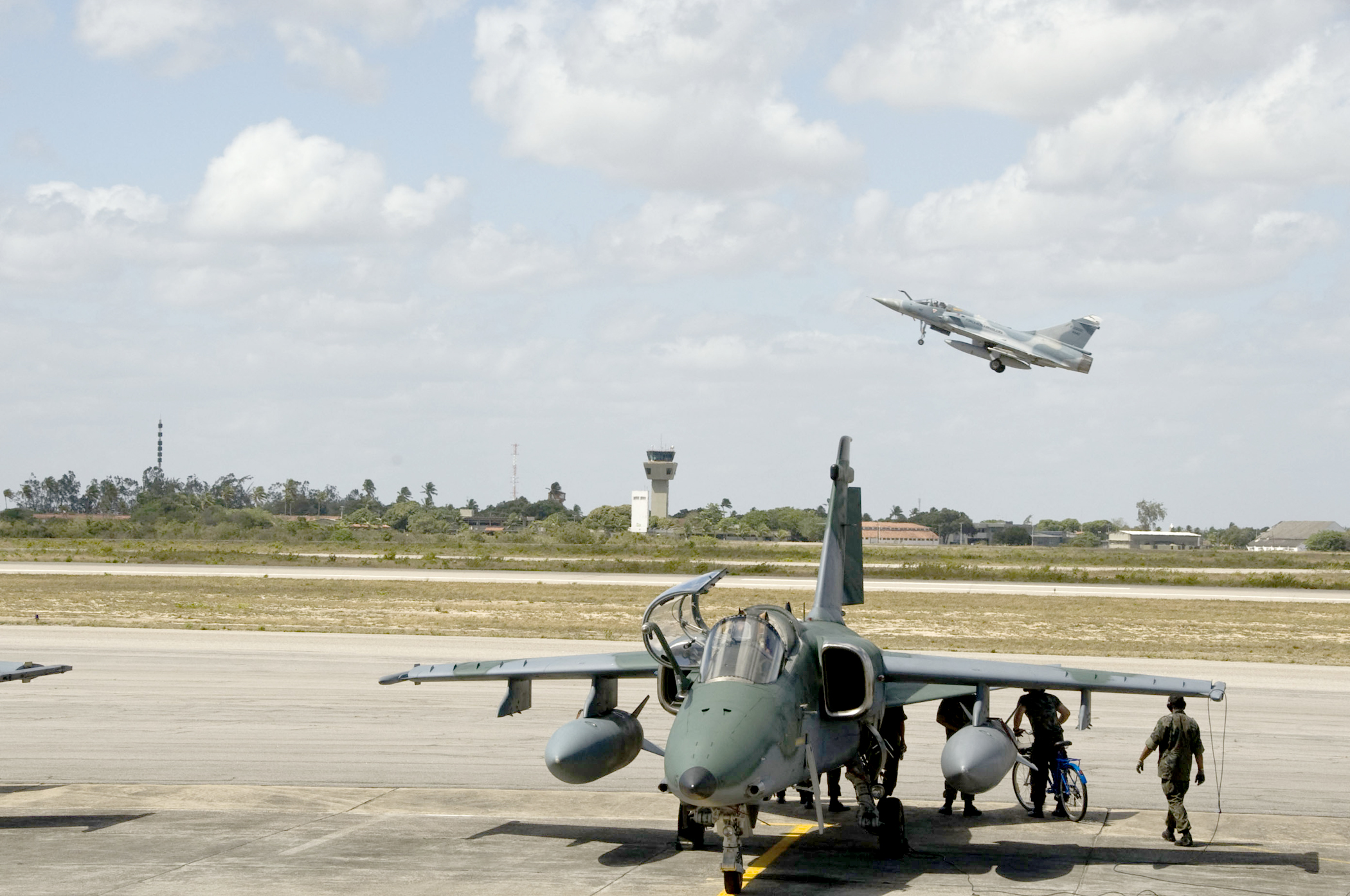
Mirage 2000 (in der Luft) und AMX-Kampfflugzeuge der brasilianischen Luftwaffe

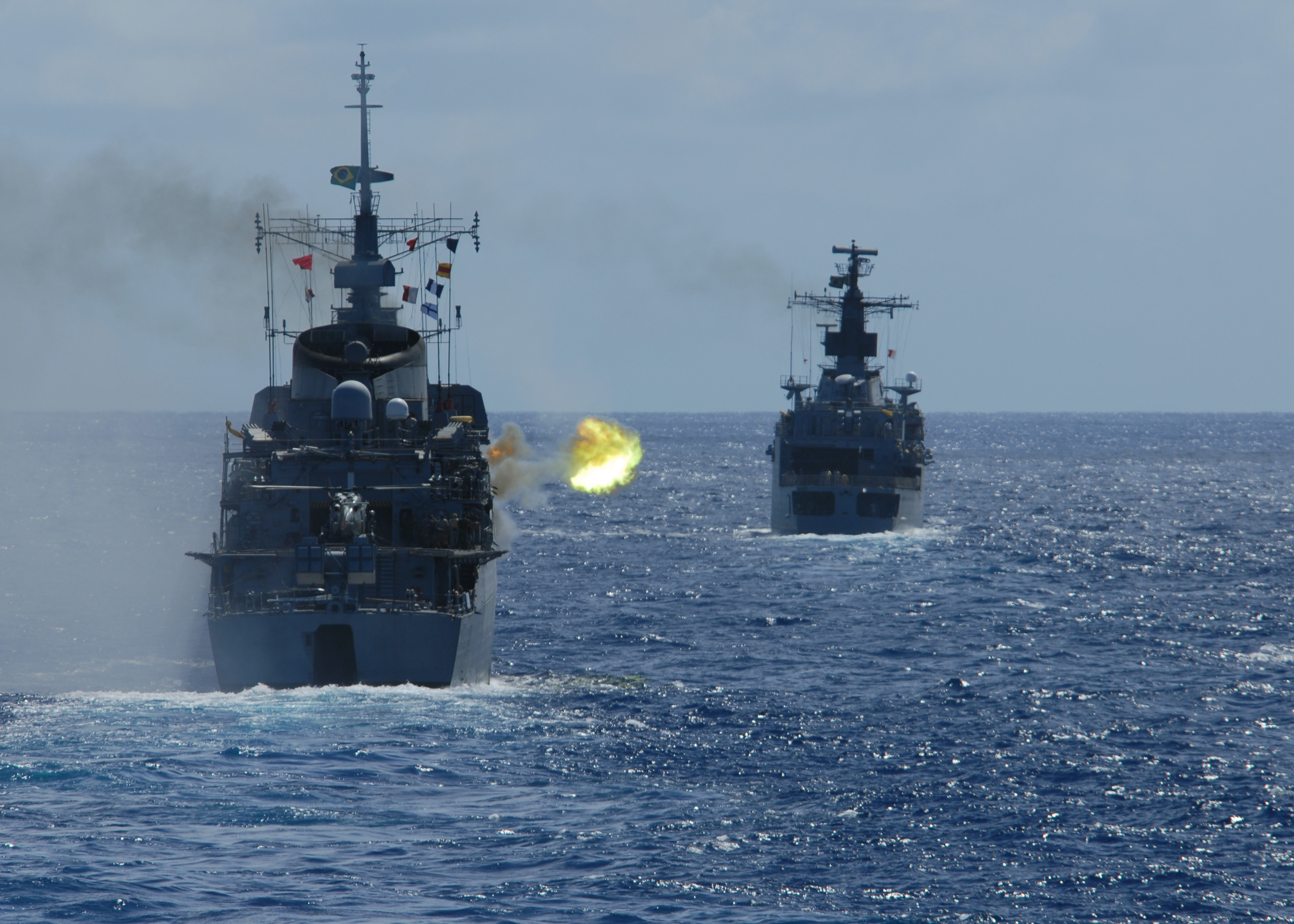
Die Fregatte Bosisio der brasilianischen Marine (F48) feuert auf eine Drohne während eines Manövers mit der amerikanischen und mexikanischen Marine.

Nach den Jahrzehnten der Militärdiktatur herrscht in Politik und Bevölkerung eine gewisse Vorsicht gegenüber den Streitkräften. Darüber hinaus sieht sich das Land keiner wirklichen äußeren Bedrohung gegenüber. Die lateinamerikanischen Staaten sind untereinander militärisch verbündet, was Sicherheit und Stabilität in der Region festigt.
Es besteht eine allgemeine Wehrpflicht für wehrfähige Männer über 18 Jahren. Der Etat des Verteidigungsministeriums lag nach einem Höhepunkt im Jahr 2014 mit 25 Milliarden im Jahr 2016 bei etwas über 23 Milliarden US-Dollar. und seit 2006 im Bereich von 1,3 bis 1,5 Prozent des BIP. Noch im Jahr 1992 waren die Ausgaben auf 8 Milliarden gefallen im Vergleich zu 14 Milliarden im Jahr 1988.
Mit etwa 190.000 Mann ist das Heer die bei weitem größte Teilstreitkraft Brasiliens. Mit etwa 500 Kampfpanzern und 1500 gepanzerten Fahrzeugen wäre das Land im Ernstfall kaum in der Lage, das weite und schwer zugängliche Hinterland zu sichern. In Friedenszeiten wird die Armee auch zum Katastrophenschutz und Rettungsdienst sowie für wissenschaftliche Dienste (auf der Antarktis-Forschungsstation Comandante Ferraz) eingesetzt. Zudem werden die Bundesstraßen vom Militär gebaut.
Innerstaatliche Bedrohungen, wie Kriminalität oder Terrorismus sind in Brasilien Sache der Polizeikräfte. Das Militär kann auf Anfrage des Gouverneurs im betroffenen Bundesstaat auch für polizeiliche Tätigkeiten eingesetzt werden, sofern der Notstand deklariert wird, so z. B. in der Stadt Rio de Janeiro 2008 und 2017.
Die Luftwaffe beschäftigte im Jahr 2005 73.500 Personen und ist damit die größte in Lateinamerika. Ihrer aufgrund der riesigen Landflächen und weiten Seegebiete hohen Bedeutung gemäß ist die Luftwaffe modern ausgestattet. Flugzeuge und Helikopter stammten zumeist aus den USA oder aus Europa, aber auch vom brasilianischen Flugzeugbauer Embraer, um das Militär unabhängig von ausländischen Importen zu machen.
Auch die Marine ist modern und gut ausgerüstet. Durch das große Flusssystem, das sich bis weit ins Landesinnere erstreckt, ist die Marine auch im Inland einsetzbar. Sie besitzt daher viele Patrouillenboote und leichte Kampfschiffe, die die Binnengewässer sichern. In dieser Funktion unterstützt die Marine auch das brasilianische Heer und besitzt Amphibienfahrzeuge und sogar Kampfpanzer. Für den Einsatz auf hoher See stehen mehrere Kampfschiffe zur Verfügung sowie einige modifizierte U-Boote aus deutscher Fabrikation. Brasilien unterhält außerdem einen Flugzeugträger.
Brasilien ist der fünftgrößte Waffenexporteur der Welt. Während der Militärdiktatur bestand ein langjähriges, geheimes Kernwaffenprojekt. Deutschland war Brasiliens wichtigster Partner auf dem Gebiet der (friedlich genutzten) Kernenergie und unterstützte das Land unter anderem mit der Lieferung von Kernreaktoren und Anlagen zur Uran-Anreicherung. Wie viel deutsches Wissen und Erfahrung tatsächlich in das Kernwaffenprogramm floss, und inwiefern die deutsche Regierung über das brasilianische Atomprojekt wusste, lässt sich allerdings nur schwer sagen. Wahrscheinlich gab es auch eine Kooperation mit Argentinien, das ebenfalls ein geheimes Atomprogramm unterhielt. In den 80er Jahren war das Kernwaffenprojekt bereits sehr weit entwickelt.
Mit dem Übergang in die Demokratie gab Brasilien schließlich das Vorhaben auf, Kernenergie für militärische Zwecke zu nutzen. Offiziell wurde das Atomwaffenprogramm mit der Unterzeichnung des Atomwaffensperrvertrags 1998 beendet.
Auslandseinsätze und Stützpunkte
Im Jahr 2004 übernahm das Land zum ersten Mal in seiner Geschichte eine größere Verantwortung und Rolle im Rahmen einer UN-Friedensmission in Haiti. 1470 Soldaten waren im Karibikstaat stationiert, und im Juli 2004 übernahm Brasilien die Führung der internationalen Truppen bis zum Abzug im Jahr 2017. Seither ist brasilianisches Militär regelmäßig im Ausland im Einsatz, etwa in der Ausbildung (z. B. in Kolumbien oder Namibia u. a.) oder im Rahmen einer Vielzahl UN-Missionen.
Seit 2014 unterhält die brasilianische Marine in der afrikanischen Inselrepublik São Tomé und Príncipe einen eigenen Stützpunkt im strategisch bedeutenden Golf von Guinea, was seither ein wesentlicher Baustein der brasilianisch-são-toméischen Beziehungen ist. Die Marinebasis ist dem brasilianischen Militärbüro in Angola unterstellt und soll das kleine Land bei seinem Küstenschutz unterstützen, vor allem aber die militärisch-strategische Kooperation mit dem Brasilien gegenüberliegenden Land voranbringen. Diese Kooperation steht im Zusammenhang mit dem Bestreben Brasiliens, das Seegebiet des Südatlantiks und seine dort verlaufenden Handelswege stärker zu kontrollieren. Zu dem Zweck unterhält Brasilien militärische Verbindungsbüros in acht Staaten Afrikas: Südafrika, Namibia, Angola, Nigeria, Kap Verde, Senegal, Mosambik und Ägypten (Stand 2014). Die erste Kooperation mit einem afrikanischen Land ging Brasilien 1994 mit Namibia ein, seither ein wesentliches Verbindungsglied der guten brasilianisch-namibischen Beziehungen.
Am 10. Juli 2007 gab Präsident Luiz Inacio Lula da Silva bekannt, das brasilianische Atomprogramm einschließlich der Anreicherung von Uran und dem etwaigen Bau eines Atom-U-Boots auszuweiten. Dafür sind im Haushalt bis 2015 insgesamt 1040 Milliarden Real (rund 395 Millionen Euro) geplant.

### Staatliche Gliederung

#### Gliedstaaten
Brasilien ist in 26 Bundesstaaten und einen Bundesdistrikt (Distrito Federal) gegliedert.

#### Geographische Großregionen

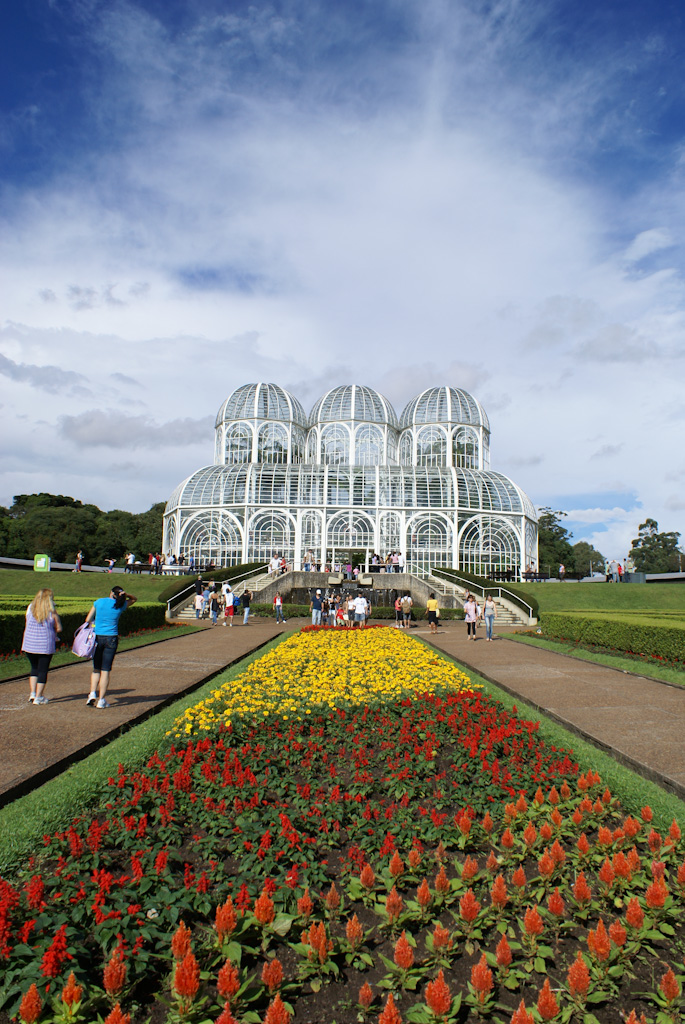
Curitiba, Paraná

Diese werden fünf geostatistischen Großregionen, die keine Verwaltungsregionen sind, zugeordnet:
- Norden (Região Norte):

Acre, Amapá, Amazonas, Pará, Rondônia, Roraima, Tocantins
Der Norden macht 45,27 % der Fläche Brasiliens aus. Gleichzeitig ist es die Region mit den wenigsten Einwohnern. Der Nordwesten ist industriell vergleichsweise wenig entwickelt und nicht sehr gut erschlossen. Dafür beherbergt er mit dem Amazonasbecken das größte Ökosystem der Erde.
- Nordosten (Região Nordeste):

Alagoas, Bahia, Ceará, Maranhão, Paraíba, Pernambuco, Piauí, Rio Grande do Norte, Sergipe
Knapp ein Drittel der Brasilianer leben im Nordosten. Die Region ist kulturell sehr vielseitig. Sie ist geprägt von der portugiesischen Kolonialherrschaft, von der afrikanischen Kultur der ehemaligen Sklaven und nicht zuletzt von indianischen Einflüssen.
- Mittelwesten (Região Centro-Oeste):

Goiás, Mato Grosso, Mato Grosso do Sul, Distrito Federal do Brasil
Die Region verdankt ihre Bedeutung vor allem ihrem Reichtum an Rohstoffen. Dennoch ist der Mittelwesten nicht besonders gut erschlossen. Es werden aber intensive Bemühungen unternommen, die Region zu stärken, u. a durch die Verlegung der Hauptstadt nach Brasília.
- Südosten (Região Sudeste):

Espírito Santo, Minas Gerais, Rio de Janeiro, São Paulo
Im Südosten leben mehr Menschen als in jedem anderen südamerikanischen Land. Mit den Ballungsräumen São Paulo und Rio de Janeiro ist diese Region der wirtschaftliche Motor des Landes.
- Süden (Região Sul):

Paraná, Santa Catarina, Rio Grande do Sul
Der Süden ist die kleinste Region Brasiliens. Die klimatischen Verhältnisse entsprechen etwa denen Südeuropas. Die Region zeigt deutliche kulturelle Einflüsse von deutschen und italienischen Einwanderern, die sich bevorzugt in diesem Gebiet niederließen. Etwa 85 % der Bewohner sind Weiße.

#### Bundesdistrikt
Während des brasilianischen Kaiserreichs war Rio de Janeiro Hauptstadt Brasiliens und hatte den Status Município Neutro (neutrale Stadt), was in etwa einem Hauptstadtdistrikt gleichzusetzen ist. Mit der Schaffung des Bundesstaats und der einhergehenden Umwandlung der Provinzen in Bundesstaaten wurde 1889 aus dem Município Neutro ein Distrito Federal (Bundesdistrikt). 1960 wurde die Hauptstadt nach Brasília verlegt, ebenso der Distrito Federal. Der Sonderdistrikt um Rio de Janeiro war zeitweilig in den Bundesstaat Guanabara umgewandelt, bis Guanabara 1975 in den Bundesstaat Rio de Janeiro eingegliedert wurde.
Der Distrito Federal hat eine besondere Bedeutung. Er ist in der Verfassung festgeschrieben und ist direkt der brasilianischen Regierung unterstellt.

#### Wichtige Städte und Großräume
Im Jahr 2023 lebten 88 Prozent der Einwohner Brasiliens in Städten.
Die bevölkerungsreichsten Großräume (jeweils mit ihrer Hauptstadt) sind São Paulo mit etwa 21,4 Millionen Einwohnern (2017), Rio de Janeiro mit etwa 12,2 Millionen (2017), Belo Horizonte mit etwa 5,9 Millionen (2017), der Hauptstadtdistrikt Brasília mit etwa 4,4 Millionen (2017), Porto Alegre mit etwa 4,2 Millionen (2017), Salvador da Bahia mit etwa 4,0 Millionen (2017), Fortaleza und Recife mit jeweils etwa 3,9 Millionen (2017) und Curitiba mit etwa 3,5 Millionen Einwohnern.

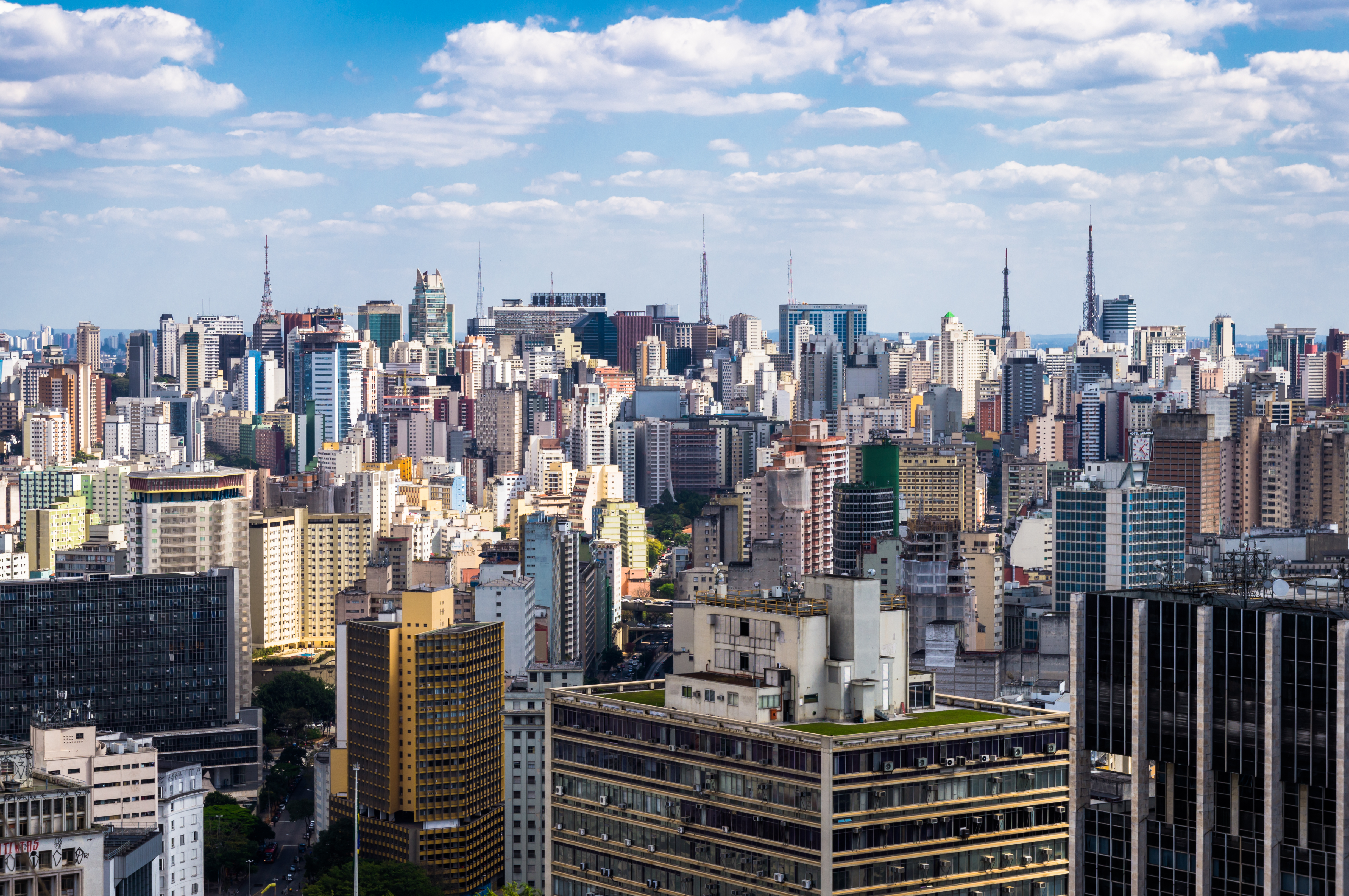
São Paulo

São Paulo ist die größte Stadt Brasiliens, Südamerikas und zugleich die größte der südlichen Hemisphäre und der wirtschaftliche Motor Brasiliens. São Paulo ist das größte deutsche Investitionszentrum außerhalb der EU und der USA. Als industrielles Zentrum des Landes zieht die Stadt kontinuierlich Einwanderer an, so dass sich die Einwohnerzahl innerhalb von 40 Jahren verdoppelte. Dieser rapide Bevölkerungszuwachs brachte der Stadt eine vorrangige Stellung in Bezug auf Finanzen, Kultur und Wissenschaft ein, aber auch Verkehrsprobleme, Umweltverschmutzung und Kriminalität.
Rio de Janeiro war fast 200 Jahre lang Hauptstadt Brasiliens, bis im Jahre 1960 Brasília zur Hauptstadt ernannt wurde. Dennoch ist Rio de Janeiro die bekannteste Stadt des Landes. Bei Touristen ist sie beliebt wegen des Karnevals und der Strände, die zu den schönsten der Welt zählen. Der Tourismus hat in Rio einen hohen wirtschaftlichen Stellenwert, aber auch produzierende Industrie ist in der Stadt beheimatet. Abseits der Urlaubszentren hat die Stadt mit den typischen Problemen einer Großstadt zu kämpfen, vorrangig mit Kriminalität und Armut großer Bevölkerungsteile.
Die Hauptstadt Brasília wurde in den 1960er Jahren innerhalb von drei Jahren erbaut. Sie ist eine klassische Planhauptstadt, wurde von Lúcio Costa im Auftrag des damaligen Präsidenten Kubitschek geplant, und Oscar Niemeyer entwarf die Regierungsgebäude. Brasília sollte ursprünglich als glänzendes städtisches Vorbild dienen. Allerdings ging die Entwicklung in wichtigen Punkten nicht so voran, wie es die Pläne vorsahen, und so ist Brasília in den äußeren Bezirken mittlerweile ebenfalls von Favelas geprägt. Heute hat die Stadt knapp 200.000 Einwohner, die Metropolregion zählt etwa 4,4 Millionen Menschen.

## Wirtschaft

### Wirtschaftsstruktur

#### Wirtschaftliche Indikatoren
| wirtschaftliche Indikatoren     | wirtschaftliche Indikatoren |
| ------------------------------- | --------------------------- |
| Bruttoinlandsprodukt (Atlas)    | 1.873 Mrd. US$ (2021)       |
| Bruttoinlandsprodukt pro Kopf   | 7.518 US$ (2021)            |
| Wirtschaftswachstum             | 4,6 % (2021)                |
| Inflationsrate                  | 8,3 % (2021)                |
| Arbeitslosenquote               | 13,3 % (2021)               |
| Armutsquote unter 5,5 $ pro Tag | 13 % (2021)                 |
| wirtschaftliche Struktur (2021) |                             |
| Landwirtschaft                  | 6,9 %                       |
| Industrie                       | 18,9 %                      |
| Dienstleistungen                | 59,5 %                      |
| Bilanzen (2021)                 |                             |
| Exporte                         | 323,4 Mrd. US$              |
| Importe                         | 307,0 Mrd. US$              |
| Handelsbilanz                   | +16,4 Mrd. US$              |
| Quelle: Weltbank                |                             |

Mit einem Bruttoinlandsprodukt (BIP) von rd. 1800 Mrd. USD (2016) ist Brasilien die neuntgrößte Volkswirtschaft der Welt. Das Pro-Kopf-Einkommen betrug zur gleichen Zeit ca. 8700 USD. Die wirtschaftliche Struktur Brasiliens ist gekennzeichnet durch die Kernsektoren Dienstleistungen mit ca. 65 %, Industrie mit 17 % und Agrarwirtschaft mit ca. 6,7 % BIP-Anteil („Agrarbusiness“/Produktion und Verarbeitung von Agrarrohstoffen insgesamt 25 % des BIP).
Hohe Wachstumsraten und solider Beschäftigungszuwachs erhöhten bis vor wenigen Jahren signifikant das globale wirtschaftspolitische Interesse an Brasilien. Dank der Explosion der weltweiten Rohstoffpreise, steigender Löhne und eines verbesserten Zugangs zu Verbraucherkrediten konnte das BIP kräftig expandieren.
Als sich vor wenigen Jahren jedoch das Ende des Wirtschaftsbooms angesichts sinkender Rohstoffpreise, steigender Verschuldung des Privatsektors und sehr niedriger Produktivität ankündigte, versuchte die Regierung, durch höhere Staatsausgaben und Subventionen das Wirtschaftswachstum künstlich hochzuhalten – mit dem Ergebnis eines dramatischen Haushaltslochs (Fiskaldefizit liegt bei ca. 10 %) und eines zunehmend erodierenden Vertrauens von Unternehmern, Investoren und Konsumenten. Brasilien befindet sich nun in einer schweren Rezession.
Nachdem das BIP 2015 um 3,8 % gesunken ist, dürfte es 2016 erneut deutlich geschrumpft sein (−3,4 %). Für 2017 wird mit einer leichten Erholung der Wirtschaftsleistung von rund 0,5 % gerechnet. Auch die Lage auf dem Arbeitsmarkt hat sich in den letzten zwei Jahren deutlich verschlechtert. Noch vor einem Jahr lag die Arbeitslosigkeit bei 8,6 % und ist mittlerweile bei über 12 %. Mit über 200 Mio. Einwohnern bleibt der starke Binnenmarkt mit über 80 % Anteil am BIP der Haupt-Konjunkturmotor. Die Außenwirtschaft spielt mit rund 20 %-Anteil am BIP eine vergleichsweise geringe Rolle. Eine besonders große Herausforderung für das Wirtschaftswachstum stellt die – auch im internationalen Vergleich – sehr niedrige und weiter sinkende Investitionsquote von deutlich unter 20 % des BIP dar. Brasilien ist ein Gründungsmitglied der BRICS-Staaten. Die größten Probleme des Landes sind zum einen der Verfall der Rohstoffpreise, der Korruptionsskandal um das Staatsunternehmen Petrobras, die allgemein hohe Korruption im Land, geringe Produktivität der Unternehmen und die schlechte Infrastruktur. Im Jahr 2017 könnte Brasilien wieder zum Wachstum zurückkehren.
Die Arbeitslosenquote lag 2017 bei 11,8 % und ist in den letzten Jahren deutlich angestiegen. Im selben Jahr arbeiteten 9,4 % aller Arbeitskräfte in der Landwirtschaft, 58,5 % im Dienstleistungssektor und 32,1 % in der Industrie. Die Gesamtzahl der Beschäftigten wird für 2017 auf 104,2 Millionen geschätzt.
Die südamerikanische Zollunion Mercosul stärkt zwar den Markt in Lateinamerika, aber neben Brasilien haben auch andere lateinamerikanische Länder wirtschaftliche Probleme, wie z. B. Argentinien, Venezuela und Ecuador. Neben den lateinamerikanischen Staaten sind die Volksrepublik China, die USA und die Europäische Union die wichtigsten Handelspartner. Im Außenhandel hat die Volksrepublik China die USA im März 2009 als wichtigsten Handelspartner Brasiliens überholt.
Ein besonderer Wachstumsschub wurde von der Fußball-Weltmeisterschaft 2014 und den Olympischen Spielen 2016 erwartet, aber bei beiden Großveranstaltungen übersteigen die Kosten die Einnahmen bei weiten. Deshalb ist es im Vorfeld der WM und der Olympischen Spiele zu massiven Protesten gegen die Veranstaltungen gekommen.
Im Global Competitiveness Index, der die Wettbewerbsfähigkeit eines Landes misst, belegt Brasilien Platz 80 von 137 Ländern (Stand 2017–18). Im Index für wirtschaftliche Freiheit belegte Brasilien 2017 Platz 140 von 180 Ländern.

#### „Brasilienkosten“
Hauptproblem bei der Ausschöpfung dieses ökonomischen Potentials sind allerdings die sog. „Brasilienkosten“ (portugiesisch Custo Brasil). Darunter fallen vor allem Kosten durch Korruption, die schlechte logistische Infrastruktur sowie hohe Steuern und Finanzierungskosten verbunden mit Fachkräftemangel im Land. Laut Industrieverband CNI stiegen die Lohnkosten im Jahr 2012 mit 5,1 Prozent doppelt so stark wie die Umsätze der Unternehmen in Brasilien. Wegen schlechter Infrastruktur und weil die Industrie über das riesige Gebiet Brasiliens verstreut ist, verbrennen hohe Logistikkosten 20 Prozent der Umsätze der Unternehmen. Der Custo Brasil bedeutet grundsätzlich hohe Steuern. Begünstigungen zur Förderung von Investitionen werden regional gewährt, vor allem im Hinterland. Ein weiteres Problem sind hohe Finanzierungskosten. Die Notenbank hat seit Mitte 2011 die Zinsen zwar deutlich gesenkt, was auch die Überbewertung der Landeswährung Real korrigiert hatte. Langfristige zinsgünstige Kredite mit einem Niveau von 5 Prozent p. a. vergibt lediglich die nationale Entwicklungsbank BNDES. Finanzierungskosten für ausländische Unternehmen in Brasilien sind höher als für nationale Unternehmen.
- Durch eine Kartellbildung bei grundsätzlichen Gütern wie Stahl, Strom und Telefon sind diese 30–40 % über dem internationalen Durchschnitt.[130]
- Das Netz an Schienen und Wasserstraßen ist unzureichend, das Straßennetz schlecht gewartet. In einem Land dreiundzwanzigmal so groß wie Deutschland ergibt das Probleme mit den Logistikkosten.[130]
- Der Großteil der Steuerlast ist indirekt, was eine negative Steuerprogression ergibt, d. h. Einkommensschwache werden prozentual höher besteuert.[130]

Der Brasilien-Faktor bei Investitionsgütern stieg von 20 % in zwanzig Jahren auf 43 % im Jahr 2022. Zusammen mit der Überbewertung von 40 % des Reals zum Dollar und Euro ergibt sich ein Wettbewerbsnachteil von Faktor zwei.

#### Wirtschaftliche Entwicklung

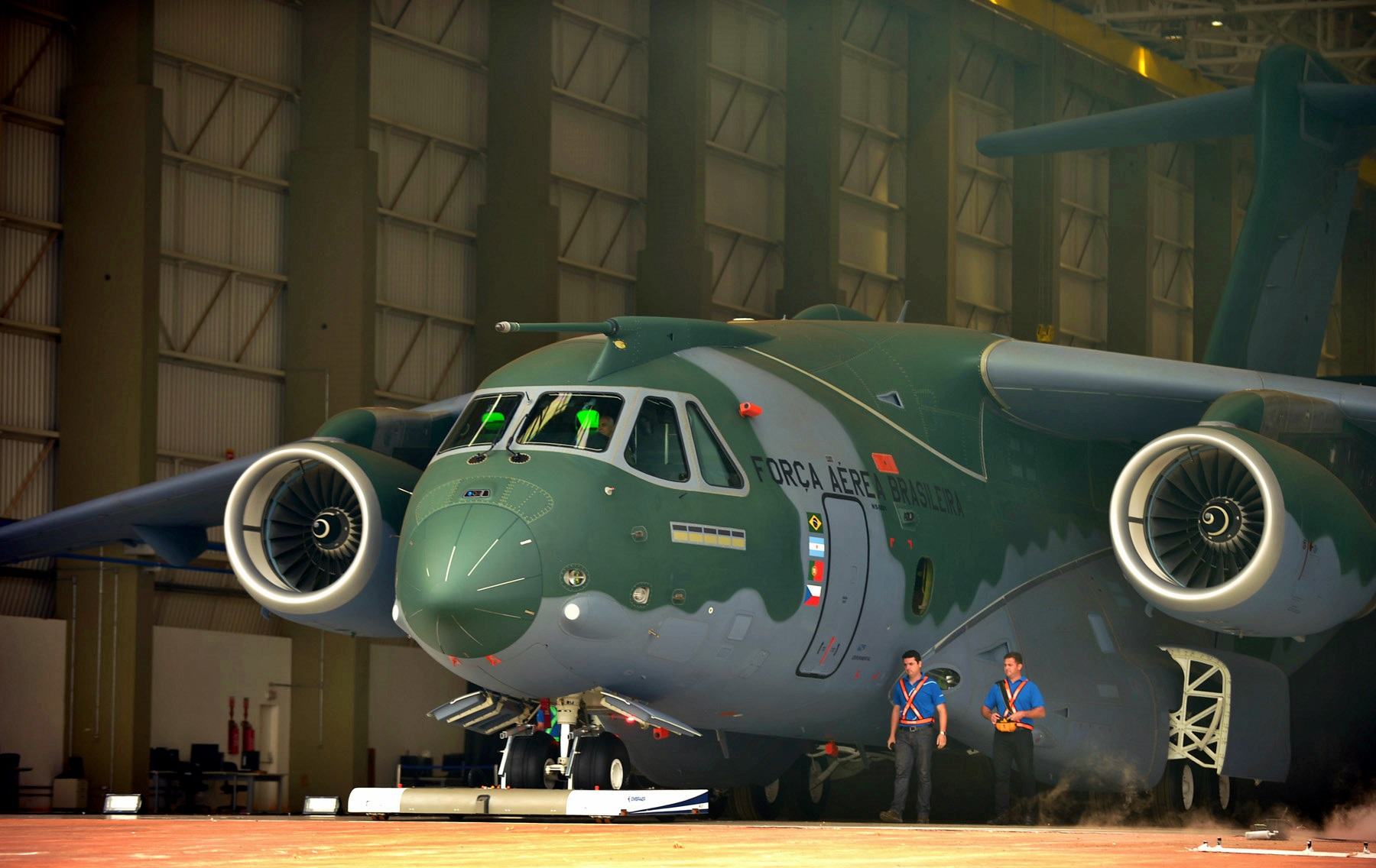
Eine KC-390 des Flugzeugherstellers Embraer

Bis zum Ende des 19. Jahrhunderts lebte die Bevölkerung vor allem vom Export von Agrarprodukten. Dann gab es aufgrund der beginnenden Industrialisierung des Landes einen zunehmenden Mangel an Arbeitskräften, der sich nach Abschaffung der Sklaverei im Jahre 1888 noch weiter verschärft hatte. Dies lockte eine große Zahl von Einwanderern an, die größten Gruppen unter ihnen, neben Portugiesen und Spaniern, waren Deutsche, Italiener, Polen und Japaner.
Während des Ersten Weltkriegs geriet das Land in eine wirtschaftliche Krise, weil die wichtigsten Exportartikel (Kaffee, Zucker etc.) von einem enormen Preisverfall betroffen waren. Hilfe kam durch Kapital und Einwanderer aus Großbritannien. Mit Ausnahme des Ersten Weltkriegs wuchsen die Wirtschaft und das Verkehrsnetz in den ersten 30 Jahren des 20. Jahrhunderts stetig.
1917 kam es zu ersten großen Streikwellen in São Paulo und Rio de Janeiro, auf die die Regierung mit Unterdrückung reagierte. In den 1920er Jahren bildeten sich Arbeiterparteien und Gewerkschaften, doch dies brachte keine stärkere Stellung im Staat mit sich, da sie keine Vertretung in oberen Schichten hatten. Auch die Leutnantbewegung Tenentismo ab 1922 konnte daran nichts ändern, da Versuche einer Revolution scheiterten.
Ein aktuelles Problem der brasilianischen Wirtschaft ist die steigende Urbanisierung und Zuwanderung der Landbevölkerung in die Städte. Allein in Brasilia steigt sie pro Jahr um drei Prozent, was in den Armenvierteln katastrophale Auswirkungen hat.
Mit großen, gut entwickelten Landwirtschafts-, Bergbau-, Produktions- und Dienstleistungssektoren auf der einen Seite und einem großen Vorrat an Arbeitskräften auf der anderen ist die brasilianische Wirtschaft heute die kräftigste Südamerikas und gewinnt auf dem Weltmarkt an Bedeutung. Die wichtigsten Exportprodukte sind Kaffee, Kakao, tropische Früchte, Sojabohnen, Zucker und Eisenerz. 40 % der brasilianischen Agrarausfuhren gehen in die EU, 17 % in die USA.
Anfang 2011 betrug die Anbaufläche für Soja 24,08 Mio. Hektar (240 800 km²). Eine Steigerung von 611 000 Hektar im Vergleich zum Erntejahr 2009/2010. 2020 exportierte Brasilien fast seine gesamte Sojaernte nach China.
Die Zuckerindustrie in Brasilien ist ein bedeutender Wirtschaftsfaktor des Landes. Mit einer Produktion von mehr als 500 Millionen Tonnen Zuckerrohr, die zu etwa gleichen Teilen zu Zucker und Bioethanol und zu einem kleinen Teil zu Zuckerrohrschnaps verarbeitet werden, ist die Zuckerindustrie Brasiliens mit Abstand die größte weltweit. Auf den meist von „Zuckerbaronen“ beherrschten Zuckerrohrplantagen herrschen äußerst schlechte Bedingungen. Menschen arbeiten teilweise in sklavenähnlichen Verhältnissen in riesigen Monokulturen.
Zu den größten Herausforderungen für die brasilianische Wirtschaft zählen nach wie vor die Inflation und die Kluft zwischen einer wohlhabenden, gut ausgebildeten Bevölkerungsminderheit und der schlecht ausgebildeten Mehrheit, die größtenteils am Rande des Existenzminimums lebt. Es gibt eine große Bewegung von Landlosen, die Movimento dos sem terra (MST), die für eine Landreform kämpfen.
| Jahr                                    | 2010   | 2015   | 2016   | 2017   | 2018   | 2019   | 2020   | 2021   | 2022   | 2023   |
| --------------------------------------- | ------ | ------ | ------ | ------ | ------ | ------ | ------ | ------ | ------ | ------ |
| BIP in Mrd. USD (Kaufkraftparität)      | 2.576  | 2.959  | 2.890  | 2.980  | 3.187  | 3.334  | 3.360  | 3.788  | 4.180  | 4.457  |
| BIP pro Kopf in USD (Kaufkraftparität)  | 13.227 | 14.621 | 14.174 | 14.523 | 15.432 | 16.035 | 16.063 | 18.028 | 19.824 | 21.052 |
| BIP-Wachstum (real)                     | 7,5 %  | −3,5 % | −3,3 % | 1,3 %  | 1,8 %  | 1,2 %  | −3,3 % | 4,8 %  | 3,0 %  | 2,9 %  |
| Inflation (in Prozent)                  | 5,0 %  | 9,0 %  | 8,7 %  | 3,4 %  | 3,7 %  | 3,7 %  | 3,2 %  | 8,3 %  | 9,3 %  | 4,6 %  |
| Staatsverschuldung (in Prozent des BIP) | 62 %   | 72 %   | 77 %   | 83 %   | 85 %   | 87 %   | 96 %   | 89 %   | 84 %   | 85 %   |

### Außenhandel
| Ausfuhr (in %) nach | Ausfuhr (in %) nach | Einfuhr (in %) von  | Einfuhr (in %) von |
| ------------------- | ------------------- | ------------------- | ------------------ |
| Volksrepublik China | 30,7                | Volksrepublik China | 22,2               |
| Vereinigte Staaten  | 11,0                | Vereinigte Staaten  | 15,9               |
| Argentinien         | 4,9                 | Deutschland         | 5,4                |
| Niederlande         | 3,6                 | Argentinien         | 4,9                |
| Mexiko              | 2,5                 | Russland            | 4,4                |
| Chile               | 2,3                 | Indien              | 2,8                |
| Spanien             | 2,3                 | Italien             | 2,4                |
| sonstige Länder     | 42,7                | sonstige Länder     | 42,0               |
| Quelle: GTAI        |                     |                     |                    |

| Ausfuhrgüter (Anteil in %)   | Ausfuhrgüter (Anteil in %) | Einfuhrgüter (Anteil in %) | Einfuhrgüter (Anteil in %) |
| ---------------------------- | -------------------------- | -------------------------- | -------------------------- |
| Rohstoffe (ohne Brennstoffe) | 31,7                       | Chemische Erzeugnisse      | 25,3                       |
| Nahrungsmittel               | 24,2                       | Maschinen                  | 13,7                       |
| Erdöl                        | 12,5                       | Elektronik                 | 7,5                        |
| Eisen und Stahl              | 4,6                        | Kfz u. Kfzteile            | 7,4                        |
| Maschinen                    | 4,5                        | Petrochemie                | 7,3                        |
| Chemische Erzeugnisse        | 4,1                        | Elektrotechnik             | 4,6                        |
| Kfz u. Kfzteile              | 3,6                        | Nahrungsmittel             | 4,2                        |
| Petrochemie                  | 3,3                        | Erdöl                      | 3,7                        |
| Quelle: GTAI                 |                            |                            |                            |

|              | 2021      | 2021     | 2022      | 2022     | 2023      | 2023  |
| Mrd. US$     | % gg. Vj. | Mrd. US$ | % gg. Vj. | Mrd. US$ | % gg. Vj. |       |
| ------------ | --------- | -------- | --------- | -------- | --------- | ----- |
| Einfuhr      | 234,7     | 41,1     | 292,3     | 24,6     | 252,7     | −13,6 |
| Ausfuhr      | 280,8     | 34,2     | 334,5     | 19,1     | 339,7     | 1,6   |
| Saldo        | 46,1      |          | 42,1      |          | 87,0      |       |
| Quelle: GTAI |           |          |           |          |           |       |

### Landwirtschaft

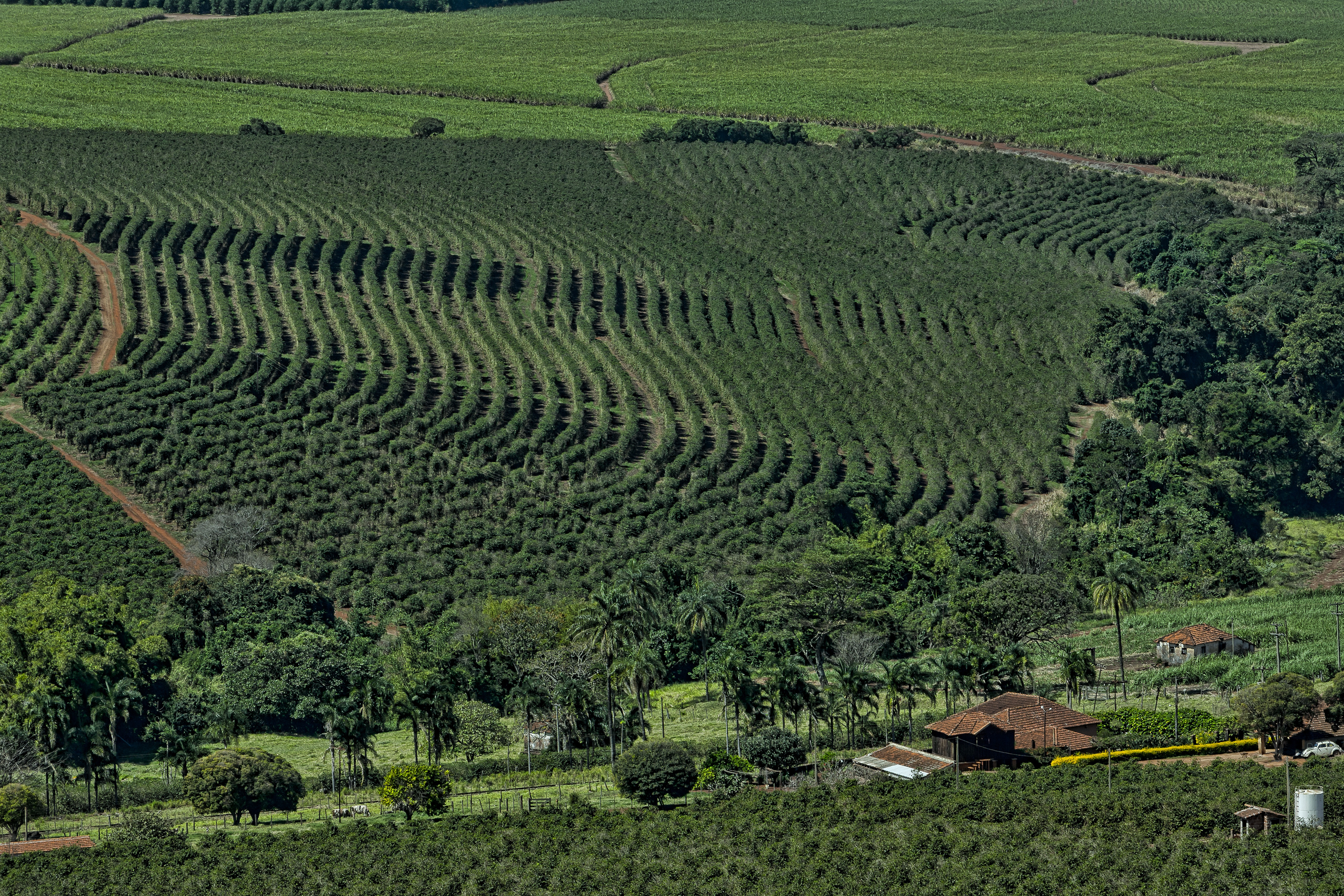
Kaffeeplantage in Brasilien

Die brasilianische Landwirtschaft hat eine große Bedeutung nicht nur für das Land selbst, sondern auch für den Rest der Welt. Theoretisch könnte Brasilien etwa eine Milliarde Menschen ernähren, weshalb es als Ernährer der Welt gilt. Durchschnittlich werden 40 % des Bruttoinlandsproduktes mit der Landwirtschaft und den mit ihr verwandten Industriezweigen erwirtschaftet und etwa 43 % aller Exporte sind landwirtschaftliche Güter. Insgesamt gibt es in Brasilien 248 Millionen Hektar landwirtschaftliche Nutzfläche, wozu jährlich etwa 2 Millionen Hektar Neuland hinzukommen. Speziell in Mittelbrasilien gibt es Fazendas, die Flächen von 100.000 Hektar oder mehr bewirtschaften. Sie haben Brasilien zum Kostenführer bei landwirtschaftlichen Massengütern wie Zucker, Sojabohnen, Mais, Kaffee, Orangensaft, Rindfleisch, Schweinefleisch und Geflügelfleisch werden lassen. Die Landwirtschaft Brasiliens hat ihr Potenzial dabei noch nicht ausgeschöpft, es gibt noch große Landreserven und auch durch Intensivierung der Landwirtschaft könnten die Erträge noch weiter gesteigert werden. Die Entwicklung der Landwirtschaft wird vor allem durch Mängel an der Infrastruktur des Landes, durch die Entfernung der Anbaugebiete zu den Exporthäfen für landwirtschaftliche Produkte und durch den hohen Kapitaleinsatz für die Düngung der Felder begrenzt.
An der brasilianischen Landwirtschaft wird kritisiert, dass sie riesige Mengen an Kunstdünger und Pestiziden einsetzt, dass Produkte für den Export in Monokulturen auf sehr großen Flächen angebaut werden und dass die Arbeitsverhältnisse für die Landarbeiter sehr schlecht sind. Zahlreiche Felder werden heute für den Anbau von Exportprodukten oder von Pflanzen für die Energiegewinnung verwendet, anstatt Nahrungsmittel für die lokale Bevölkerung darauf anzubauen. Des Weiteren sind die Eigentumsverhältnisse stark konzentriert: etwa 50 teils ausländische Unternehmen dominieren die Landwirtschaft Brasiliens und ihre vor- und nachgelagerten Industriesektoren, während 150.000 Landarbeiterfamilien kein Land besitzen.

### Wichtige Unternehmen

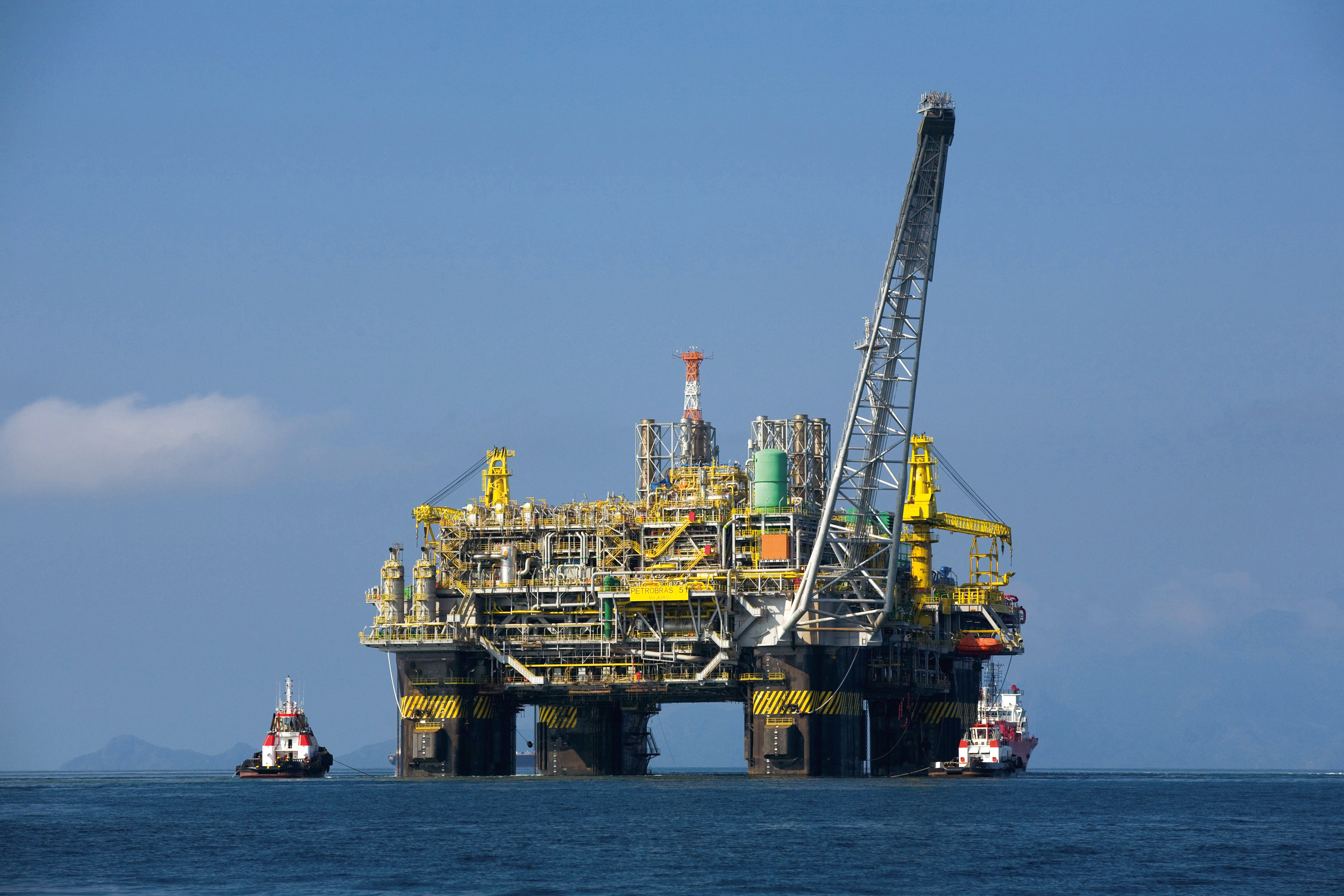
Ölplattform P-51 der brasilianischen staatlichen Ölgesellschaft Petrobras.

Wichtige brasilianische Unternehmen sind Petrobras (Erdöl), Companhia Vale do Rio Doce (Bergbau), Gerdau (Metallverarbeitung), Embraer (Flugzeugbau), Organização Odebrecht (Baugewerbe) und BRF (Lebensmittel). Auch große ausländische Unternehmen wählten Brasilien zum Schwerpunkt ihrer südamerikanischen Aktivitäten, so der Volkswagen-Konzern (Volkswagen do Brasil), Nestlé, Parmalat, Anheuser-Busch InBev (Ambev) oder auch der Fiat-Konzern. Die Daimler AG (2016) und die Bayerischen Motorenwerke (2014) haben in Iracemápolis bzw. Araquari Pkw-Produktionsstätten eingerichtet.
Der Ölkonzern Petrobras ist eine Staatsfirma und zählt zu den größten Energieunternehmen der Welt. Seit 2014 wird der Konzern immer wieder vom bisher größten Korruptionsskandal in der Geschichte Brasiliens erschüttert. Der Konzern wird stark vom Einbruch des Erdölpreises in Mitleidenschaft gezogen, so wurde im Jahr 2015 ein Verlust von 8,6 Mrd. € angehäuft. Somit ist Petrobras einer der wenigen großen Energiekonzerne, der Verluste schreibt.
Der Bergbaukonzern Vale ist der größte Eisenerzproduzent der Welt. Neben Bergwerken und Verladehäfen gehört ihm auch ein Großteil des brasilianischen Bahnnetzes. 1997 wurde der Staatsbetrieb privatisiert. Indirekt hat allerdings die öffentliche Hand über staatliche Pensionsfonds und die Investitionsbank BNDES noch großen Einfluss. 2007 übernahm Vale, geführt von Roger Agnelli (1959/60–2016), den kanadischen Wettbewerber Inco, den größten Nickelproduzenten der Welt. Im Zuge des Verfalls der Rohstoffpreise, insbesondere von Eisen, kam auch Vale in massive Bedrängnis. Der Konzern wies im Jahr 2015 einen Verlust in Höhe von 13,2 Mrd. US-Dollar auf.
Auch der Flugzeughersteller Embraer hat einen staatlichen Hintergrund, gehört inzwischen aber mehrheitlich privaten Eignern. Unter Mauricio Botelho entkam der Konzern einer schweren Krise. Embraer produziert heute Regional- und Geschäftsreiseflugzeuge sowie militärisch umgerüstete Regional-Jets und militärische Trainer mit Turbopropantrieb. Da Boeing und Airbus nur Flugzeuge oberhalb der Größe von Embraer-Maschinen verkauft, sind Embraer Jets heutzutage ein fester Bestandteil der weltweiten Linienluftfahrt. Lufthansa CityLine oder auch Air Dolomiti fliegen mit E-195. Air France Régional und die Air France Tochter CityJet fliegen ERJ135.

### Bodenschätze

Brasiliens Stahlproduktion im Vergleich zu der der USA. Im Weltvergleich knapp 2,5 %

Folgende Rohstoffe werden in Brasilien großmaßstäblich abgebaut: Eisen, Mangan, Kohle, Bauxit, Nickel, Erdöl, Zinn, Silber, Diamanten, Gold, Erdgas, Uran. Täglich werden 1,5 Millionen Barrel Erdöl gefördert, Uranerze sind im Landesinnern vorhanden, der Bauxit-Tagebau erzeugt schädliche Nebenprodukte in den Flüssen und gefährdet so die Umwelt. Brasilien ist der weltgrößte Lieferant für Eisenrohstoffe. Die Vorkommen sollen den Eisenbedarf der Erde für die nächsten 500 Jahre decken können. Bei Tantal ist Brasilien zweitwichtigster Exporteur. Etwa 60 % aller verarbeiteten Edelsteine (ausgenommen Diamanten) stammen aus Brasilien. Auch hat Brasilien eine bedeutende Stahlproduktion, die allerdings durch die Eingriffe der USA geschmälert wurde. So durfte Brasilien nur Stahl minderer Qualität produzieren, welchen US-Unternehmen nicht verarbeiten wollten. Die nationale Behörde für die geologische Erforschung und Rohstoffpolitik des Landes ist der Serviço Geológico do Brasil.
Siehe auch: Aluminiumindustrie in Brasilien

### Dienstleistungen

#### Tourismus

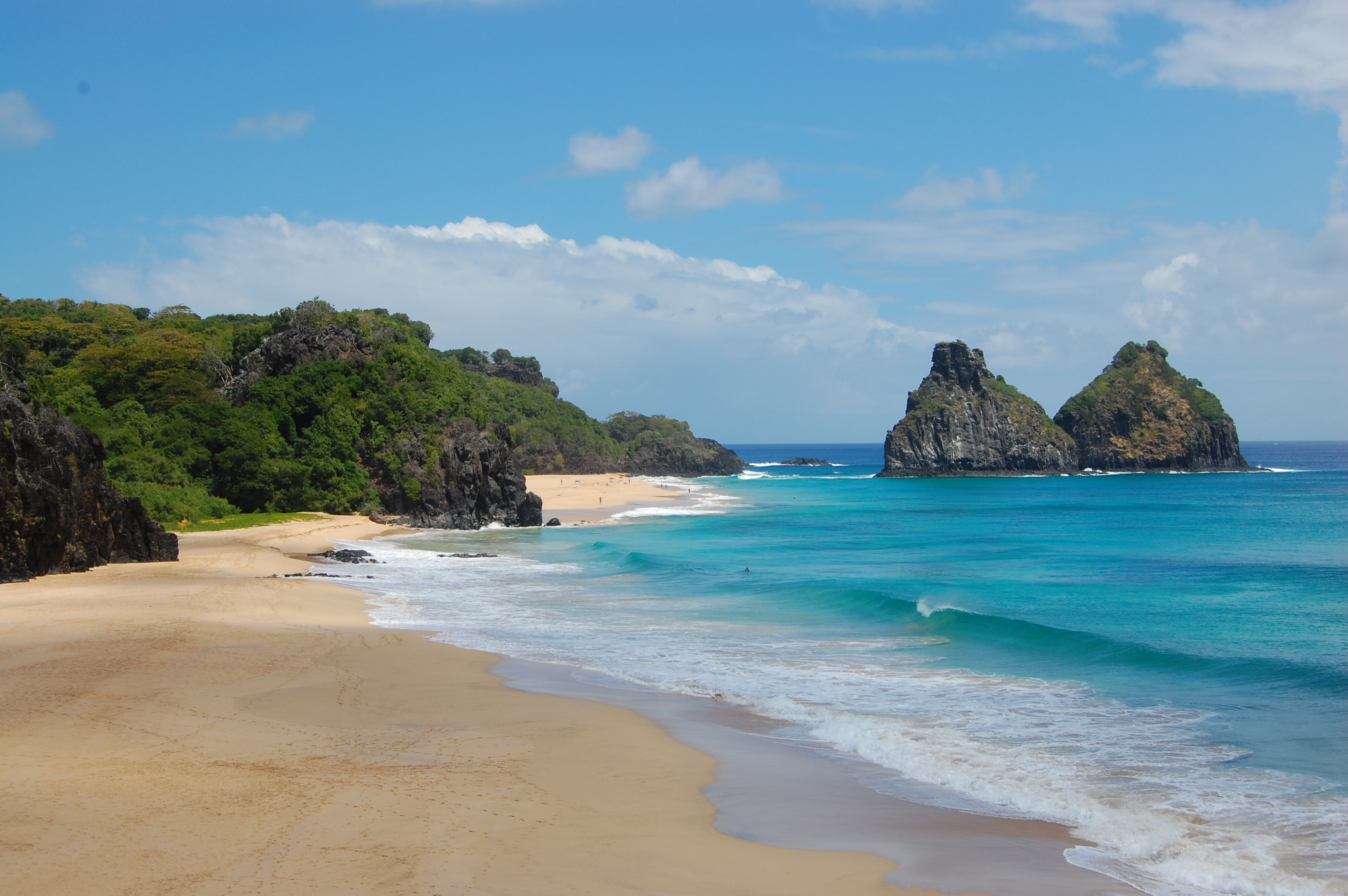
Fernando de Noronha

Der Tourismus ist in Brasilien noch nicht sehr bedeutend und macht nur etwa 0,5 % des Bruttosozialprodukts aus. Der weltweite Durchschnitt liegt bei 10 %. Die jährliche Besucherzahl liegt bei etwa 4,8 Millionen. Beliebt sind vor allem die Strände und der Karneval von Rio de Janeiro, die Hauptstadt Brasília, das Amazonasbecken, der Nordosten mit seinen Stränden und Kultur und die Iguazú-Wasserfälle. Die relativ geringe Anzahl an Touristen (auf einen Besucher kommen in Brasilien 37 Einheimische, in Deutschland nur etwa 4,6) ist auf verschiedene Faktoren zurückzuführen. Die Infrastruktur ist dem Tourismus wenig förderlich, In- und Auslandsflüge sind teuer, da es im ganzen Land nur wenige Charterflüge gibt.

#### Finanzmarkt

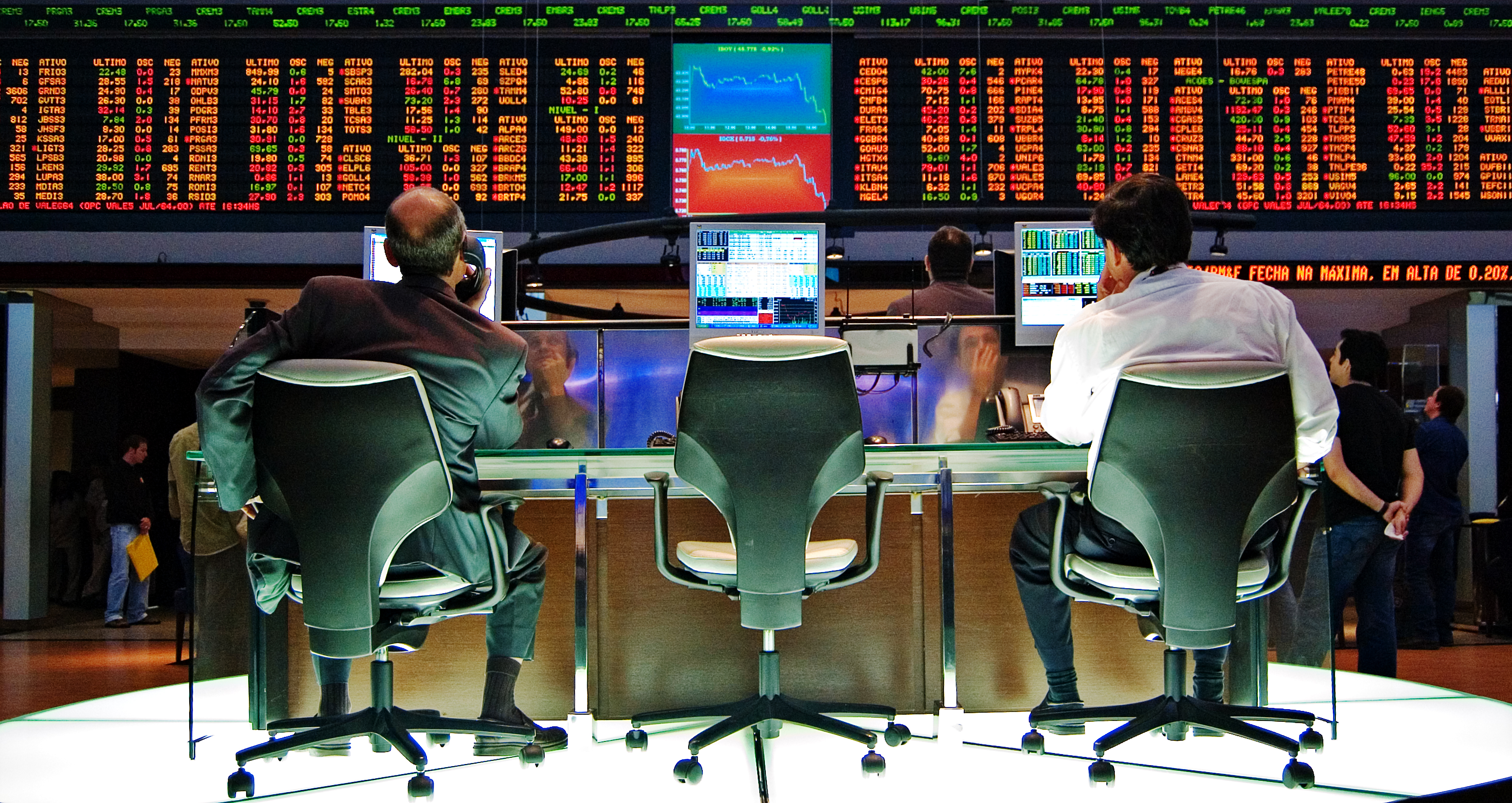
BM&FBovespa

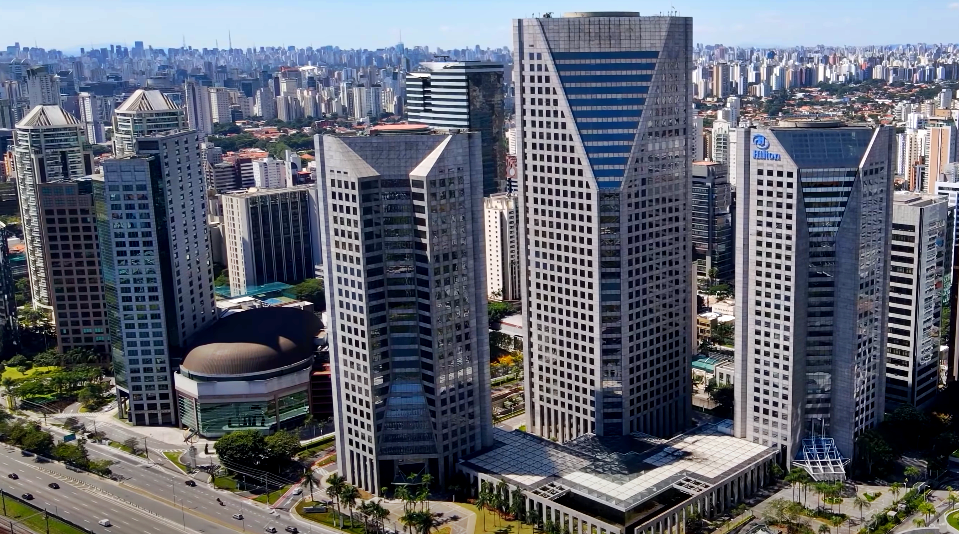
São Paulo

Der brasilianische Finanzmarkt ist zunehmend in das internationale Finanzsystem integriert. Den Mittelpunkt des brasilianischen Finanzmarktes bilden die internationalen und nationalen Banken und der Aktienmarkt. Letzterer zeichnet sich dabei durch hohe Transparenz (im Vergleich zu anderen BRICS-Staaten) und Teilnahme internationaler Akteure aus. Auch in Amerika und Europa werden brasilianische Firmen mittels ADRs gehandelt. Heutige Zentralbank Brasiliens ist die Banco Central do Brasil. Die frühere Zentralbank Banco do Brasil gab 1986 diese Funktion ab und ist mittlerweile die größte Bank Brasiliens. Größte Regionalbank ist daneben die Banco do Estado de São Paulo. Zu den größten Privatbanken Brasiliens gehören die Banco Bradesco, die Itaú Unibanco, die HSBC sowie die Banco Real. Die größten Banken sind dabei mittlerweile zumeist international tätig. Daneben existieren lokale Banken (Caixa), die den Bundesstaaten oder Bezirken zuzurechnen sind bzw. privatisiert wurden.
Mittlerweile sind auch viele der großen deutschen Banken wie die Deutsche Bank, Commerzbank, Landesbank Baden-Württemberg, WestLB und BHF-Bank in Brasilien vertreten.
Anfang der 2000er Jahre wurden die regionalen Wertpapierbörsen konsolidiert und auf die Börse in São Paulo gebündelt, welche heute als B3 - Stock Exchange firmiert. Der primäre Aktienindex des Landes ist nach wie vor der Bovespa-Index.
Internationalem Kapital sind wenig Schranken gegeben. Der brasilianische Real kann frei gegen andere Währungen floaten, jedoch kann die Regierung mittels der Zentralbank durch sog. Open Market Aktionen Einfluss darauf ausüben.
Eine zunehmend wichtigere Rolle kommt lokalen Asset Managern wie Maua Investimentos zu, die zunehmend zu einer eigenständigen Entwicklung brasilianischer Hedgefonds und Private-Equity-Gesellschaften beitragen. Sie verringern so die Abhängigkeit von internationalen Managern und weiten den Derivatemarkt aus. Viele dieser brasilianischen Beteiligungsunternehmen haben auch Projekte in anderen lateinamerikanischen Ländern.
Eine wichtige Grundlage der weiteren Entwicklung liegt neben den politischen Rahmenbedingungen auch in der universitären Ausbildung. Einige Universitäten, wie etwa die PUC in Rio oder die USP in São Paulo sind stark mit lokalen Finanzakteuren vernetzt und verfügen über eine gute Reputation in Lateinamerika.
Ausländische Direktinvestitionen (ADI) erreichten 18,2 Milliarden US$ im Jahre 2004 und Brasilien stieg auf den siebten Platz in der von AT Kearney publizierten Liste der attraktivsten ADI-Länder.
Brasilien verfügte von 2008 bis 2019 über einen Staatsfonds – Fundo Soberano Do Brasil – der jedoch nach einer verlustreichen Investition in Petrobras aufgelöst wurde.

### Staatshaushalt
Der Staatshaushalt umfasste 2015 Ausgaben von umgerechnet 641,2 Mrd. US-Dollar. Dem standen Einnahmen von umgerechnet 631 Mrd. US-Dollar gegenüber. Daraus ergibt sich ein Haushaltsdefizit in Höhe von 0,6 % des BIP. Die Staatsverschuldung betrug 2015 67,3 % des BIP.
2020 betrug der Anteil der Staatsausgaben (in % des BIP) folgender Bereiche:
- Gesundheit: 10,3 %
- Bildung: 6,0 % (2019)
- Militär: 1,1 % (2023)

## Infrastruktur

### Verkehrsnetze

#### Straßenverkehr

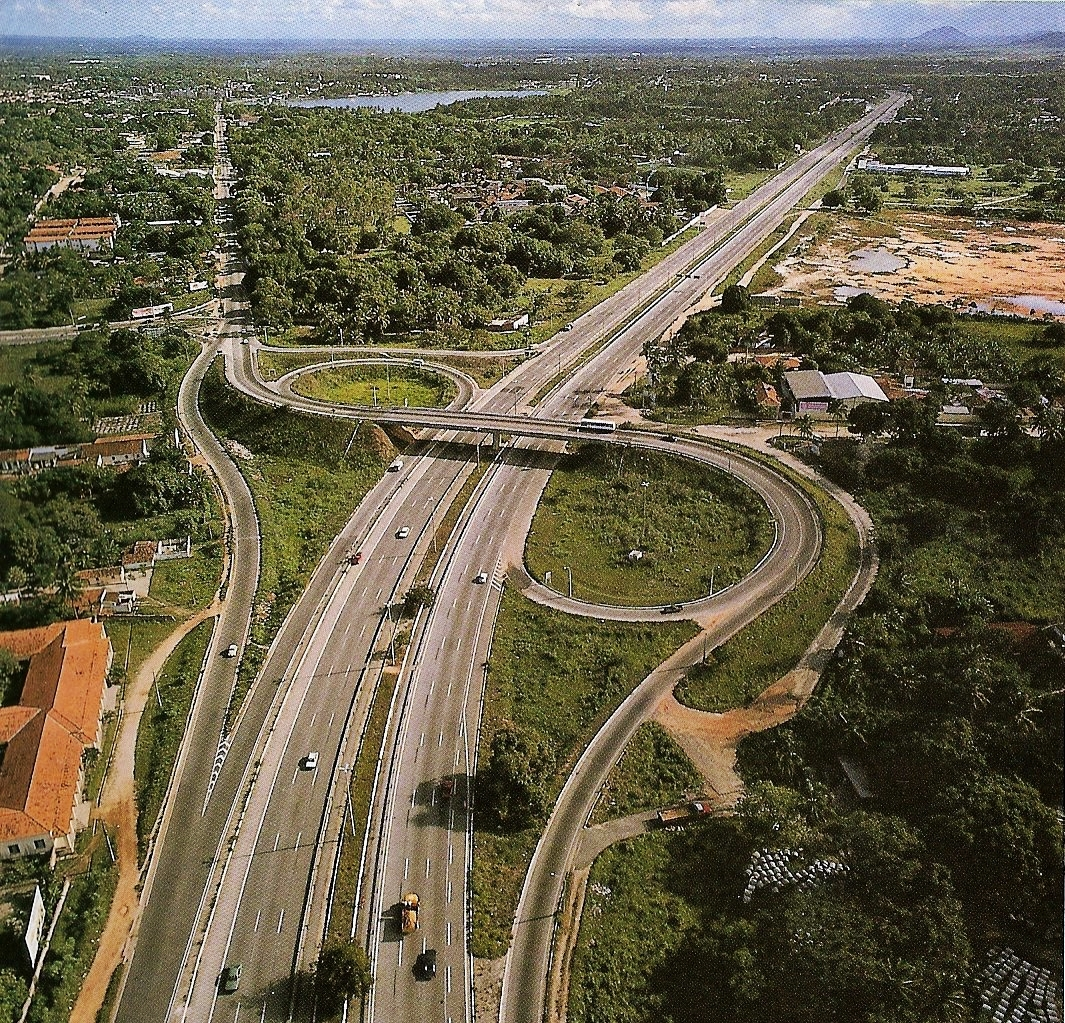
BR-116 in Fortaleza, Ceará

Das Straßennetz Brasiliens ist mit etwa 1,5 Millionen km das viertlängste der Welt, annähernd 350.000 km sind asphaltiert. Der brasilianische Name für Fernstraße ist Rodovia. Annahmen zufolge nehmen jährlich mehr als 1,2 Milliarden Reisende den Weg über die Fernstraßen, nur 80 Millionen fliegen.
Die Straßen befinden sich allerdings oft in desaströsem Zustand, im Norden allgemein schlechter als im Süden. An allen größeren Überlandstraßen befinden sich deshalb auch Borracharias (Pannenstellen für Reifen) am Straßenrand. Busse verkehren zwischen allen größeren Städten in regelmäßigen Intervallen und auch zwischen kleineren Städten einigermaßen zuverlässig. Es gibt verschiedene Preisklassen vom einfachen Reisebus bis hin zum vollklimatisierten Bus mit Fernsehern und Reisebegleitern.
Es herrscht Rechtsverkehr. Die Bezeichnung der Fernstraßen enthält den Bundesstaat, in dem sie liegen, und die Richtung, in die sie verlaufen. Ein Sonderfall sind Fernstraßen, die nach Brasília führen:
- Fernstraßen mit den Nummern 000–099 führen nach Brasília
- Fernstraßen mit den Nummern 100–199 verlaufen von Norden nach Süden
- Fernstraßen mit den Nummern 200–299 verlaufen von Westen nach Osten
- Fernstraßen mit den Nummern 300–399 verlaufen diagonal (von Nordwest nach Südost oder von Nordost nach Südwest)
- Fernstraßen mit den Nummern 400–499 sind Fernstraßen von regionaler Bedeutung. Sie verbinden meist nur eine Stadt mit einer größeren Fernstraße in der Nähe.

So liegt zum Beispiel die Autobahn SP-280 im Bundesstaat São Paulo und verläuft von West nach Ost. Neben ihrem offiziellen Namen sind einige Straßenverbindungen auch noch nach berühmten Persönlichkeiten benannt.
Der Straßenverkehr gilt als unsicher. 2013 kamen in Brasilien insgesamt 23,4 Verkehrstote auf 100.000 Einwohner. Zum Vergleich: In Deutschland waren es im selben Jahr 4,3 Tote. Insgesamt kamen damit über 41.000 Personen im Straßenverkehr ums Leben. Nach Indien und China war Brasilien damit das Land mit den meisten Toten im Straßenverkehr. Die Rate an Verkehrstoten ist noch weitaus höher, wenn man sie der mittleren Motorisierungsrate des Landes gegenüberstellt. 2016 kamen im Land 249 Kraftfahrzeuge auf 1000 Einwohner (in Deutschland waren es 610 Fahrzeuge).

#### Schienenverkehr
Die Bahnverbindungen wurden ausgedünnt, aber es besteht noch ein Schienennetz von fast 30.000 km Länge. Zu Beginn des 20. Jahrhunderts war die Eisenbahn für den wirtschaftlichen Aufschwung besonders wichtig. Mit dem rasanten Ausbau des Straßennetzes verlor sie diese herausragende Stellung. Mittlerweile hat diese in Brasilien nur noch geringe bis gar keine Bedeutung mehr. Der Güterverkehr wird mit LKWs oder Schiffen abgewickelt; für den öffentlichen Personenfernverkehr werden normalerweise Busse verwendet. Auf Strecken durch die Berglandschaft verkehren noch nostalgische Züge, die als touristische Attraktionen dienen. Während die Nachfrage nach Gütertransport auf der Schiene seit den 2000er Jahren wieder zunimmt und vor allem durch private Gesellschaften Strecken reaktiviert oder neu gebaut wurden, ist der Personentransport quasi zum Erliegen gekommen.

#### Flugverkehr

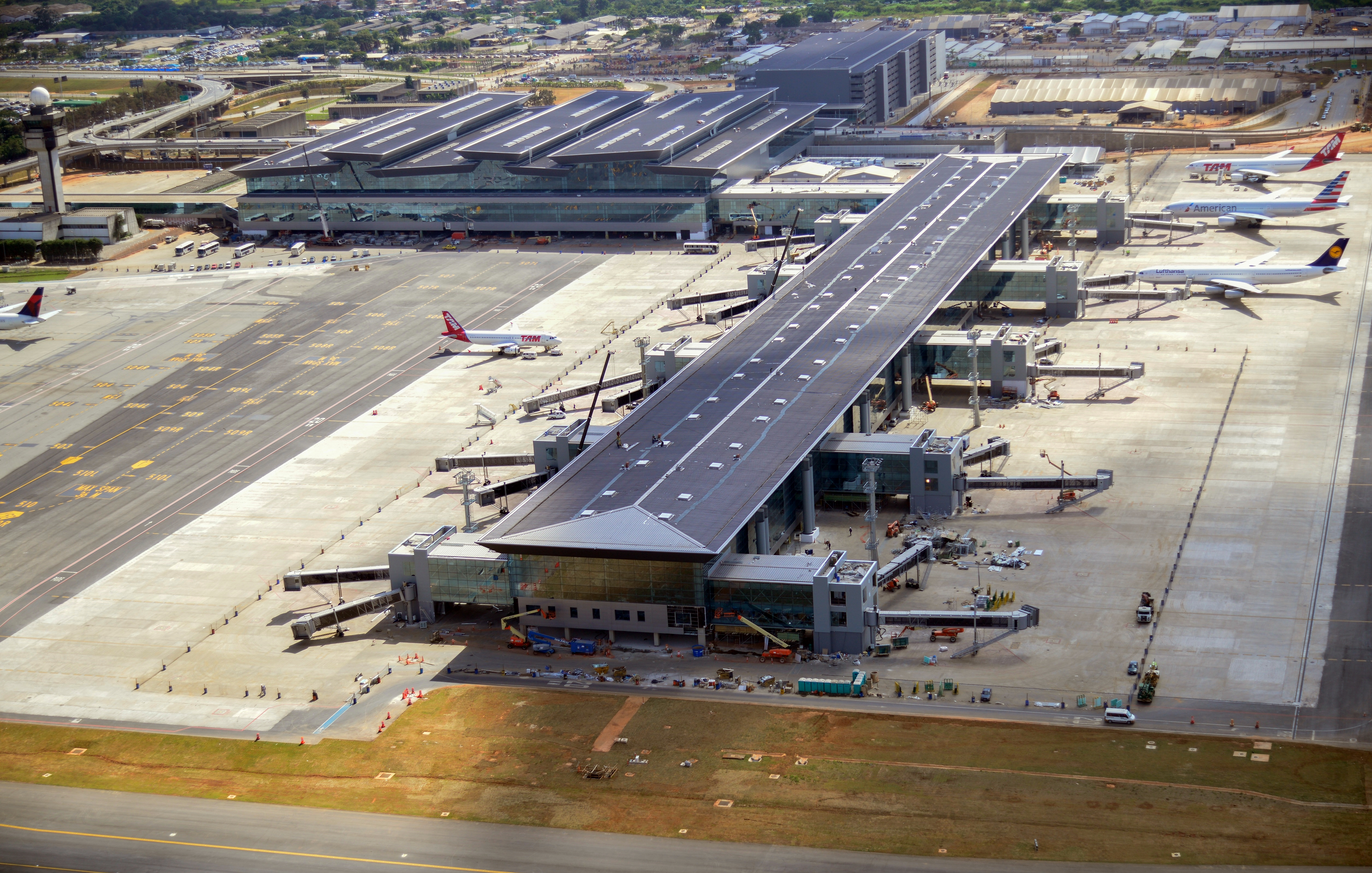
Flughafen São Paulo–Guarulhos

Wegen der sehr großen Entfernungen werden Flugreisen innerhalb Brasiliens oft genutzt. Allerdings sind die Kosten für viele Brasilianer zu hoch, so dass sie auch lange Reisen mit dem Bus unternehmen. Es etablieren sich aber immer mehr Fluggesellschaften, die nach Vorbild europäischer Billigfluglinien erschwingliche Flüge innerhalb des Landes anbieten. Der größte Flughafen des Landes ist der Aeroporto Internacional de São Paulo/Guarulhos in Guarulhos bei São Paulo mit jährlich fast 40 Millionen Passagieren. Um die zwei überlasteten Flughäfen von São Paulo zu entlasten, ist in Campinas, in 80 km Entfernung von São Paulo, der Ausbau des dortigen Flughafens Viracopos zum größten Flughafen Lateinamerikas mit einer Kapazität von jährlich bis zu 55 Millionen Passagieren in Planung.

#### Schiffsverkehr
Die Binnenschifffahrtswege haben insgesamt eine Länge von rund 50.000 km. Die Handels- und Frachtflotte besteht aus etwa 475 Schiffen. Die größten brasilianischen Häfen liegen in Belém, Fortaleza, Ilhéus, Imbituba, Manaus, Paranaguá, Porto Alegre, Recife, Rio de Janeiro, Rio Grande, Salvador, Santos und Vitória. Liste der Seehäfen in Brasilien.

### Telekommunikation
In Brasilien gab es 2005 39,7 Millionen Telefone, was einen Anstieg um 20 Millionen Anlagen im Vergleich zu 1997 bedeutet. Außerdem sind etwa 80 Millionen Mobiltelefone im Umlauf. Auch hier ist der Anstieg zu 1997 (4 Millionen Mobiltelefone) deutlich. Das Telefonsystem funktioniert gut. Ortsgespräche sind teilweise kostenlos. Es existieren drei Koaxial-Tiefsee-Kabel, national ist das Funk-Relais-System gut ausgebaut, auch das Satellitensystem funktioniert gut.

### Energie

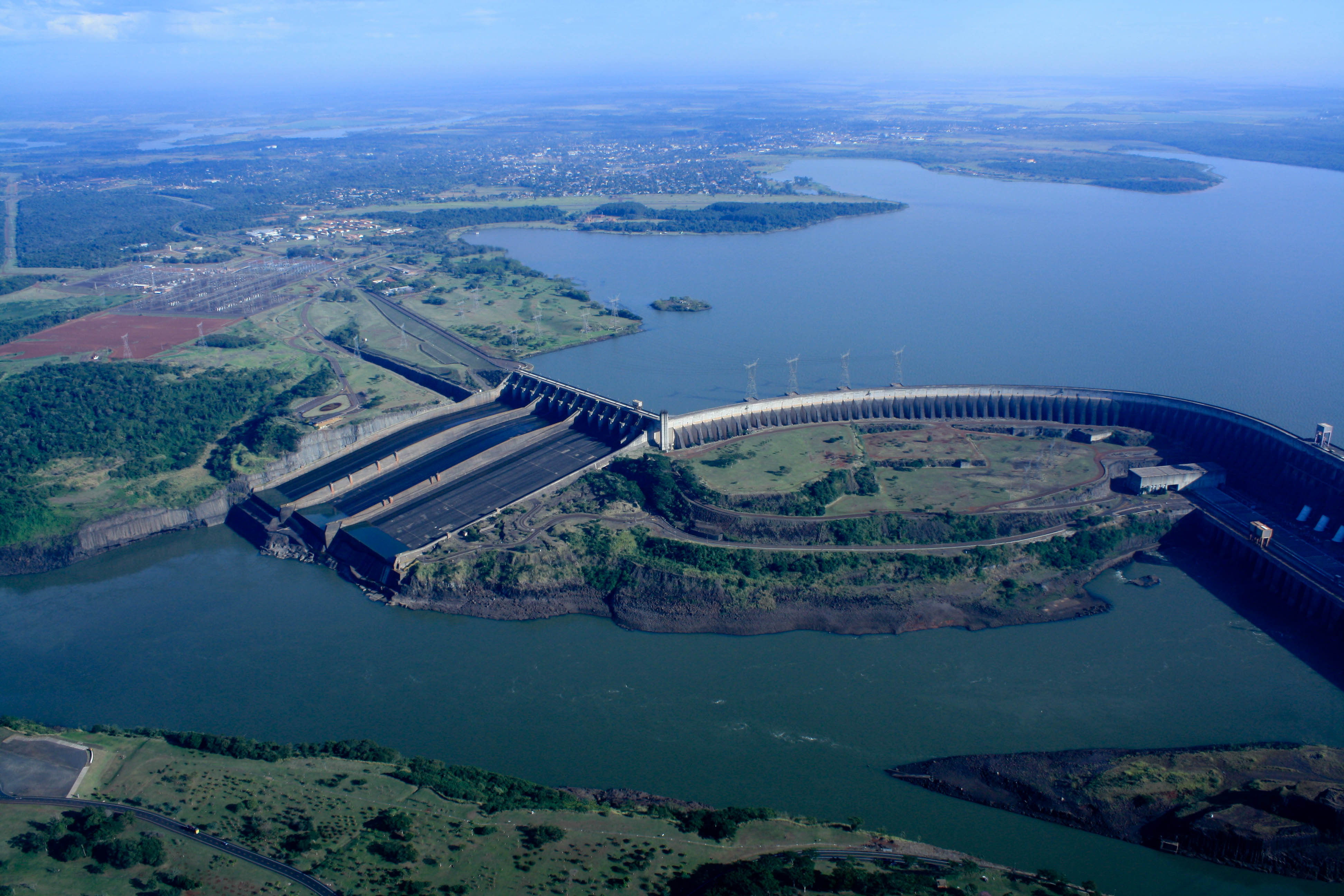
Itaipú

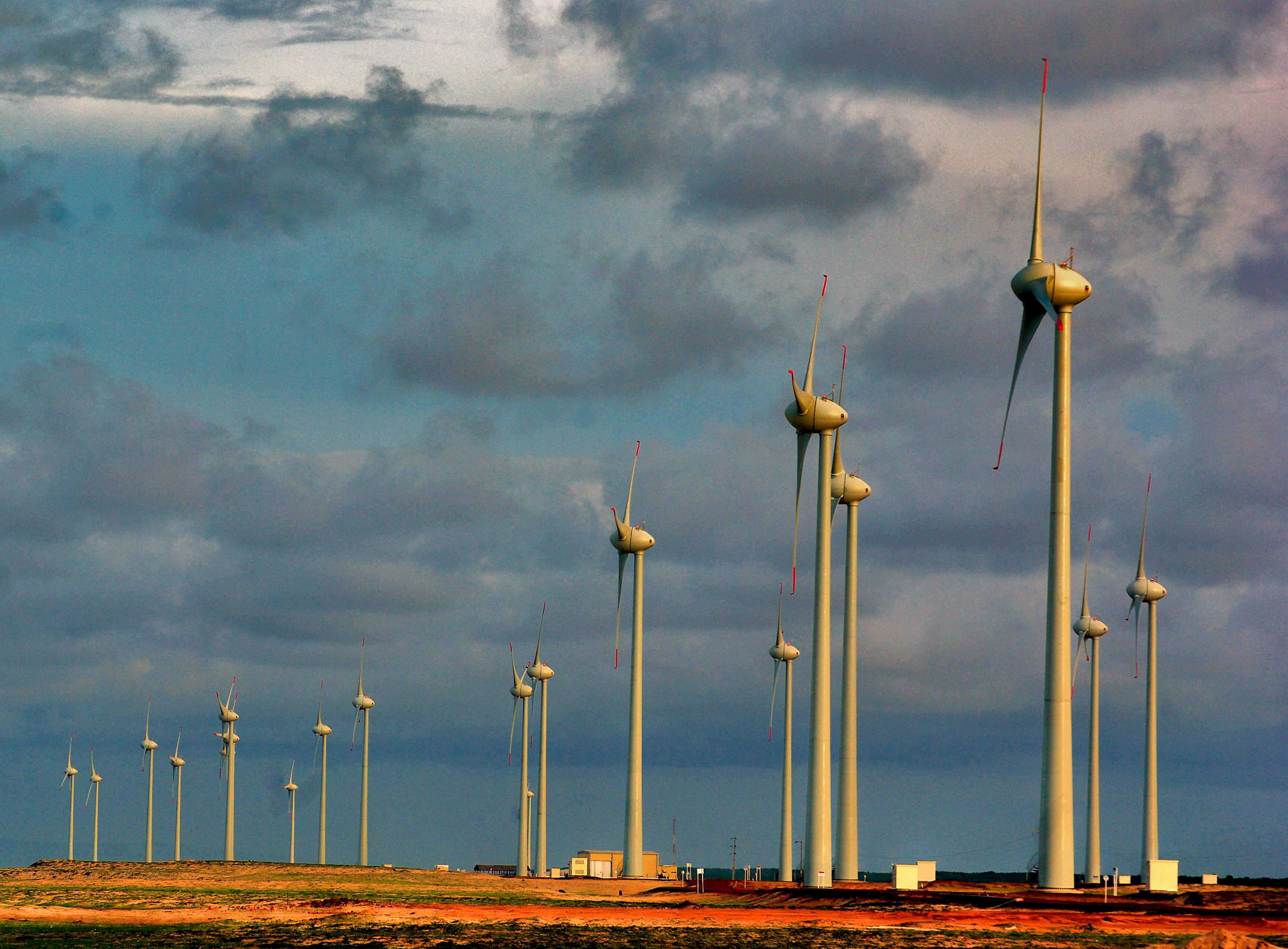
Windkraftanlagen in Parnaíba, Piauí

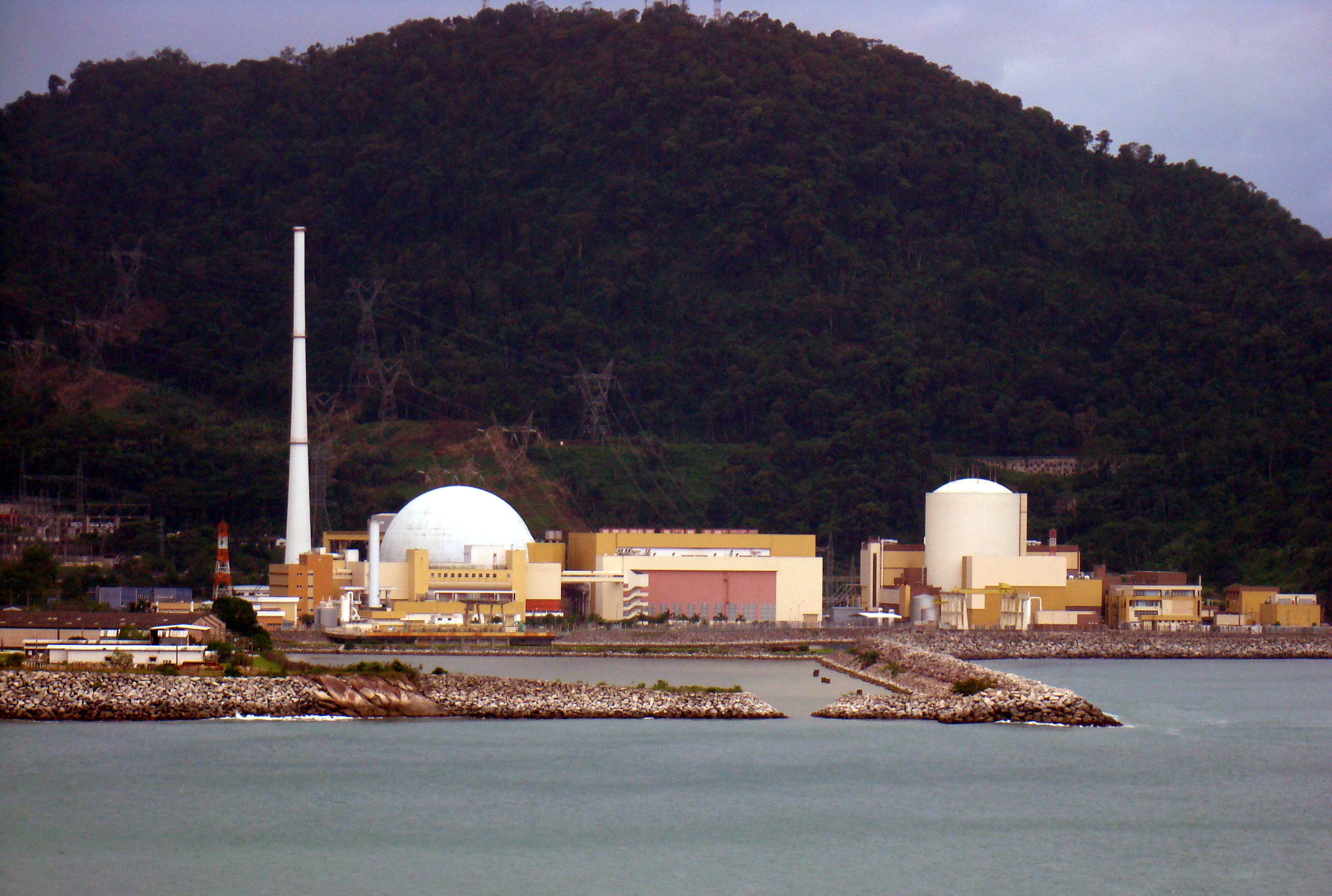
Kernkraftwerk Angra

Die Stromerzeugung in Brasilien beruht weitgehend auf der Nutzung regenerativer Quellen, insbesondere auf der Wasserkraftnutzung, die im Jahr 2011 für rund 80 % der gesamten Stromproduktion verantwortlich war. Die übrigen erneuerbaren Energien hatten einen Anteil von 6,6 %, fossile Energien lagen bei ca. 10 % und die Kernenergie bei knapp 3 %. Der ursprünglich vorgesehene Neubau von vier Kernkraftwerksblöcken wurde nach der Nuklearkatastrophe von Fukushima überdacht, stattdessen soll nun die Windenergie erheblich ausgebaut werden (siehe auch Energiewende).
Noch 2001 stammten über 90 % der Stromerzeugung aus Wasserkraftwerken, deren Ausbaupotential mittlerweile jedoch weitgehend erschöpft ist. Problematisch erwiesen sich zudem wiederkehrende zwei- bis dreijährige Dürrephasen, die in den Jahren 2001 und 2002 zu Stromausfällen und sozialen und politischen Problemen führten. Zudem führt das Wirtschaftswachstum zu einer stark steigenden Stromnachfrage, die eine Erweiterung des Kraftwerksbedarfes notwendig macht. Daher setzt Brasilien zur Diversifizierung der Erzeugungsstruktur stark auf den Ausbau der Windenergie, die sich insbesondere in Nordbrasilien komplementär zur Wasserkraft verhält und dieses deshalb sehr gut ergänzt. Zudem verfügt Brasilien onshore wie offshore über ein sehr großes Windenergiepotential mit hohen Windgeschwindigkeiten. 2001 wurde das PROEOLICA-Programm aufgelegt, das 2004 durch das PROINFA-Programm ergänzt wurde, das den allgemeinen Ausbau der erneuerbaren Energien (Kleinwasserkraft, Biomasse, Solar) vorsieht, die zu diesem Zweck mit Einspeisevergütungen gefördert wurden. Ende 2013 waren in mehr als 140 Windparks mehr als 3,3 GW Windenergieleistung in Brasilien installiert. Ende 2017 waren in Brasilien Windkraftanlagen mit einer Gesamtleistung von 12.763 MW installiert, womit Brasilien auf Rang 8 weltweit lag.
Die Windenergie zählt in dem Land aufgrund günstiger Standortbedingungen zu den preiswertesten Stromerzeugungsformen. Auch weltweit gehört Brasilien zu den Ländern, in denen die Nutzung der Windenergie im internationalen Vergleich mit am günstigsten ist. Die Stromgestehungskosten von Windkraftanlagen liegen mittlerweile bei unter 60 US-Dollar/MWh, umgerechnet ca. 51,3 Euro/MWh. Bei Ausschreibungen für Energiekontrakte werden für Windenergieprojekte Tiefstpreise bis zu 50,2 US-Dollar/MWh erzielt. Bis 2020 sollen Windkraftanlagen 10 % der Stromproduktion decken.
Daneben verfügt Brasilien über bedeutende Erdölreserven und fördert seit den 1980er Jahren die Ethanolproduktion mittels Zuckerrohr. Infolgedessen war Brasilien lange der weltweit wichtigste Bioethanolproduzent.
Erdölpipelines haben in Brasilien eine Länge von knapp 3000 km, Erdöl-Produkte werden in einem Pipeline-Netz mit einer Länge von knapp 5000 km transportiert und die Erdgasleitungen haben insgesamt eine Länge von etwa 4250 km.

### Weiteres
Siehe: Brasilianischer Verpackungsmarkt

## Kultur
| Jahr | Anzahl |
| ---- | ------ |
| 1975 | 90     |
| 1985 | 83     |
| 1995 | 18     |
| 2005 | 90     |

### Medien
Ein großes Hindernis für die Unabhängigkeit von Medien und Pressefreiheit ist, dass sich nahezu alle großen Medienkonzerne des Landes wie Globo, SBT, RecordTV, Bandeirantes und RedeTV in den Händen einiger weniger Personen befinden. Im Jahre 2002 wurde die Verfassung in der Hinsicht verändert, dass die Anteile ausländischer Unternehmen an den nationalen Medien nicht größer als 30 % sein dürfen. Der ehemalige Präsident Jair Bolsonaro (2018–2022) setzte auf weitreichende Privatisierungen in der Medienbranche. Anfang 2021 legte er die großen staatlichen Fernsehkanäle zusammen. Er plante auch den staatlichen brasilianischen Rundfunksender EBC zu privatisieren.
In Brasilien gab es Mitte der 2000er Jahre über 500 Tageszeitungen, die eine geschätzte Gesamtauflage von 6,5 Millionen Exemplaren hatten (Stand 2006). Die bekanntesten von ihnen sind Folha de São Paulo, Estado de São Paulo, O Día und O Globo. Letztere gehört zur Globo-Gruppe, die die brasilianische Medienlandschaft beherrscht und der vorgeworfen wird, einzelne Parteien oder Kandidaten zu protegieren. Rede Globo ist auch einer der Marktführer, was die Produktion an Telenovelas betrifft. Rund 80 % der Produktionen werden exportiert.
Hörfunk spielt in Brasilien mediengeschichtlich eine wichtige Rolle. In der Blütezeit des Rundfunks in den 40er Jahren wurden erste Nachrichtenreportagen und Fußballspiele übertragen sowie die Radionovela entwickelt. Aus den damals bekanntesten Rundfunksendern Radio Bandeirantes, Record und Tupi entwickelten sich in den 60er und 70er Jahren dann die ersten Fernsehsender. Neben rund 2900 privaten Radiosendern, existiert mit MEC AM ein landesweites staatliches Kultur-Programm. Es soll rund 70 Millionen Radiogeräte im Land geben. Darüber hinaus gibt es 19 staatliche und etwa 250 private Fernsehsender. Die Reichweite des Mediums Fernsehen ist in Brasilien relativ groß.
Im Jahr 2023 nutzten 84,2 Prozent der Einwohner Brasiliens das Internet. Eine Zensur des Online-Angebots gibt es nicht.

### Kunst

Georg Grimm: Vista do cavalão, Landzunge in Niterói

In Brasilien hat sich die Kunst in enger Verbindung mit der Religion entwickelt. Während der Kolonialzeit war die Sakralkunst dominierend. Unter anderem wurden zahlreiche Kirchen der künstlerisch gestaltet. Die Zusammenarbeit zwischen Holzschnitzern, Steinmetzen und Malern verlief so eng, dass auch die Farbwahl untereinander abgestimmt war und die Kirchen heute zu den schönsten Amerikas zählen. Üppig ausgestattet waren die Kirchen schon im 17. Jahrhundert, die größten und wertvollsten Kunstwerke entstanden aber erst im 18. Jahrhundert.
Unter den klassizistischen Malern ragt der in Neapel geborene und ausgebildete Alejandro Ciccarelli hervor. Zu den frühen Impressionisten gehörte der ebenfalls aus Italien stammende Giovanni Battista Castagneto. Die Vertreter der informell sogenannten Grupo Grimm um den deutschen Landschaftsmaler Johann Georg Grimm festigten um 1880 die Freilichtmalerei in Brasilien. Doch erst im 20. Jahrhundert gewann der Impressionismus mit Verspätung gegenüber Europa an Bedeutung.

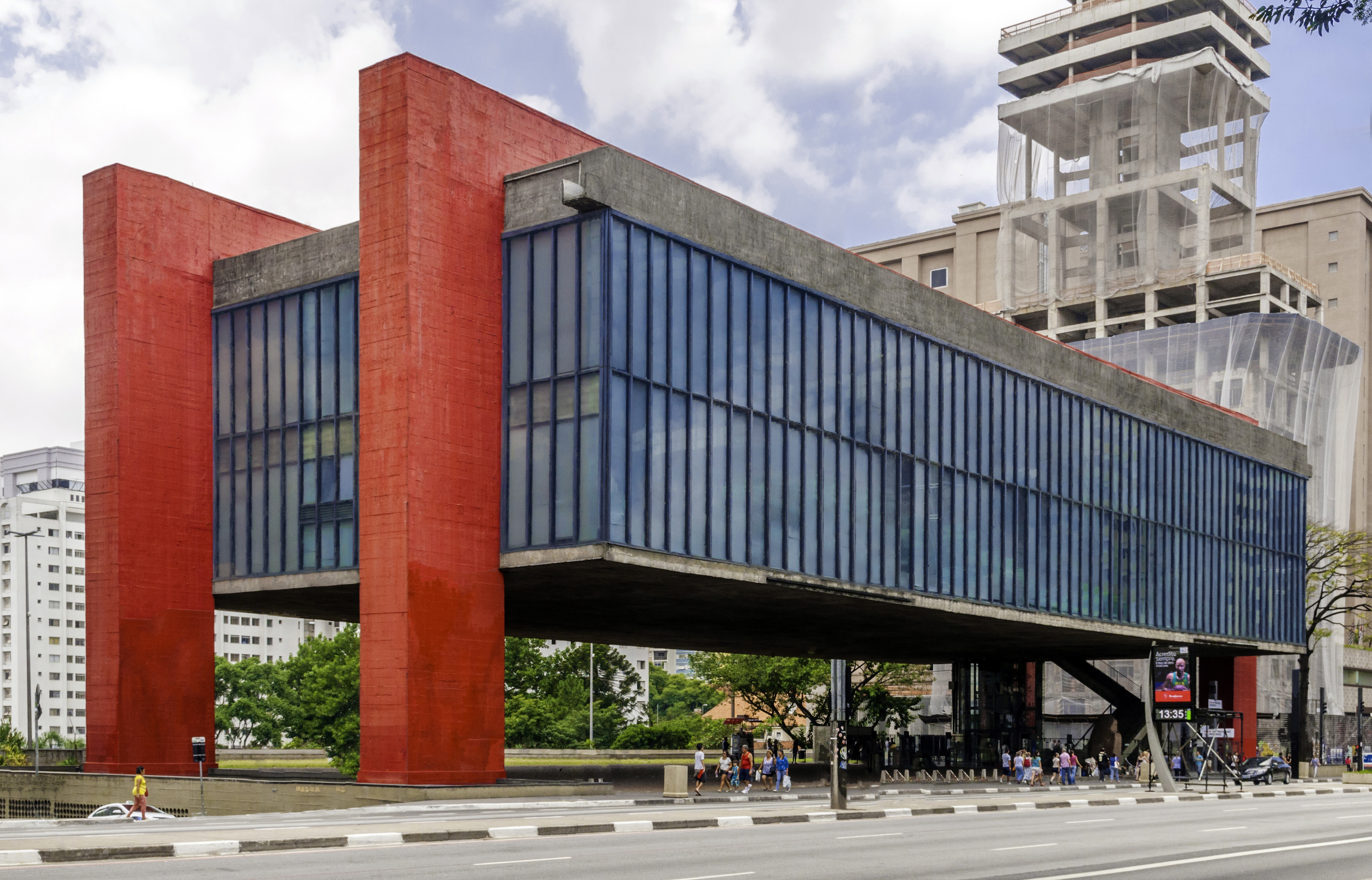
Das Kunstmuseum „Museu de Arte de São Paulo“ (MASP)

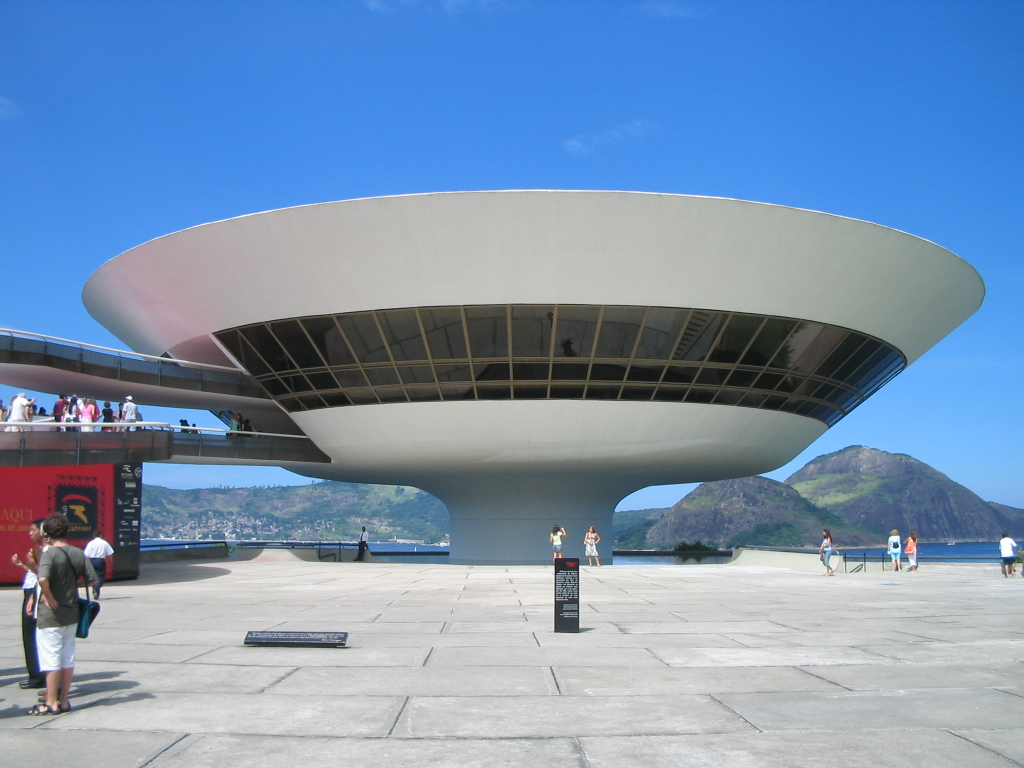
Das Museum für zeitgenössische Kunst in Niterói

Wichtige Künstler der Zwischenkriegszeit waren Anita Malfatti, Manuel Santiago (1897–1987) und José Pancetti (1902–1958), noch angesehener war aber Cândido Portinari. Er selbst gilt als größter Künstler Brasiliens des vergangenen Jahrhunderts. Da er mit hochgiftigen Farben malte, erkrankte er an Krebs und verstarb früh. Seine berühmten Kunstwerke hängen in Gebäuden wie der UN-Zentrale in New York. Kunstkritikern zufolge wird in seinen Werken die Originalität Brasiliens am besten hervorgehoben. In den 1940er und 1950er Jahren entwickelte sich der soziale Realismus. Portinaris Kunstwerke mit sozialen Themen werden diesem Stil zugeordnet.

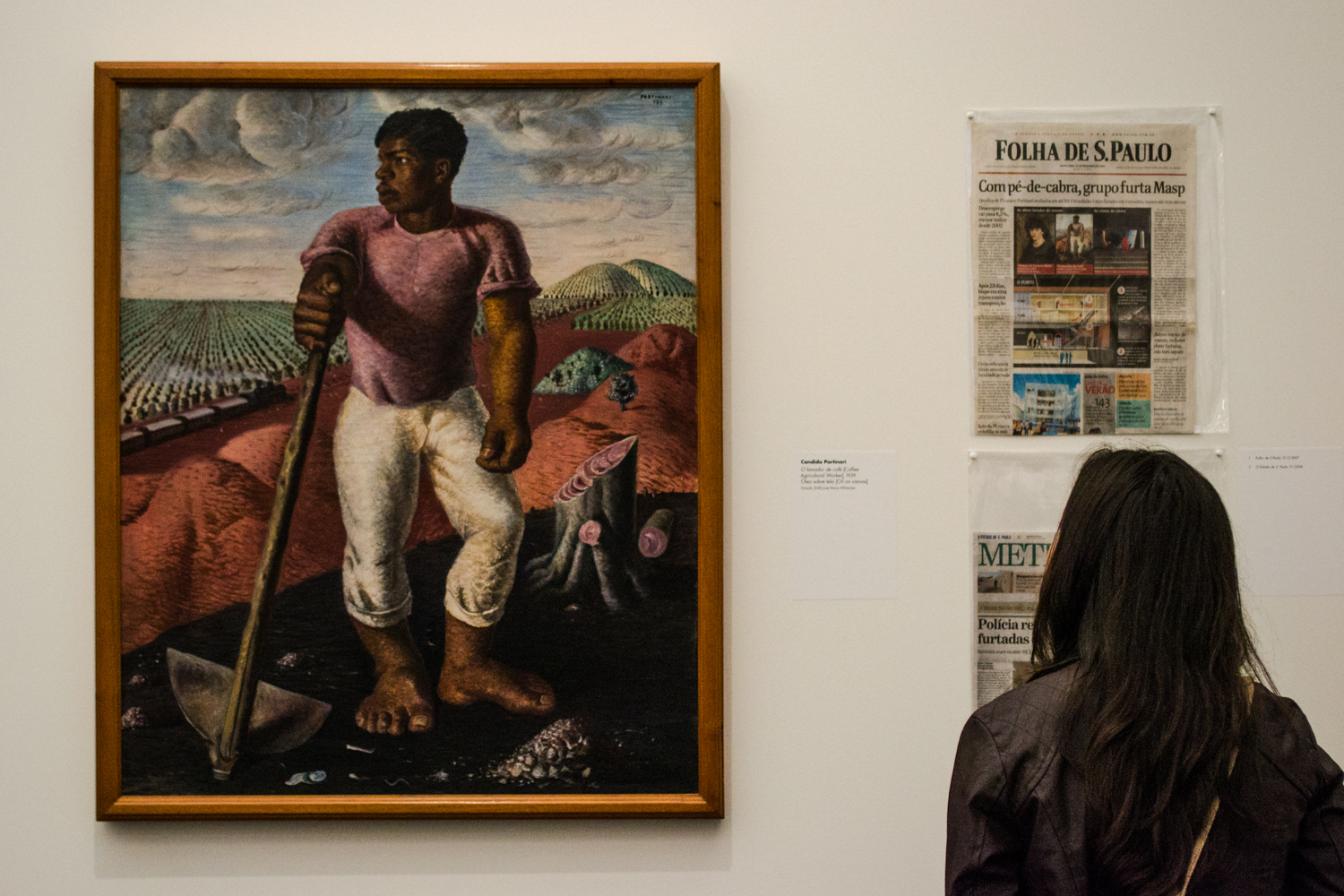
Cândido Portinari: Der Kaffeearbeiter (1939), Museu de Arte de São Paulo

Eine bedeutende Gruppe brasilianischer Künstler gab sich ihren Namen Gruppe der 19 (grupo dos dezenove) nach einer Ausstellung im Jahr 1947. Ihr gehören u. a. die surrealistisch-expressiven Maler und Grafiker Mario Gruber (* 1927) und Otavio Araujo an. Der Grafiker und Zeichner Marcelo Grassman (1925–2013), ebenfalls einer der 19, war von Alfred Kubin beeinflusst. Er erstellte Stiche in mittelalterlicher Technik. Das vierte bekannte Mitglied der 19 ist Lena Milliet, die zu den ersten brasilianischen Frauen zählt, die in der Kunst Anerkennung fanden. Luís Andreatini malt in kubistischem Stil.
Nora Beltran karikiert seit den 1950er Jahren die politischen und sozialen Zustände in Brasilien. Aus der abstrakten Kunst der 1960er bis 1980er Jahre stechen vor allem die Brüder Thomaz und Arcangelo Ianelli und die Grafikerin Fayga Ostrower hervor. Als Multimediakünstler dieser Zeit wurde Antonio Dias bekannt, als Schöpferin interaktiver Installationen Lygia Clark. Ein Vertreter des Neopop ist Romero Britto, Repräsentantin eines farbenfrohen folkloristisch-ornamentalen Pop ist Beatriz Milhazes. Gustavo Rosa (1946–2013) schuf fröhlich-ironische flächige Bilder.
Heutzutage ist die Biennale von São Paulo das größte Kunstereignis in Brasilien. In dieser Veranstaltung liegt der Schwerpunkt auf Gemälden von international renommierten Künstlern. Auch Rio de Janeiro ist ein Kunstzentrum. Kleinere, weniger bekannte Orte haben bei Experten aber ebenfalls ein hohes Ansehen, beispielsweise der zentralbrasilianische Ort Goiás. Recife ist für João Câmara und Gilvan Samico bekannt. Fortaleza ist für Raimundo Cela und Antonio Bandeira bekannt. Brasiliens berühmtester und in den Augen vieler bester Holzschnitzer ist Maurino Araujo, weshalb auch seine Heimatstadt Minas Gerais unter Kunstliebhabern bekannt ist.
Die Kunst der Indianer ist aus Naturstoffen gefertigt und daher sehr vergänglich. Für aufwändige Körperbemalungen benötigt man oft mehrere Tage, doch die Farben halten selten viel länger. Auch der bunte Federschmuck als Kopfbedeckung ist nur selten in Museen zu sehen. Zahlreiche Objekte sind im Museu de Arqueologia e Etnologia der Universität São Paulo ausgestellt.

### Musik

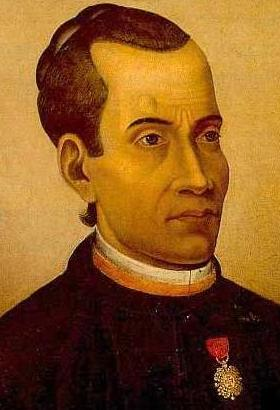
José Maurício Nunes Garcia, brasilianischer Komponist der Klassik

Die brasilianische Musik ist von portugiesischen, afrikanischen und indigenen Musiktraditionen beeinflusst worden. Über die indigene Musik der vorkolonialen Zeit ist kaum etwas bekannt, die erste Beschreibung datiert aus dem Jahre 1568. Ein französischer Pastor beschrieb damals in einem Buch über seine Reise in das Land die Tänze und Gesänge der Ureinwohner. Die Musik veränderte sich unter dem Einfluss der europäischen Siedler und afrikanischen Sklaven.
Die Kunstmusik wird in Brasilien als música erudita, gelehrte Musik, bezeichnet. Lange Zeit beschränkte sie sich auf die Kirchenmusik und konzentrierte sich während dieser als barocco mineiro bezeichneten Epoche auf Minas Gerais und in geringerem Maße Rio de Janeiro. Zwischen 1760 und 1800 gab es in Minas Gerais fast 1000 Musiker, viele davon freie Mulatten. Zu diesen gehörte José Maurício Nunes Garcia (1767–1830), dessen Werk vor allem Kirchenmusik, aber auch einige weltliche Werke umfasst und der von der Wiener Klassik beeinflusst war.
Einen bedeutenden Entwicklungsschub erfuhr die brasilianische Musik, als 1808 der portugiesische Hof aufgrund des napoleonischen Krieges nach Rio de Janeiro flüchtete. Das Königshaus beschäftigte nun zahlreiche einheimische Musiker und die neue Residenz zog auch europäische Musiker an. Auf diese Weise kamen neue, weltliche musikalische Impulse ins Land. Die Rückkehr des portugiesischen Hofes nach Lissabon hatte 1822 eine schwere Krise für die música erudita zur Folge.
Seit der Mitte des 19. Jahrhunderts entfaltete sich das musikalische Leben wieder durch die verstärkte Einwanderung europäischer Immigranten nach Brasilien. Nachdem in den 1830er Jahren verschiedene Musikgesellschaften und ein Konservatorium in Rio gegründet worden waren, entstanden in den größeren Städten mehrere Theater, von denen vier ein eigenes Orchester besaßen. Vor allem in der Hauptstadt Rio wurden europäische, vor allem italienische Opern bereits kurz nach ihrer Erstaufführung gespielt. Mit der Oper A Noite de São João von Elias Álvares Lôbo wurde 1860 die erste brasilianische Oper uraufgeführt. 1870 feierte die Oper O Guarani von Antônio Carlos Gomes sogar an der Mailänder Scala Premiere und wurde anschließend in ganz Europa gespielt. Weitere Uraufführungen seiner Opern in Mailand folgten in den nächsten Jahren.
Vor der Jahrhundertwende orientierten sich die brasilianischen Musiker zunehmend an der deutschen und französischen Kunstmusik, wenn auch die italienische Oper beim Publikum weiterhin großen Erfolg hatte. In den Vordergrund rückte jetzt kammermusikalische und symphonische Musik. Ihre Ausbildung hatten fast alle Komponisten in Europa erhalten.

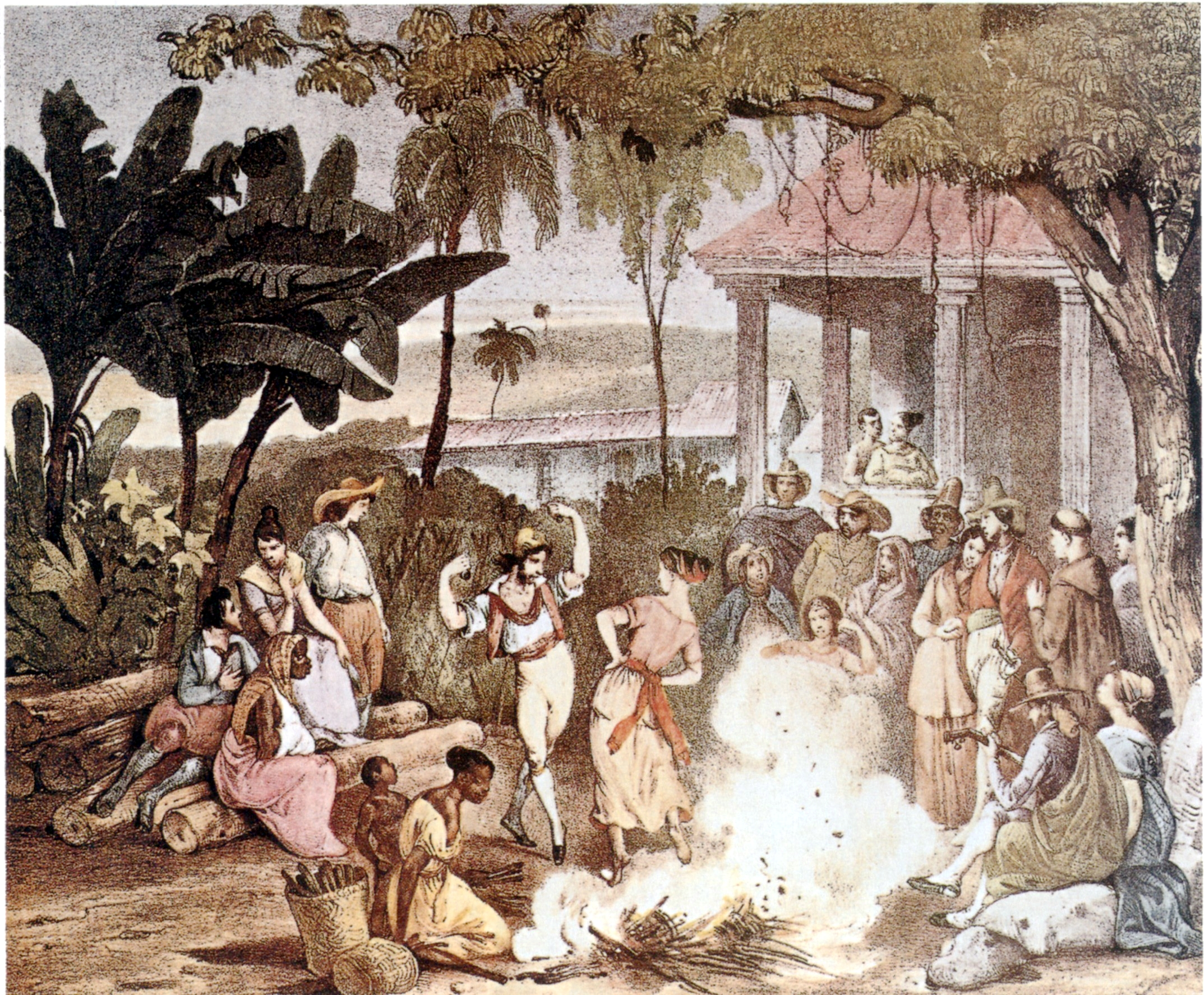
Der Lundu gehört zu den Vorläufern des Samba.

Im Jahre 1922 kam es durch die Semana de Arte Moderna (Woche der modernen Künste) zu einer musikalischen Revolution. Mit Heitor Villa-Lobos an der Spitze entstand eine Gruppe neuer Komponisten, die Elemente der brasilianischen Folklore in ihre moderneren Lieder einbauten. In den 1950er Jahren kam der Bossa Nova auf. Diese Musikrichtung gilt als die „brasilianische Variante des Jazz“: sie lehnt sich an nordamerikanischen Jazz an, bleibt aber geprägt von südamerikanischen und afrikanischen Rhythmen. Als bekanntester Vertreter und Mitbegründer des Bossa Nova gilt Antônio Carlos Jobim. Zusammen mit Sänger/Gitarrist João Gilberto und Texter Vinicius de Moraes verhalf er dem Stil in den 1960er Jahren zu großem internationalem Erfolg, nicht zuletzt aufgrund des berühmtesten Songs brasilianischer Herkunft, „Garota de Ipanema“, englisch „The Girl from Ipanema“. Jobim erreichte für Brasilien eine derart große Bedeutung, dass man den internationalen Flughafen von Rio de Janeiro nach ihm benannte.

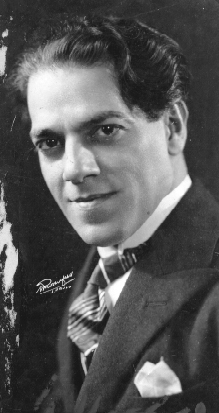
Heitor Villa-Lobos

Einen der größten Hits des Bossa Nova in den 1960er Jahren hatte der Bandleader und Pianist Sérgio Mendes mit seiner Version der Jorge-Ben-Komposition Mas que nada. Dieser Titel wurde noch weitere unzählige Male kopiert. Heute wird der Bossa Nova vorwiegend von den älteren Brasilianern gehört. Der Tropicalismo (auch Tropicália) entstand Ende der 1960er Jahre zur Zeit der Militärdiktatur. Musikalisch ist er eine Mischung aus Bossa Nova, Folk und Rock; das wesentliche Element ist aber ein gemeinsames politisches Bewusstsein der Künstler. Ihre Abneigung gegen die Diktatur und die Einschränkung ihrer Rechte fand im Tropicalismo ihren Ausdruck. Die Texte sind daher im Allgemeinen regimekritisch. Nicht wenige Musiker mussten ins Exil gehen. Wichtige Vertreter sind Gilberto Gil und Chico Buarque, die es mit geschickter Chiffrierung ihrer Liedtexte sogar geschafft haben, die Zensur zu umgehen und ihre Lieder in Brasilien zu veröffentlichen. Gilberto Gil war vom 1. Januar 2003 bis zum 30. Juli 2008 Kulturminister von Brasilien; seine Zielsetzung war, den Zugang zur Kultur zu demokratisieren. Er unternimmt Reisen in entlegene Gebiete des Landes, um den Menschen dort zu sagen, dass sie wichtige Träger der brasilianischen Kultur sind.
Entgegen ihrem Namen hat die Música Popular Brasileira, oft mit MPB abgekürzt, nur wenig mit dem gemeinsam, was man hierzulande unter Popmusik versteht. Die Bezeichnung umfasst eine Vielzahl an Stilrichtungen, die aber stets typische Elemente aus einzelnen Regionen des Landes aufgreifen. In Brasilien gilt MPB als Ausdruck des musikalischen und nationalen Selbstverständnisses. In diesem Sinne stellt MPB gewissermaßen eine Weiterentwicklung der brasilianischen Folklore dar.

Tom Jobim und Chico Buarque beim International Song Festival (FIC), 1968

Die wohl bekannteste brasilianische Musikform ist der Samba. Er entstand aus der Musik der afrikanischstämmigen Bevölkerungsteile und ist sehr rhythmuslastig. Populär wurde der Samba durch den jährlichen Karneval in Rio de Janeiro. Dort präsentieren sich die größten und renommiertesten Sambaschulen in riesigen Paraden im Wettstreit um den Titel der „besten Sambaschule Brasiliens“. Neben den Umzügen zur Karnevalszeit spielen die Bands manchmal auch auf den Straßen oder unterstützen mit ihrer Musik politische Demonstrationen und Streiks.
Es gibt eine unüberschaubare Zahl an regionaltypischen Musikstilen, die sich entsprechend den verschiedenen kulturellen Eigenheiten der jeweiligen Gebiete entwickelt haben. Música Nordestina ist ein Sammelbegriff für die Musik aus dem Nordosten, der eine besonders große musikalische Vielfalt besitzt. Hier sind Instrumente wie Akkordeon und Gitarre vorherrschend. Recife im Speziellen ist bekannt für den Frevo, der auch Einflüsse aus der Militärmusik besitzt. Forró wird von Trios mit Trommel, Triangel und Akkordeon gespielt. Ein traditioneller afro-brasilianischer Stil ist Maracatu, der mit großen Trommeln, Glocken und Rasseln gespielt wird.
Eine besondere Rolle als musikalischer Impulsgeber spielt Salvador da Bahia. Seit 1949 nehmen hier Afoxé-Blocos an den Karnevalszügen teil, die ihre Wurzeln in der Musik des Candomblé haben und auch im Zusammenhang mit der Freiheitsbewegung der afrobrasilianischen Bevölkerung zu sehen sind. Seit den 1980er Jahren ist in Salvador der Samba-Reggae entstanden.
Besonders in den regionaltypischen Musikrichtungen kommen Instrumente afrikanischen Ursprungs zum Einsatz, so zum Beispiel die Berimbau, ein bogenförmiges Rhythmusinstrument mit einem hohlen Kürbis an einem Ende, oder die Xequerê, ein mit Muscheln bestücktes Schüttelinstrument.
In den letzten Jahren setzte sich vor allem bei den Jugendlichen die Musikrichtung Axé durch, insbesondere im Bundesstaat Bahia. Axé ist eine Mischung aus Samba, Pagode und Pop, enorm rhythmusbetont und gut tanzbar. Sie wird gegenüber dem Samba immer mehr bevorzugt (ausgenommen in der Karnevalszeit). Bekannte Sängerinnen des Axé sind Daniela Mercury, Ivete Sangalo und Claudia Leitte. In den offenen Cafés in Brasilien, in denen das Publikum meist um die 30 oder 40 Jahre alt ist, wird aber in erster Linie Pagode gespielt.
Im brasilianischen Hinterland ist die Música Sertaneja (oder „Música Caipira“) ein populärer und typisch brasilianischer Musikstil. Er zeigt Einflüsse der portugiesischen Musik und wird mit der viola caipira, einer zwölfsaitigen Variante der Gitarre, gespielt. Bekannte Sänger des „Música Sertaneja“ sind Sérgio Reis, Renato Teixeira und Almir Sater, sowie Duos wie Zezé di Camargo & Luciano, Chitãozinho & Xororó und César Menotti & Fabiano.
Im Bundesstaat Rio Grande do Sul gibt es eine besondere Musiktradition der Gauchos mit Einflüssen aus Uruguay und Argentinien.
Ende der 1990er Jahre entwickelte sich „Brazilectro“, ein Mix aus dem englischen Drum and Bass und dem brasilianischen Bossa Nova. Der Mangue Beat der 1990er Jahre versteht sich als Antwort auf die neoliberalen Reformen.

### Literatur

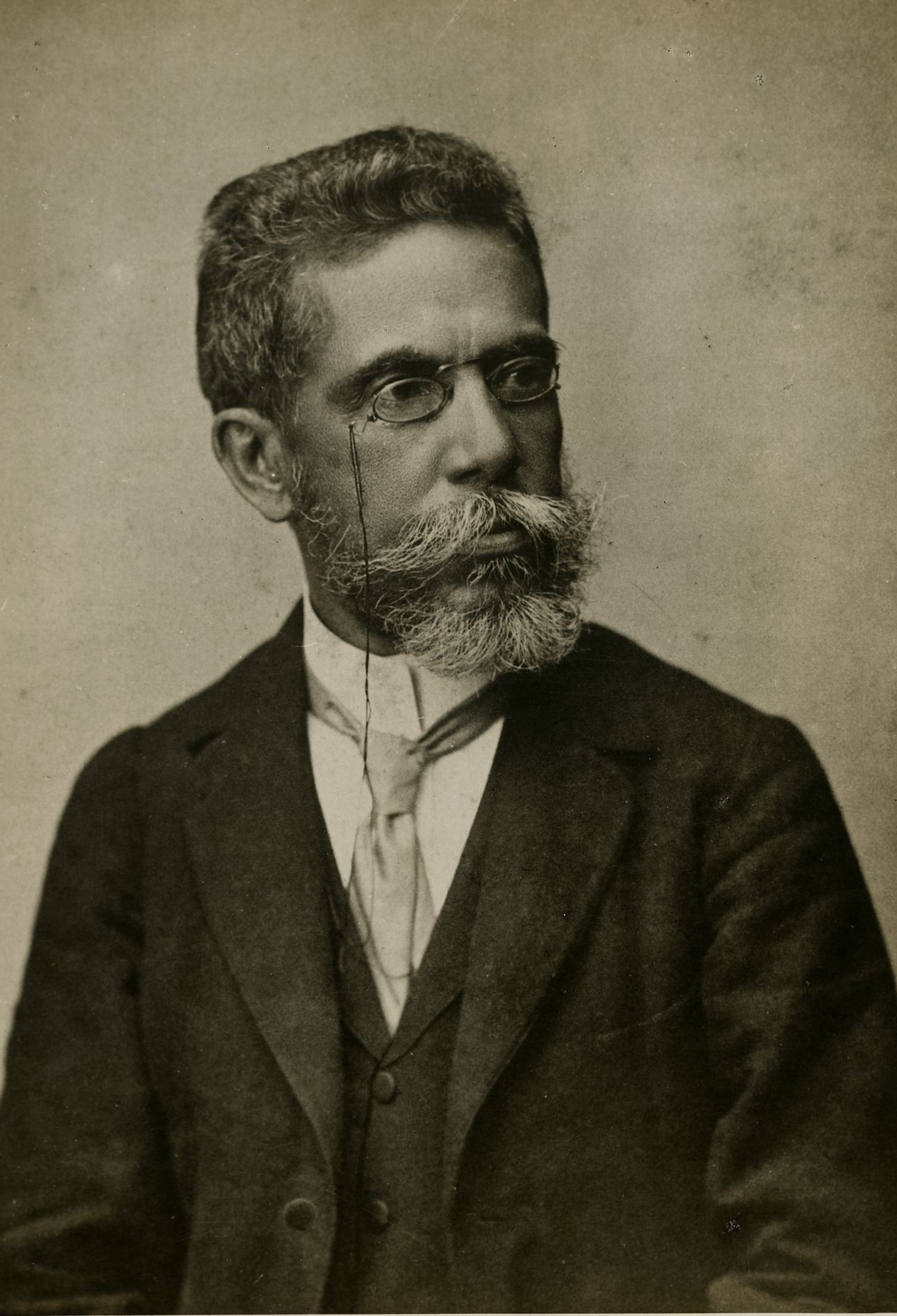
Machado de Assis; Foto von 1890

### Küche

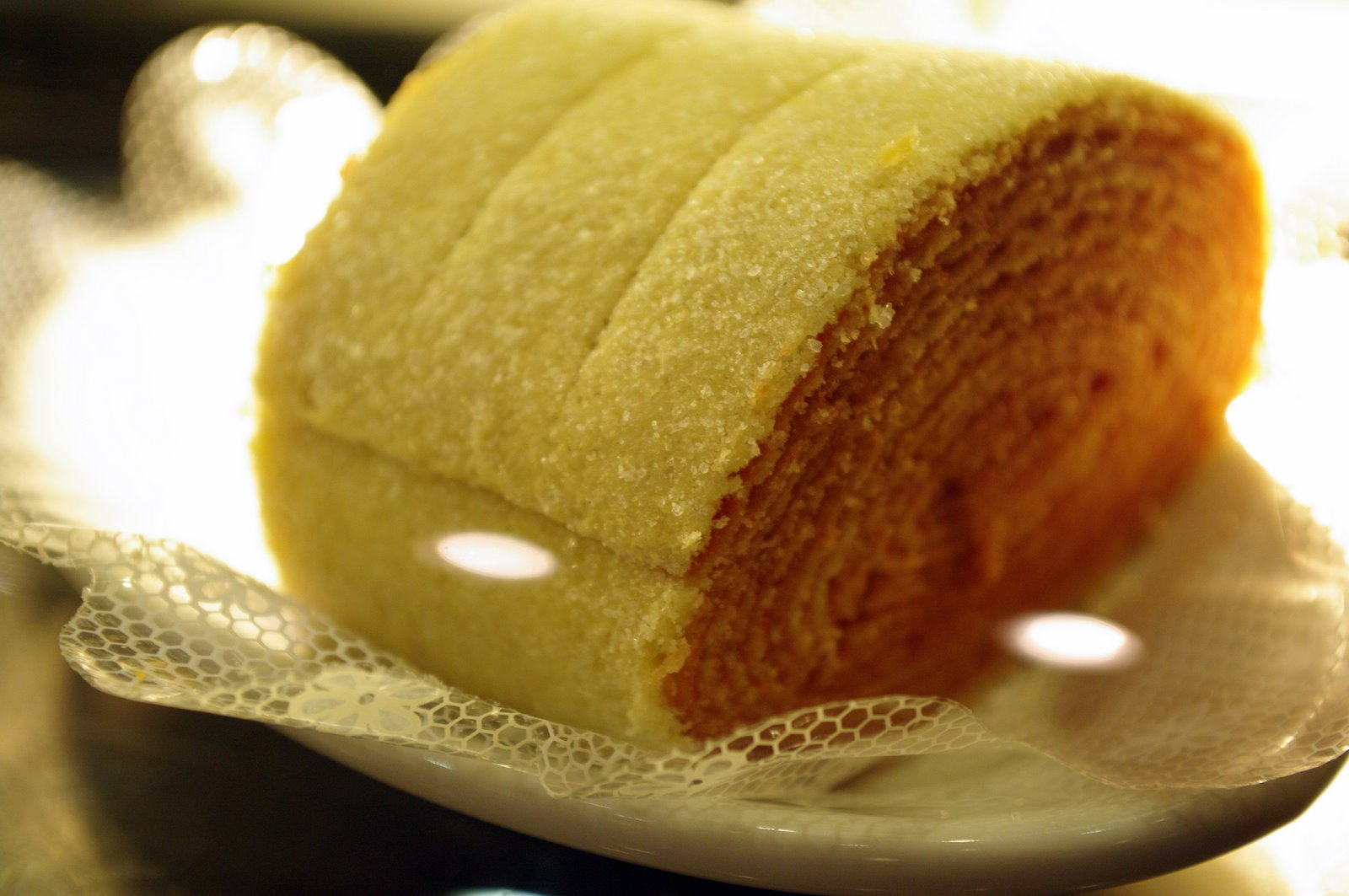
Bolo de rolo, der Kuchen ist typisch für den brasilianischen Bundesstaat Pernambuco

Aufgrund der Größe des Landes ist es schwierig, die brasilianische Küche zu definieren. Es ist gesichert, dass sie durch die portugiesische Kolonisation beeinflusst wurde. Als Nationalgericht gilt die Feijoada, ein Bohneneintopf aus schwarzen Bohnen mit allerlei Fleisch. Üblicherweise wird Feijoada mit Reis, Farofa (ein Maniokmehl) und Orangenscheiben serviert. Wegen des großen Abstands zwischen den Orten sind die Verpflegungsstationen an Fernstraßen wichtig. Hier wird zwischen kommerziell betriebenen Snackbars mit großem Angebot an Sandwiches und anderen einfachen Gerichten und kleinen, familiären Haltepunkten, die meist nur ein Gericht (Reis, Kartoffeln oder Bohnen mit einer Fleischsorte) bieten, unterschieden.

### Architektur

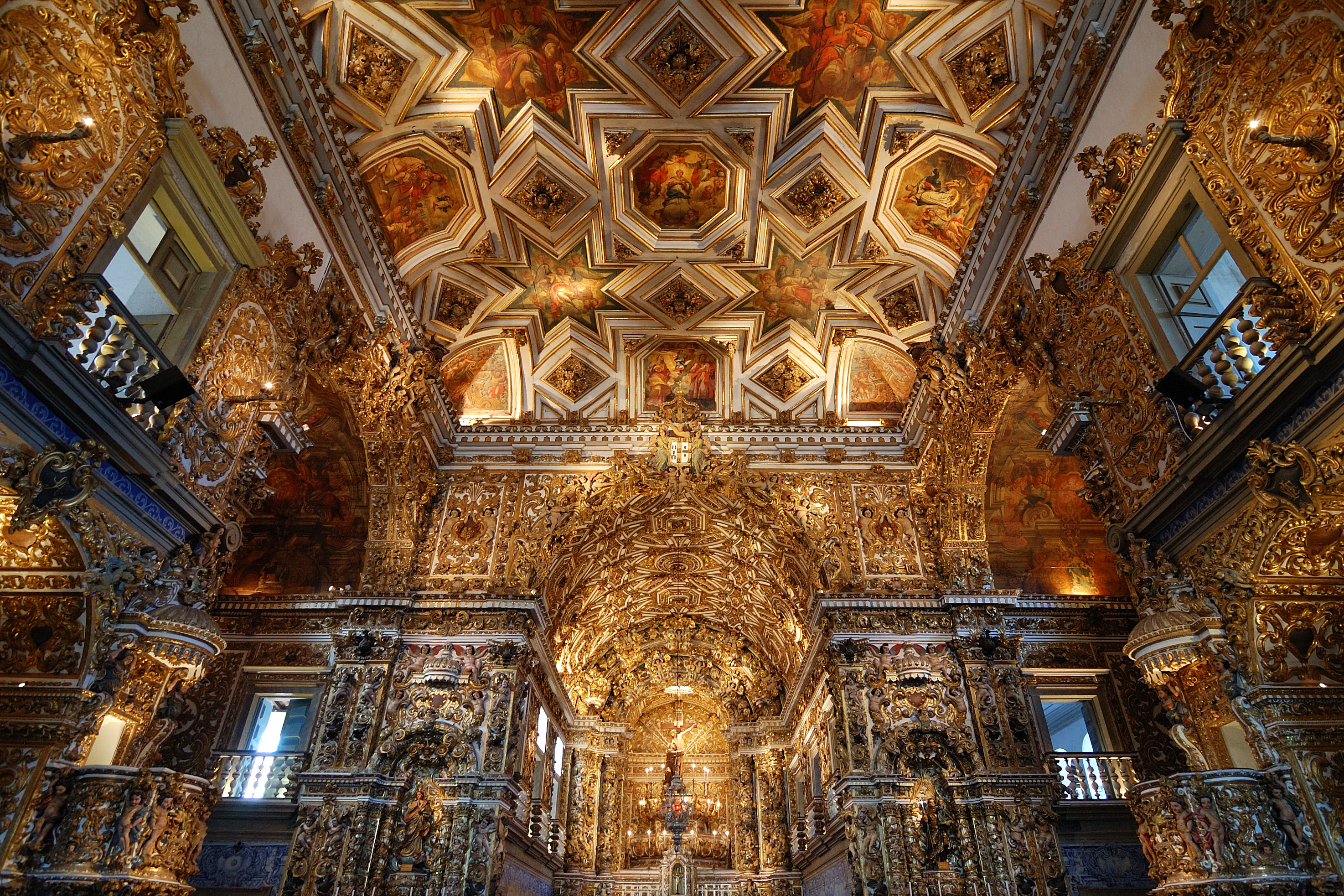
Innenansicht der São-Francisco-Kirche und Kloster in Salvador, Bahia, prunkvoller Ausdruck des brasilianischen Barocks.

Im Amazonasbecken herrschen die primitiven Indianerhütten vor, in anderen Bundesstaaten, zum Beispiel Minas Gerais, sind dagegen prachtvolle und historische Städte, erbaut im Barock, und ebenso prachtvoll dekorierte Kirchen zu finden (Ouro Preto, Mariana, Congonhas). Kolonialarchitektur bestimmt in einigen Küstenstädten des Nordostens noch das Bild (Olinda). Die größten Architekten des Landes Oscar Niemeyer, der als Wegbereiter der brasilianischen Architektur gilt, sein früherer Dozent Lúcio Costa und Roberto Burle Marx gestalteten gemeinsam den schönsten brasilianischen Wohnpark „Pampulha“ in Belo Horizonte. Der damalige Initiator war der spätere Präsident Juscelino Kubitschek, der in einer seiner ersten Amtshandlungen als mächtigster Mann im Staat das dreiköpfige Team erneut zusammenrief, um das Projekt Brasília zu beschließen. Denn die Hauptstadt Brasília ist Höhepunkt brasilianischer Architektur, sie wurde erst in den 1960er Jahren errichtet und unterliegt einem genauen Plan. Nach einer Ausschreibung, bei der der Sieger mit Lúcio Costa schon vorher feststand, plante Costa den Aufbau der Stadt, Niemeyer war wie schon in Pampulha für die meisten Gebäude zuständig und Burle Marx entwarf Plätze und Parks. Brasília ist heute berühmt für modernistische Gebäude.
Zu den Meisterwerken der brasilianischen Moderne gehören auch die Bauwerke Paulo Mendes da Rocha, der 2006 den Pritzker-Preis erhielt, und in den Jahrzehnten ab 1954 das Bild der Metropole São Paulo durch den Club Athletico Paulistano (1958), die Kapelle von Sankt Peter in Campos de Jordão, Brasilien (1987) und das Museu Brasileiro de Escultura – Brasilianisches Skulpturenmuseum in São Paulo (1988) formten. Diesen durch streng geometrischen Betonbauten geprägten Avantgarde-Stil bezeichnet man unzutreffend als „brasilianischer Brutalismus“.

### Sport

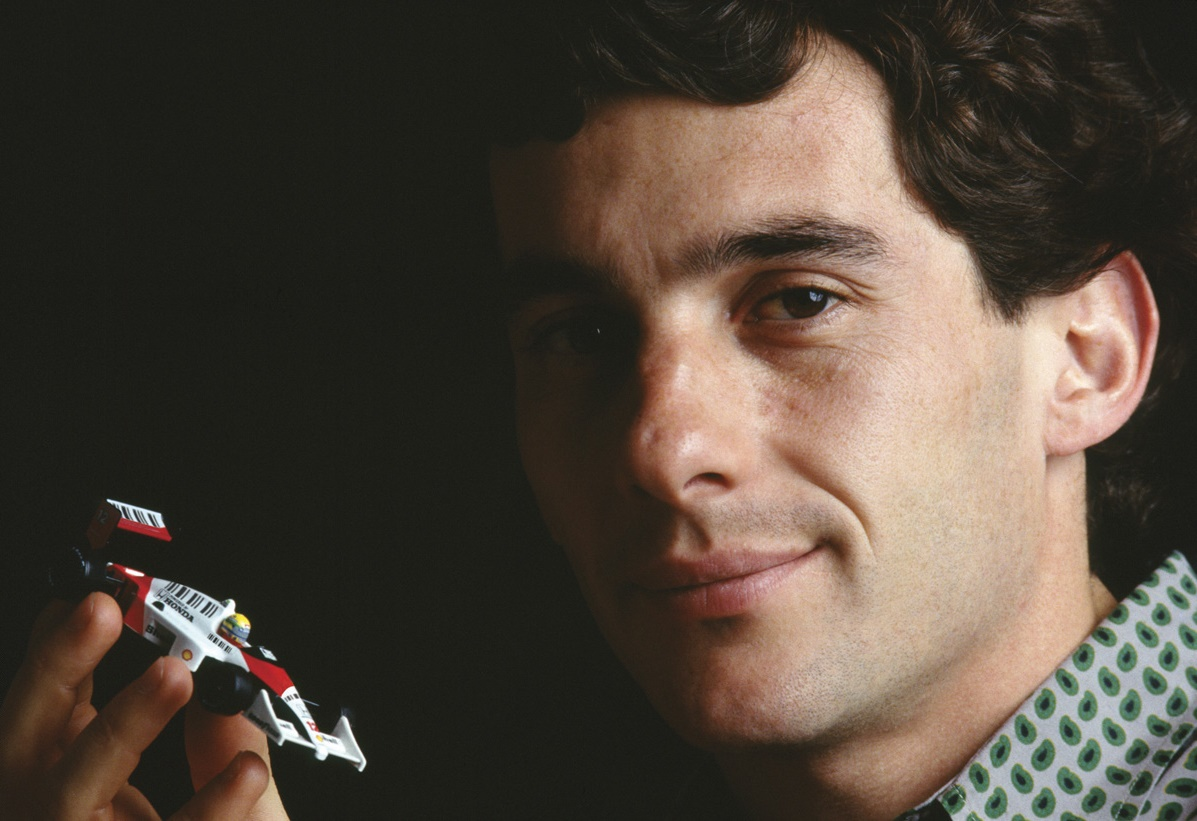
Ayrton Senna

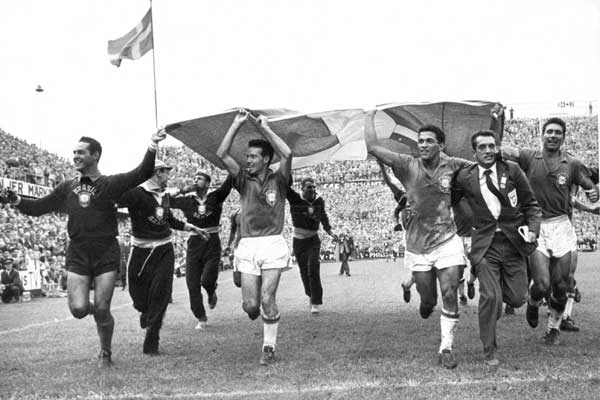
Ehrenrunde der brasilianischen Nationalmannschaft nach dem WM-Finale 1958

National- und auch Volkssport des Landes ist Fußball. Das erste Fußballspiel fand 1894 statt, rund 10 Jahre später dürften die ersten Spieler mitgespielt haben, die keine europäischen Vorfahren hatten. Die brasilianische Fußballnationalmannschaft ist fünfmaliger Weltmeister und damit die erfolgreichste Nationalmannschaft der Welt. Darüber hinaus gewann Brasilien neunmal die Copa América, die Südamerika-Meisterschaft. Für viele Fußballfreunde gilt darüber hinaus Pelé als einer der besten Fußballer aller Zeiten. Auch andere Spieler wie Arthur Friedenreich, Garrincha und Zico zählten zu den besten ihrer Zeit. Die Auszeichnung als Weltfußballer des Jahres erhielten zudem Romário, Ronaldo, Rivaldo, Ronaldinho und Kaká. Auch in der aktuellen Mannschaft spielen viele international bekannte Stars. Die Nationalmannschaft der Damen gehört ebenfalls zur Weltspitze, auch wenn ihr ein WM- oder Olympiasieg noch nicht gelang, und hat mit Marta Vieira da Silva die wohl beste Spielerin der Welt in ihren Reihen. Ein Großteil der Bevölkerung spielt aber Fußball unter einfacheren Verhältnissen, beispielsweise in den Favelas auf Sandplätzen (Campos). Für viele Kinder und Jugendliche in den Favelas ist die Aussicht, Fußballprofi zu werden, eine der wenigen Möglichkeiten, der Armut zu entgehen.
Futsal, eine populäre Variante des Hallenfußballs, die mittlerweile von der FIFA als offizielle Hallen-Variante des Fußballs anerkannt worden ist, wurde zu einem Großteil in Brasilien entwickelt und erfreut sich dort großer Popularität. Die Nationalmannschaft gehört wie beim Fußball zur Weltspitze.
Brasilien war innerhalb von gut zwei Jahren Schauplatz der beiden bedeutendsten Sportereignisse der Welt: 2014 wurde in Brasilien die Fußballweltmeisterschaft ausgetragen. Das Land war einziger Bewerber für den Austragungsort der WM. 2016 fanden die Olympischen Sommerspiele in Rio de Janeiro statt. Dies war die erste Austragung Olympischer Spiele auf dem südamerikanischen Kontinent.
Special Olympics Brasilien wurde 1990 gegründet und nahm mehrmals an Special Olympics Weltspielen teil.
Sehr beliebt ist in Brasilien auch Volleyball. Die Nationalmannschaft der Herren wurde 2002, 2006 und 2010 Weltmeister, die der Damen 2008 und 2012 Olympiasieger. Besonders für Beachvolleyball ist das südamerikanische Land bekannt, bei Weltmeisterschaften gewann es mehr Medaillen als jedes andere Land. Zudem wurde Footvolley, eine Mischung aus Fuß- und Volleyball, in Brasilien erfunden.
Eine weitere beliebte Mannschaftssportart ist Basketball. Die Nationalmannschaft der Herren wurde zweimal Weltmeister, die Damen-Nationalmannschaft gewann 1994 den WM-Titel. Bekannte NBA-Spieler sind unter anderem Leandro Barbosa, Nenê und Tiago Splitter.
Motorsport hat ebenfalls eine große Beliebtheit und Tradition: Brasilien ist Gastgeber des Großen Preises von Brasilien, zur Zeit eins von zwei Formel-1-Rennen in Lateinamerika und das einzige in Südamerika. Das Land hat mit Emerson Fittipaldi, Nelson Piquet und Ayrton Senna drei mehrfache Weltmeister hervorgebracht, weitere erfolgreiche Formel-1-Fahrer sind Rubens Barrichello und Felipe Massa. Starke Anteilnahme fand in der Bevölkerung die Beerdigung Ayrton Sennas 1994. Zwei Rennstrecken wurden für Formel-1-Rennen genutzt: Das Autódromo Internacional Nelson Piquet bei Rio de Janeiro und das Autódromo José Carlos Pace bei Interlagos. Alex Barros ist ein erfolgreicher ehemaliger Motorradrennfahrer und war mit 276 Start zeitweise Rekordhalter für die meisten WM-Starts.

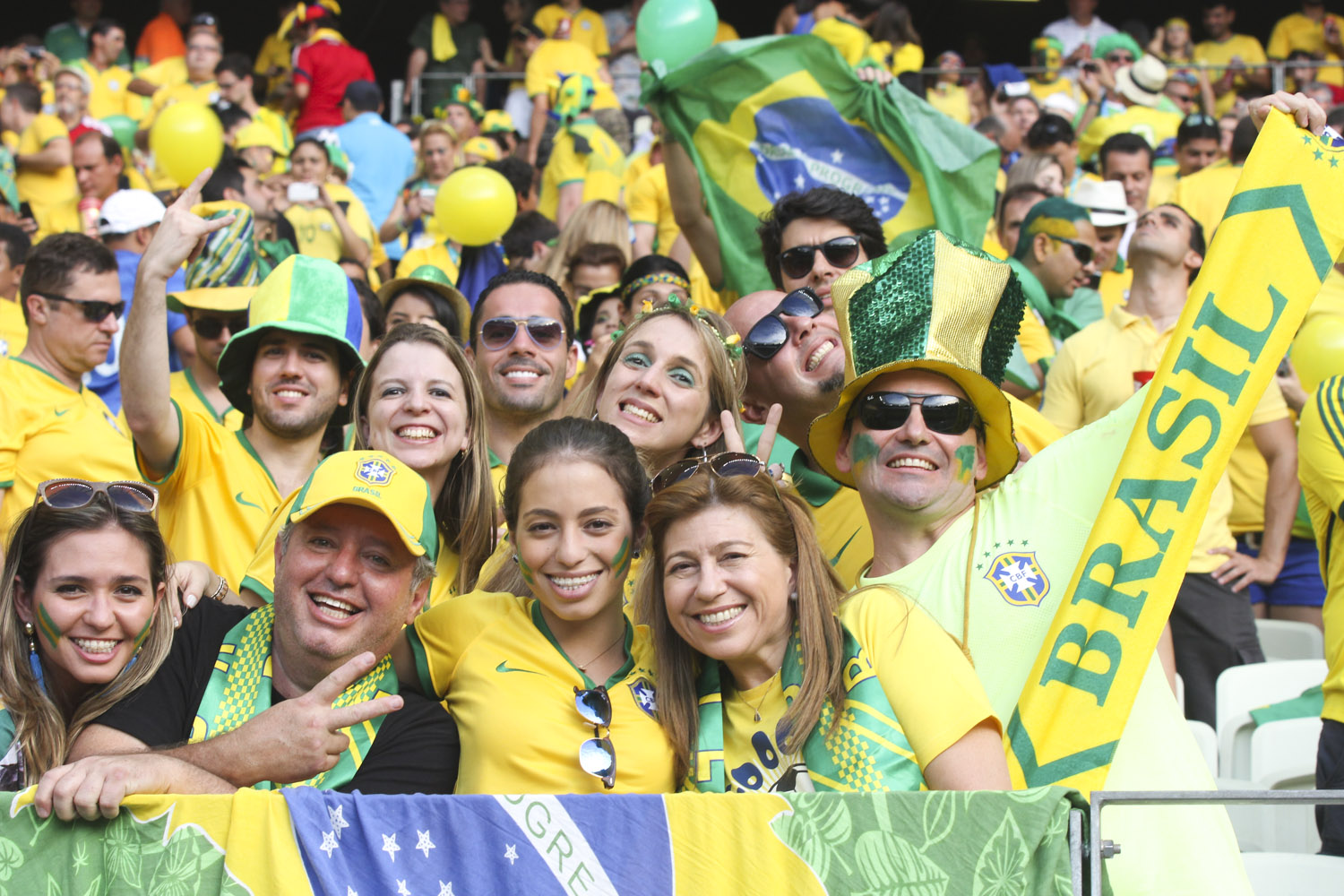
Fußball-Weltmeisterschaft 2014

Erfolgreichster Tennisspieler Brasiliens ist Gustavo Kuerten, der drei Mal die French Open gewinnen konnte und 43 Wochen an der Spitze der Weltrangliste im Herreneinzel stand, bedeutendster Leichtathlet des Landes war der Dreispringer und zweifache Olympiasieger Adhemar da Silva. Der Olympiasieger und mehrfache Weltmeister César Cielo ist der erfolgreichste Schwimmer des Landes. Auch im Segelsport ist Brasilien erfolgreich. Mit Rodrigo Pessoa, Olympiasieger 2004 und Weltmeister 1998 und seinem Vater Nelson, Europameister 1966, besitzt Brasilien auch erfolgreiche Springreiter.
Als typisch brasilianisch kann Capoeira bezeichnet werden, was besser mit dem Begriff Kampftanz denn mit Kampfsportart kategorisiert wird. Capoeira wurde von der schwarzen Bevölkerung praktiziert. Da es den Sklaven nicht erlaubt war, irgendeine Art von Waffen zu tragen, entwickelten sie Capoeira als Form der Selbstverteidigung: Sie verbindet kämpferische Elemente mit Akrobatik, Spielerei und Tanz. In den vergangenen Jahrzehnten entwickelte sich eine gewisse Mode um Capoeira. Sie ist mittlerweile in der ganzen brasilianischen Bevölkerung verbreitet und erfreut sich auch im Ausland Beliebtheit. Im Zuge der in den letzten Jahren wachsenden Verbreitung der Kampfsportarten und -künste aus den Mixed Martial Arts (MMA), insbesondere Grappling, erlangten international Vale Tudo, Luta Livre und Brazilian Jiu-Jitsu (BJJ) große Anerkennung.
Rugby Union wird seit mindestens 1888 in Brasilien gespielt und ist damit fast so alt wie der Fußball, erreichte jedoch nie die gleiche Beliebtheit. In den letzten Jahren gehörte der Rugbysport zu den schnellwachsenden Sportarten Brasiliens und wird vor allem an Universitäten gespielt. Der brasilianischen Nationalmannschaft gelang jedoch noch nicht die Qualifikation für eine Rugby-Union-Weltmeisterschaft. Brasilien gilt als die viertstärkste Mannschaft Südamerikas nach Argentinien, Uruguay und Chile.

### Feiertage

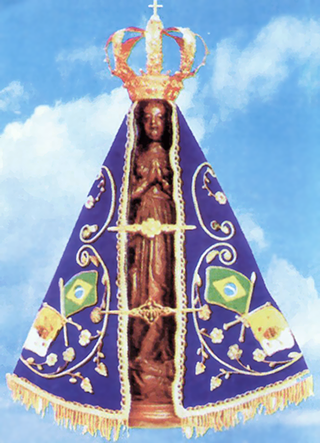
Nossa Senhora da Conceição Aparecida, die Gottesmutter Maria, Schutzpatronin Brasiliens

| Datum        | Name                                                  | Deutscher Name                                                                         | Anmerkungen |
| ------------ | ----------------------------------------------------- | -------------------------------------------------------------------------------------- | --- |
| 1. Januar    | Confraternização Universal                            | Tag der universellen Bruderschaft / Neujahr                                            | |
| 20. Januar   | São Sebastião                                         | Sankt Sebastian                                                                        | nur in Rio de Janeiro |
| 25. Januar   | Aniversário de São Paulo                              | Gründung der Stadt São Paulo                                                           | nur in São Paulo |
| beweglich    | Carnaval                                              | Karneval                                                                               | offiziell nur der Dienstag, aber Rosenmontag praktisch immer inkludiert, Schulen haben meistens die ganze Karnevalswoche frei            |
| beweglich    | Quarta-feira de Cinzas                                | Aschermittwoch                                                                         | nur bis Mittag |
| beweglich    | Sexta-Feira Santa                                     | Karfreitag                                                                             | |
| beweglich    | Páscoa                                                | Ostern (Ostersonntag)                                                                  | 7. Sonntag nach Aschermittwoch |
| 21. April    | Tiradentes                                            | Gedenken an Joaquim José da Silva Xavier, genannt Tiradentes (Nationalheld Brasiliens) | |
| 23. April    | São Jorge                                             | Sankt Georg                                                                            | nur in Rio de Janeiro |
| 1. Mai       | Dia do Trabalho                                       | Tag der Arbeit/Maifeiertag                                                             | |
| beweglich    | Ascensão do Senhor                                    | Christi Himmelfahrt                                                                    | 2. Donnerstag vor Pfingsten |
| beweglich    | Pentecostes                                           | Pfingsten                                                                              | 7. Sonntag nach Ostern |
| beweglich    | Corpus Christi                                        | Fronleichnam                                                                           | 2. Donnerstag nach Pfingsten |
| 9. Juli      | Revolução Constitucionalista                          | konstitutionelle Revolution                                                            | nur im Bundesstaat São Paulo |
| 28. August   | Dia Nacional de Combate e Prevenção ao Escalpelamento | Kontrolle und Prävention von Escalpelamento                                            | Bundesgesetz 12.199/2010 |
| 7. September | Independência do Brasil                               | Unabhängigkeitstag Brasiliens                                                          | |
| 12. Oktober  | Nossa Senhora Aparecida                               | Erscheinung der Gottesmutter Maria (Schutzpatronin Brasiliens)                         | sehr populär, da auch als Kindertag gefeiert (Dia das Crianças)                                                                          |
| 2. November  | Finados                                               | Allerseelen                                                                            | |
| 15. November | Proclamação da República                              | Nationalfeiertag (Ausrufung der Republik)                                              | |
| 20. November | Zumbi dos Palmares, Dia da Consciência Negra          | Zumbi von Palmares, Tag des Schwarzen Bewusstseins                                     | Feiertag in über 1000 Städten und in den Bundesstaaten Rio de Janeiro, São Paulo, Amazonas, Amapá, Mato Grosso und in Mato Grosso do Sul |
| 25. Dezember | Natal                                                 | Weihnachten                                                                            | |